# Biserica de lemn din Băgău

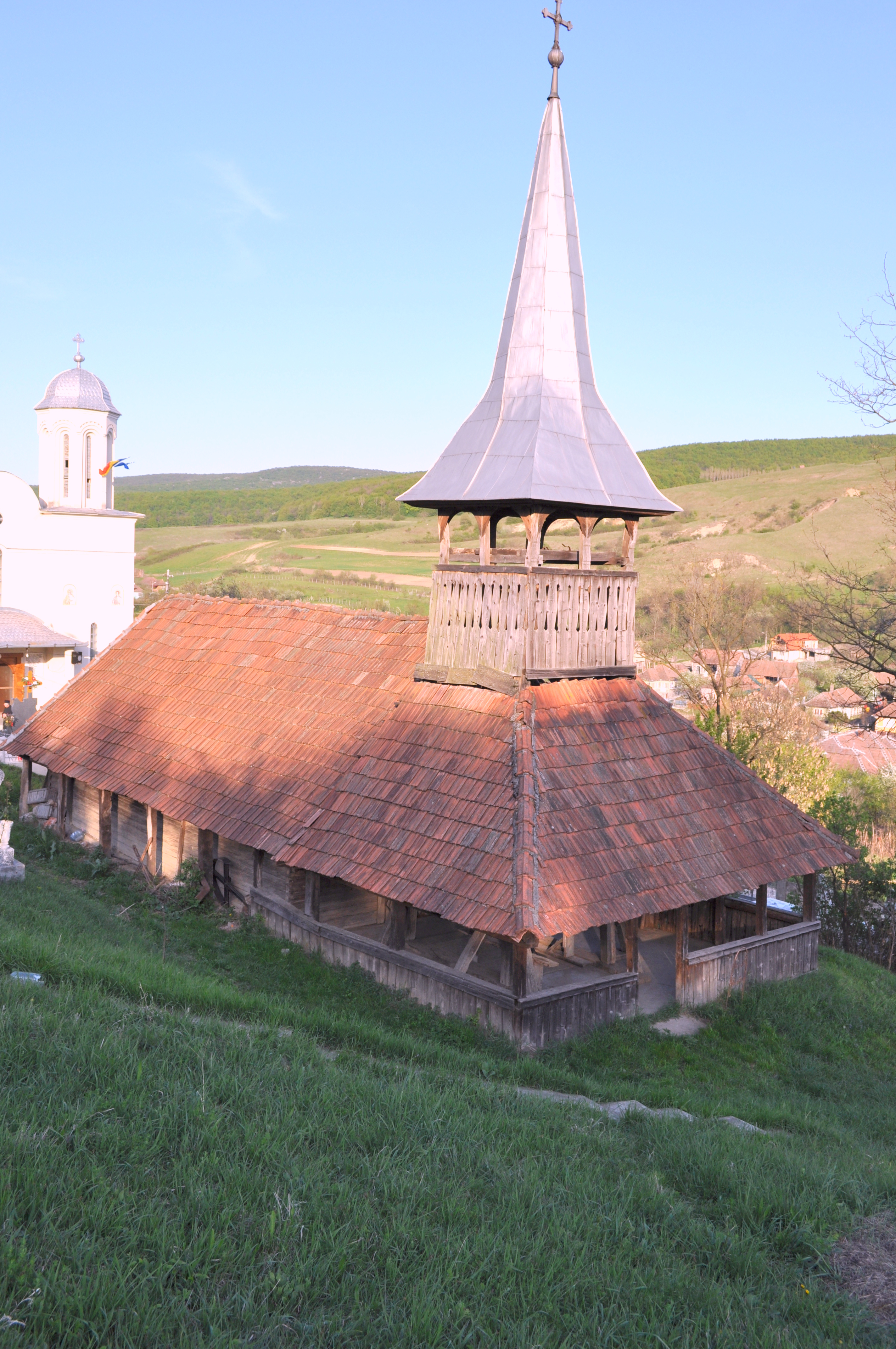
Biserica de lemn Sfântul Teodor Tiron din Băgău, județul Alba, foto: aprilie 2011.

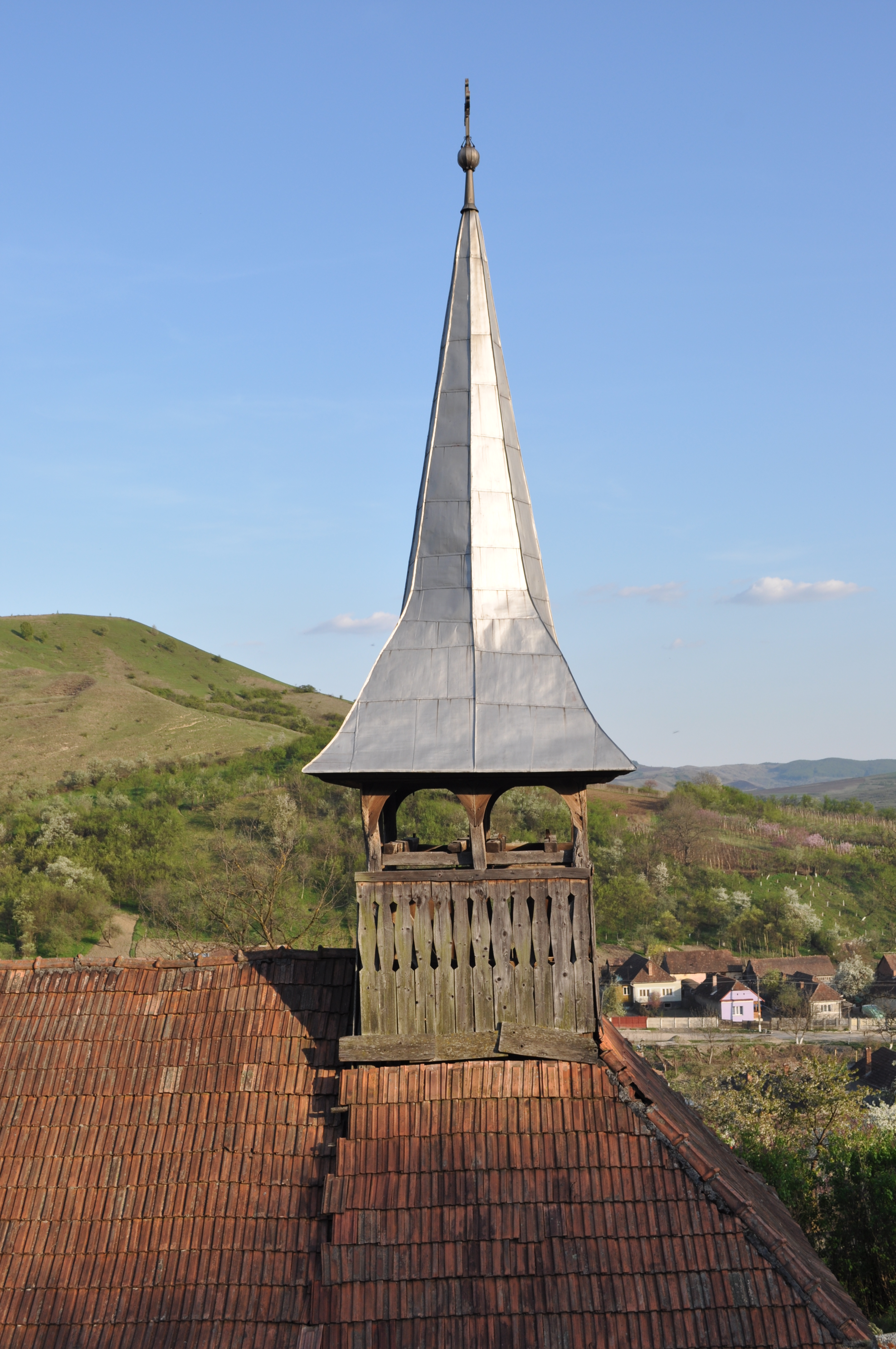
Clopotnița

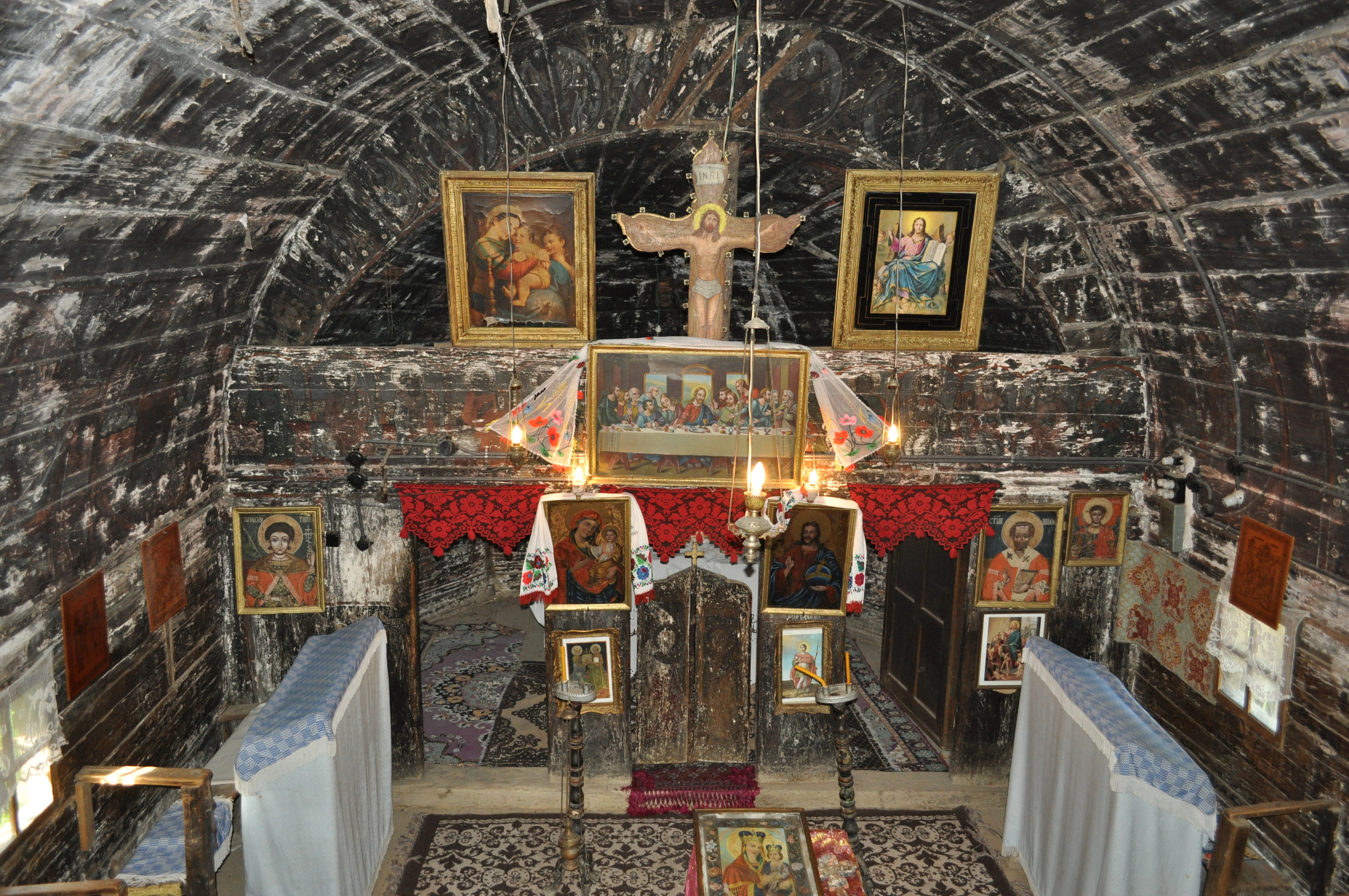
Interiorul navei

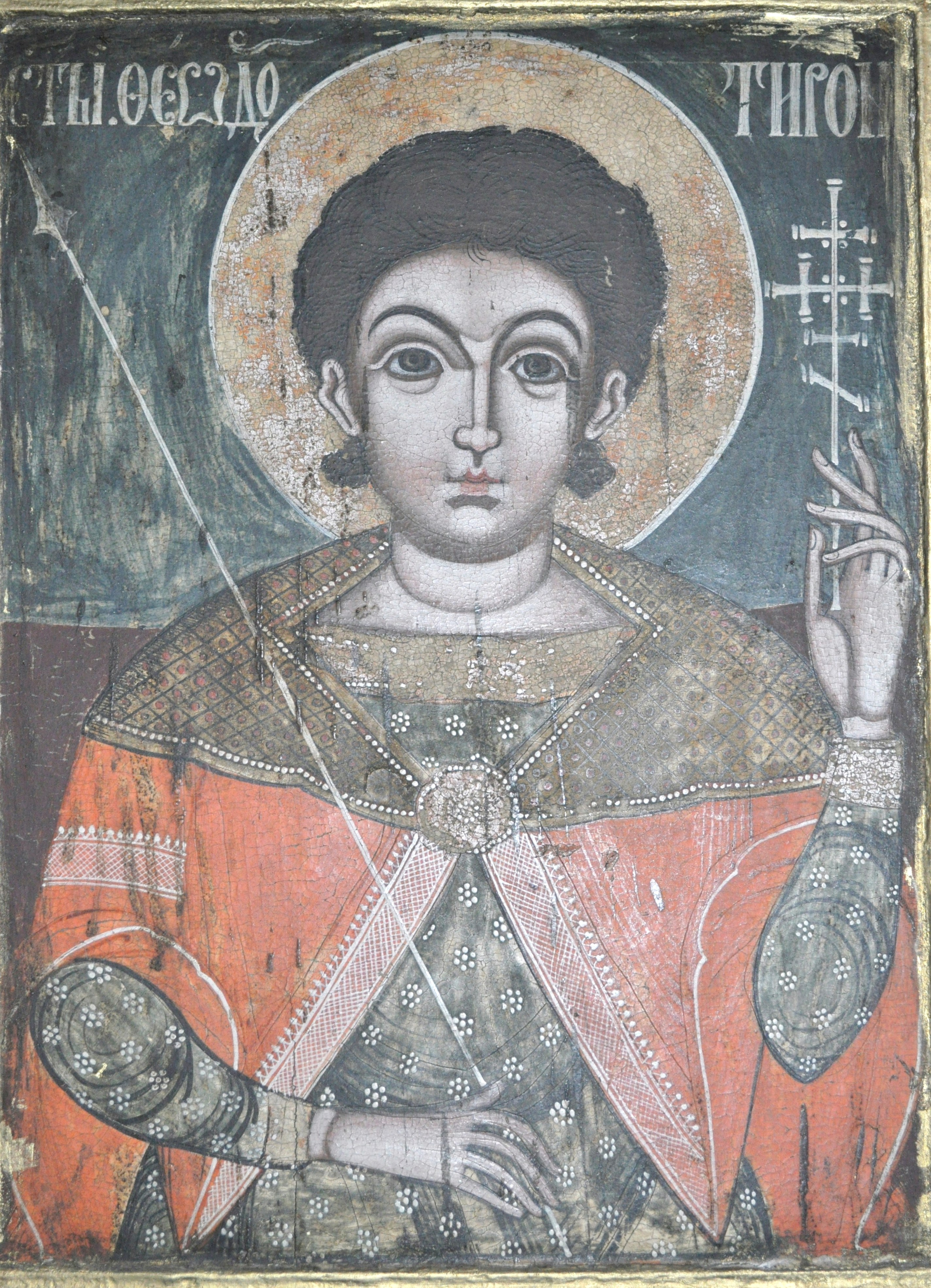
Icoană împărătească: Sf. Mare Mucenic Teodor Tiron

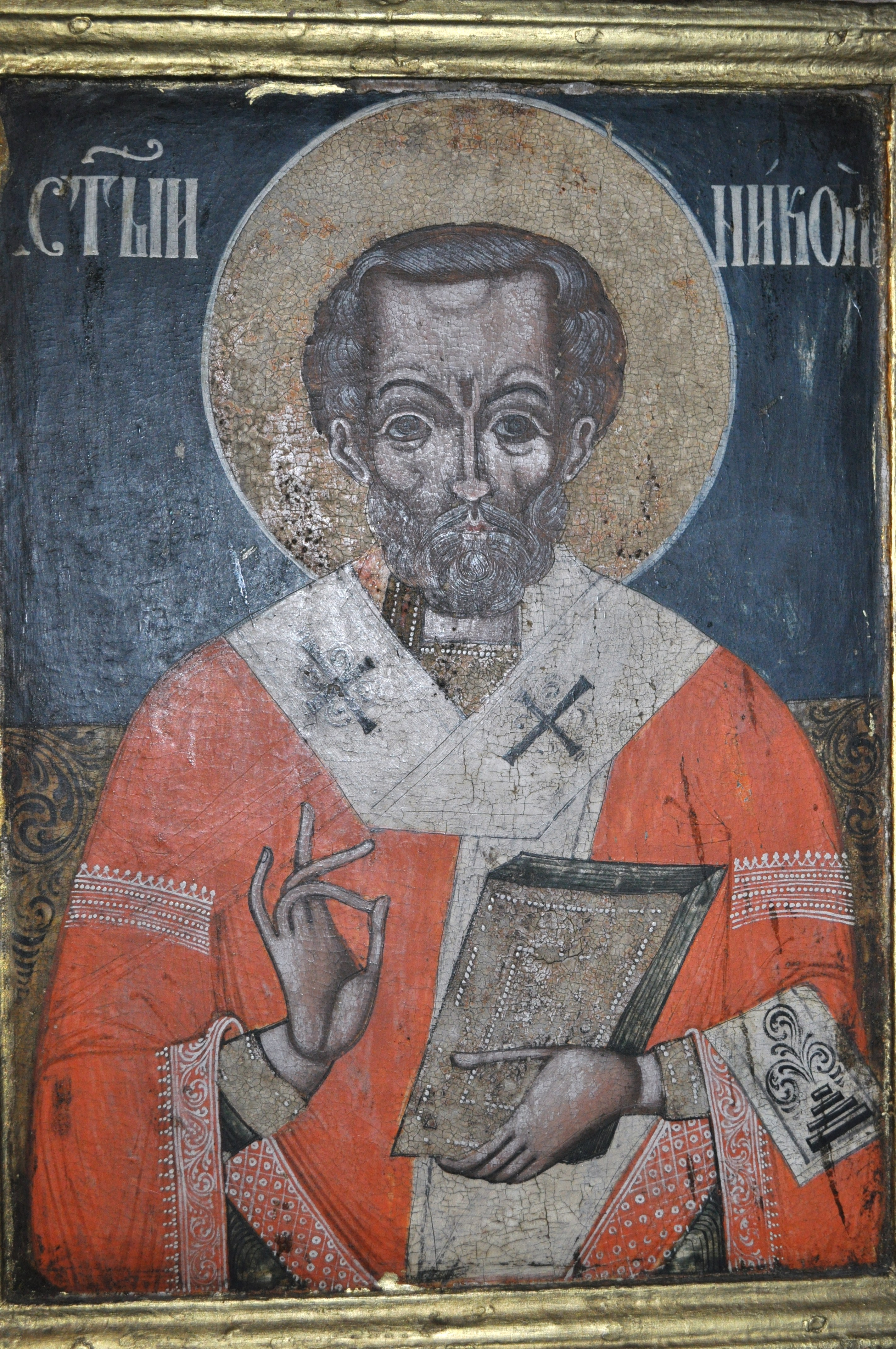
Icoană împărătească: Sf. Nicolae

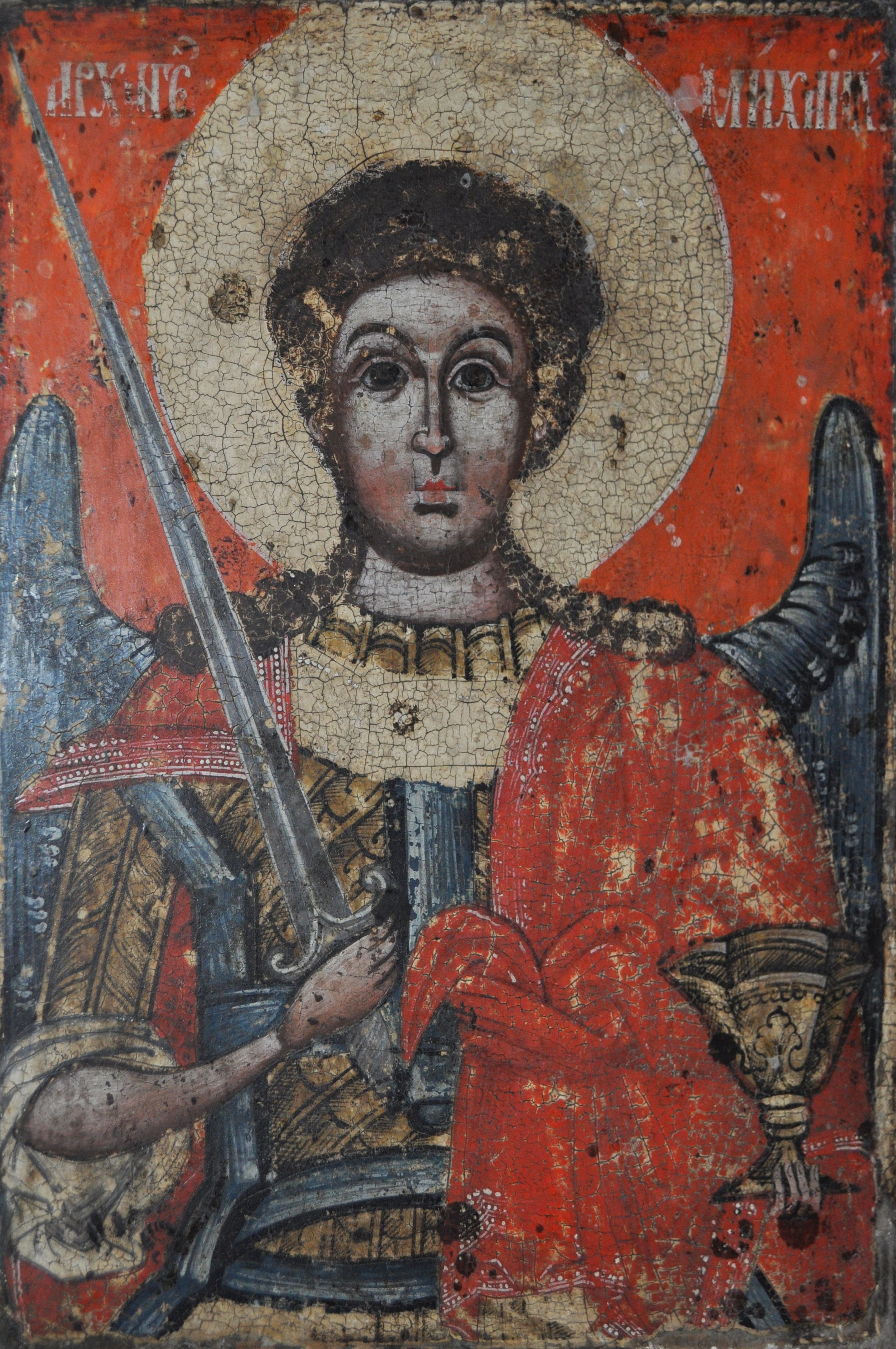
Icoană împărătească: Sf. Arhanghel Mihail

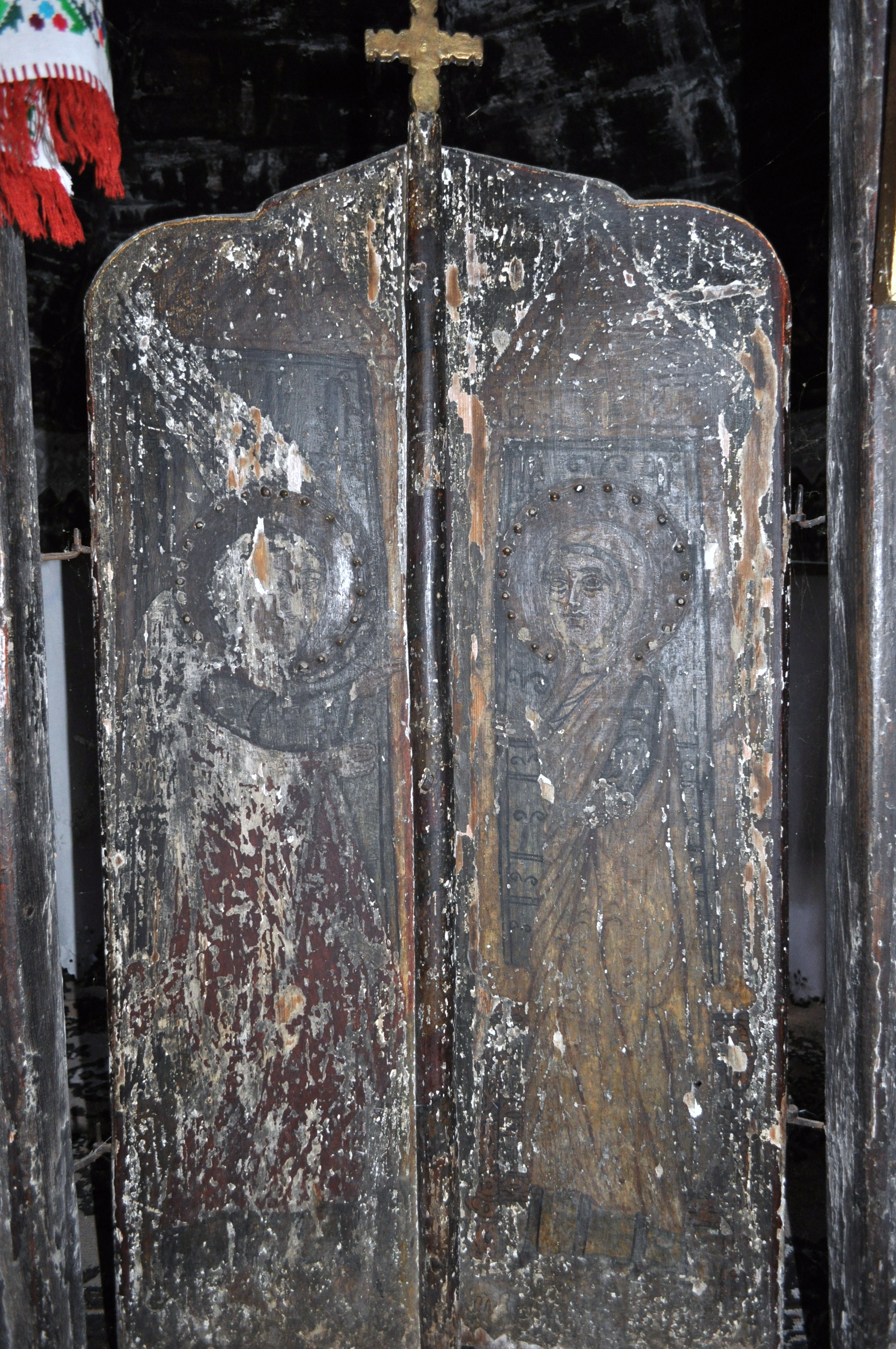
Ușile împărătești: Bunavestire

Biserica de lemn din Băgău, aflată în localitatea cu același nume din comuna Lopadea Nouă, județul Alba, este un vechi lăcaș de cult greco-catolic (azi, ortodox), ce datează din anul 1733 . A suferit modificări și adăugiri în anii 1847 și 1955. Hramul bisericii este „Sf.Teodor Tiron”. Biserica este înscrisă pe noua listă a monumentelor istorice sub codul: AB-II-m-B-00181.

## Istoric și trăsături
Biserica este construită din bârne de brad îmbinate la capete în unghi drept și așezate pe tălpi de stejar. Altarul are formă poligonală cu 6 laturi. Pe latura sudică biserica are un mic pridvor, iar pe cea vestică un pridvor de dimensiuni mai mari în care se află și clopotnița. Aceasta pare a fi adăugată mai târziu, fiind susținută de patru stâlpi centrali de stejar.
Pronaosul este tăvănit, iar bolta naosului este semicilindrică longitudinală. Altarul are o boltă cilindrică mai mică, terminată prin patru panouri curbe. Acoperișul din șindrilă nu se mai păstrează, fiind înlocuită cu țiglă în 1936, fapt ce a necesitat sprijinirea acoperișului cu structuri improvizate. Biserica are pictură pe lemn și benzi de pânză lipite peste intersecțiile bârnelor, în pictură observându-se o influență a stilului apusean. 
Altarul este pictat în anul 1806 „pe cheltuiala lui Onu Petru”, conform inscripției cu caractere chirilice aflată deasupra ușii diaconești. Cu toate că inscripția amintește anul și numele donatorului, numele pictorului a rămas necunoscut.
Din patrimoniul mobil al bisericii fac parte următoarele obiecte mai importante: clopotul (pe care este inscripționat anul 1791), icoană: Sfântul Nicolae (pictură pe lemn), icoană: Sfântul Mare Mucenic Teodor Tiron (pictură pe lemn), icoană: Sfântul Arhanghel Mihail (pictură pe lemn). Alte două icoane valoroase așezate pe catapeteasmă, Iisus Hristos și Sfânta Fecioară cu pruncul au fost, din păcate, repictate. Portița de intrare poartă următoarea inscripție: „1796, mai 8, meșter Oltean Simion.”
Câțiva dintre preoții care au slujit în această biserică: Popa Ioan (1733), Samoil Nemeș, Ioan Ladai (1812-1855), Ioan Costea (1856-1861), Ioan Oltean (1861-1862), Teodor Fodor (1862-1896), Ironim Man (1896-1937), Aurel Ranca (1937-1964), Dean Vesa, Stan Ioan.

## Imagini din exterior

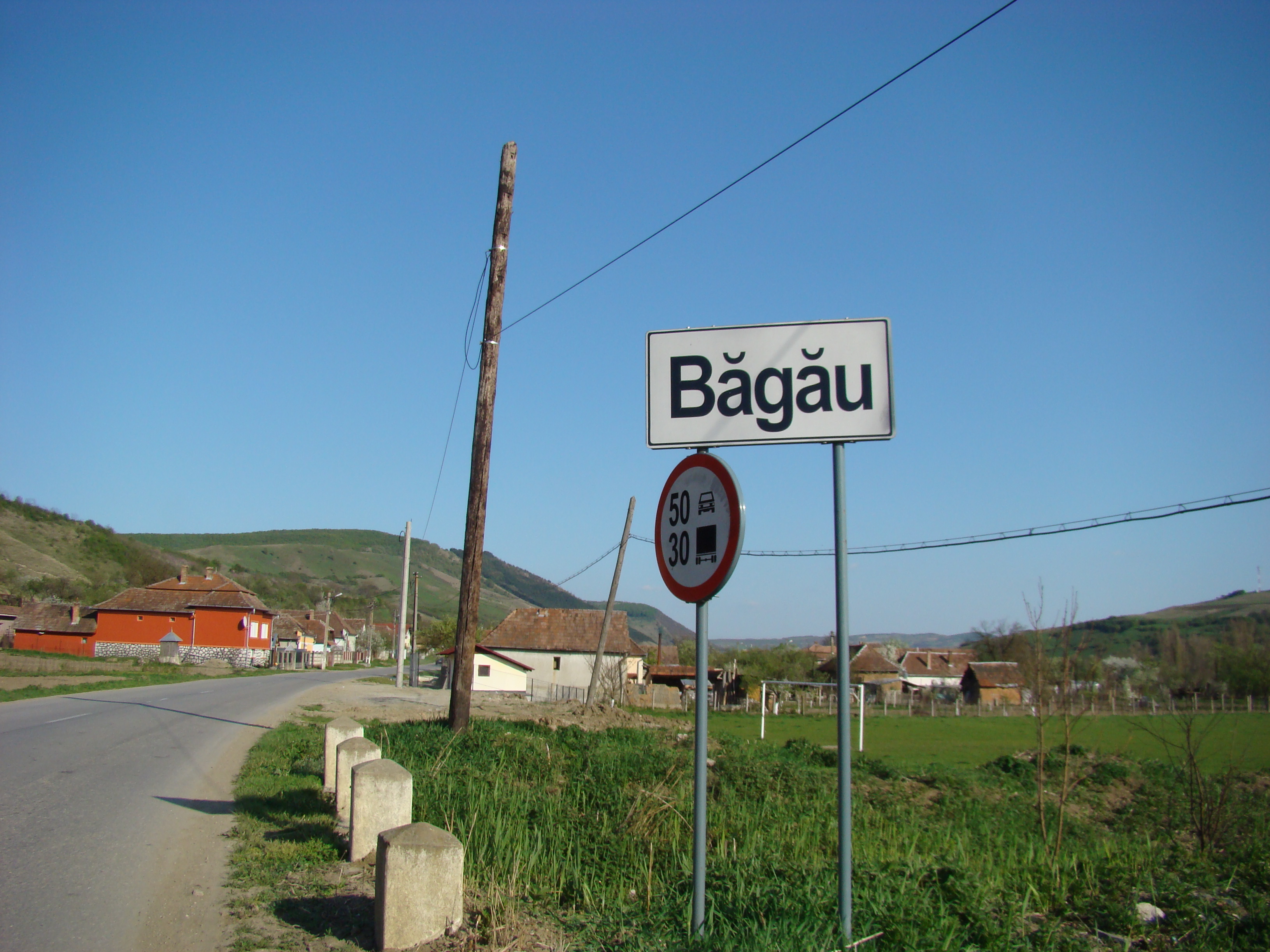
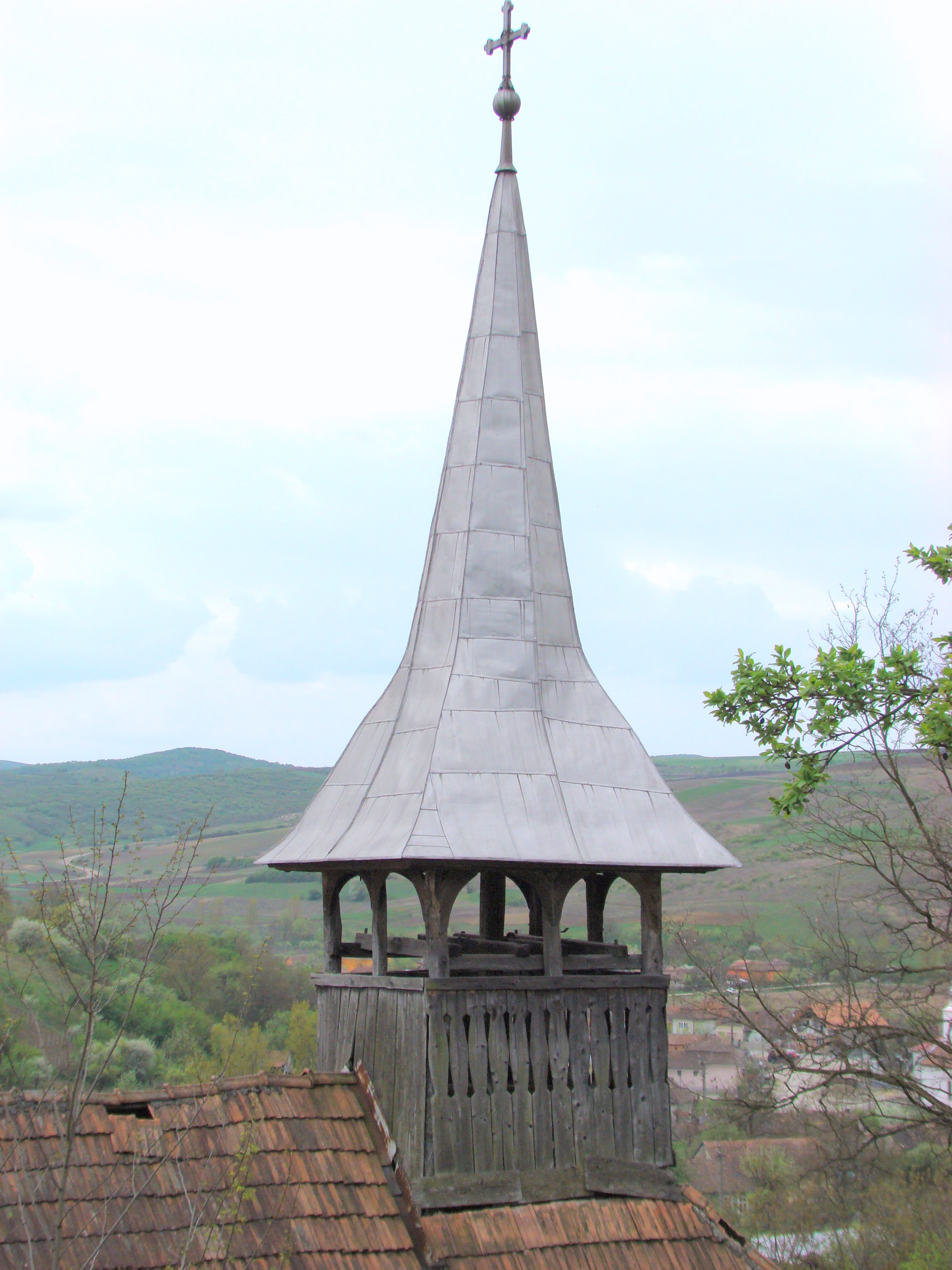
Clopotnița bisericii
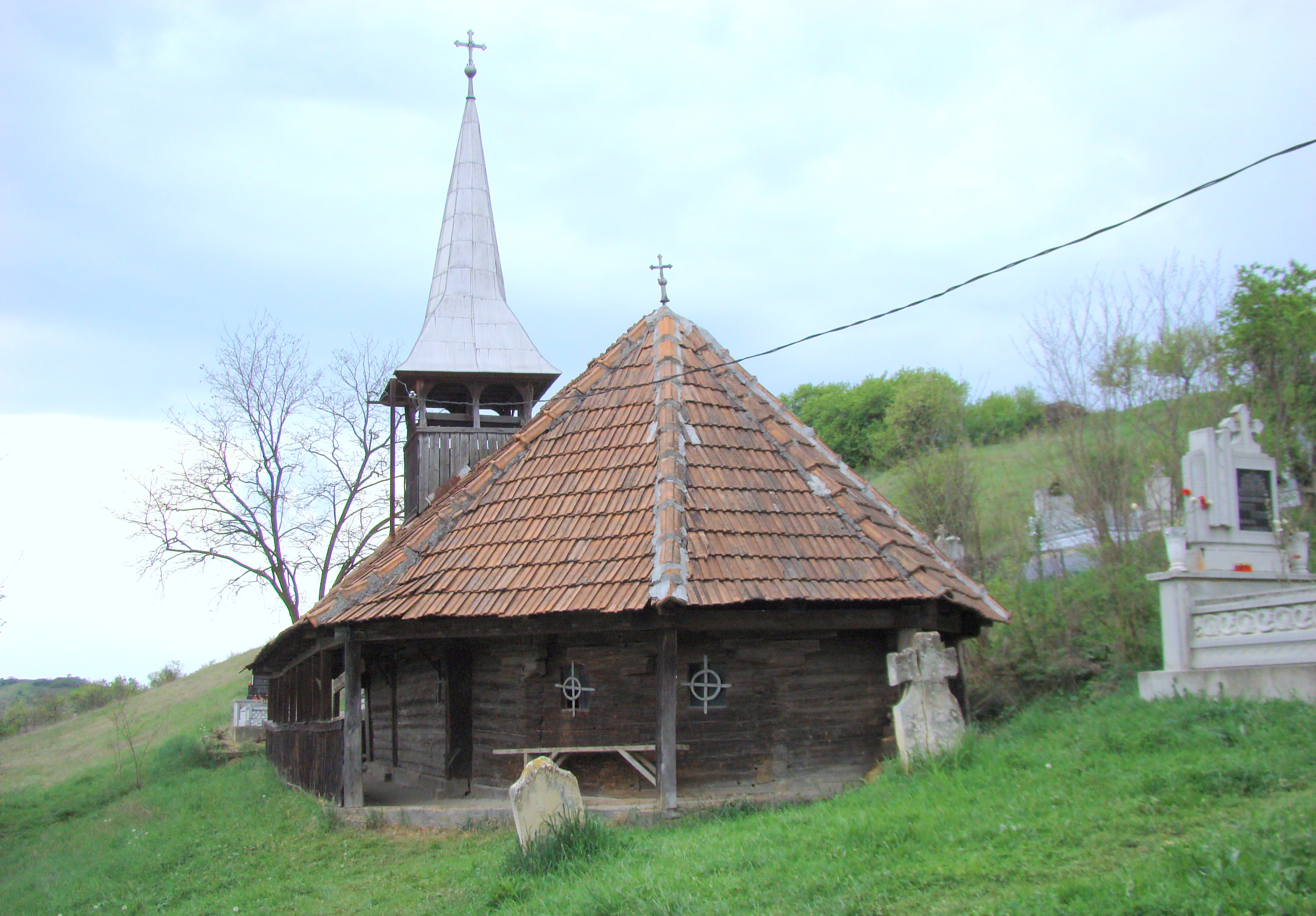
Vedere din răsărit
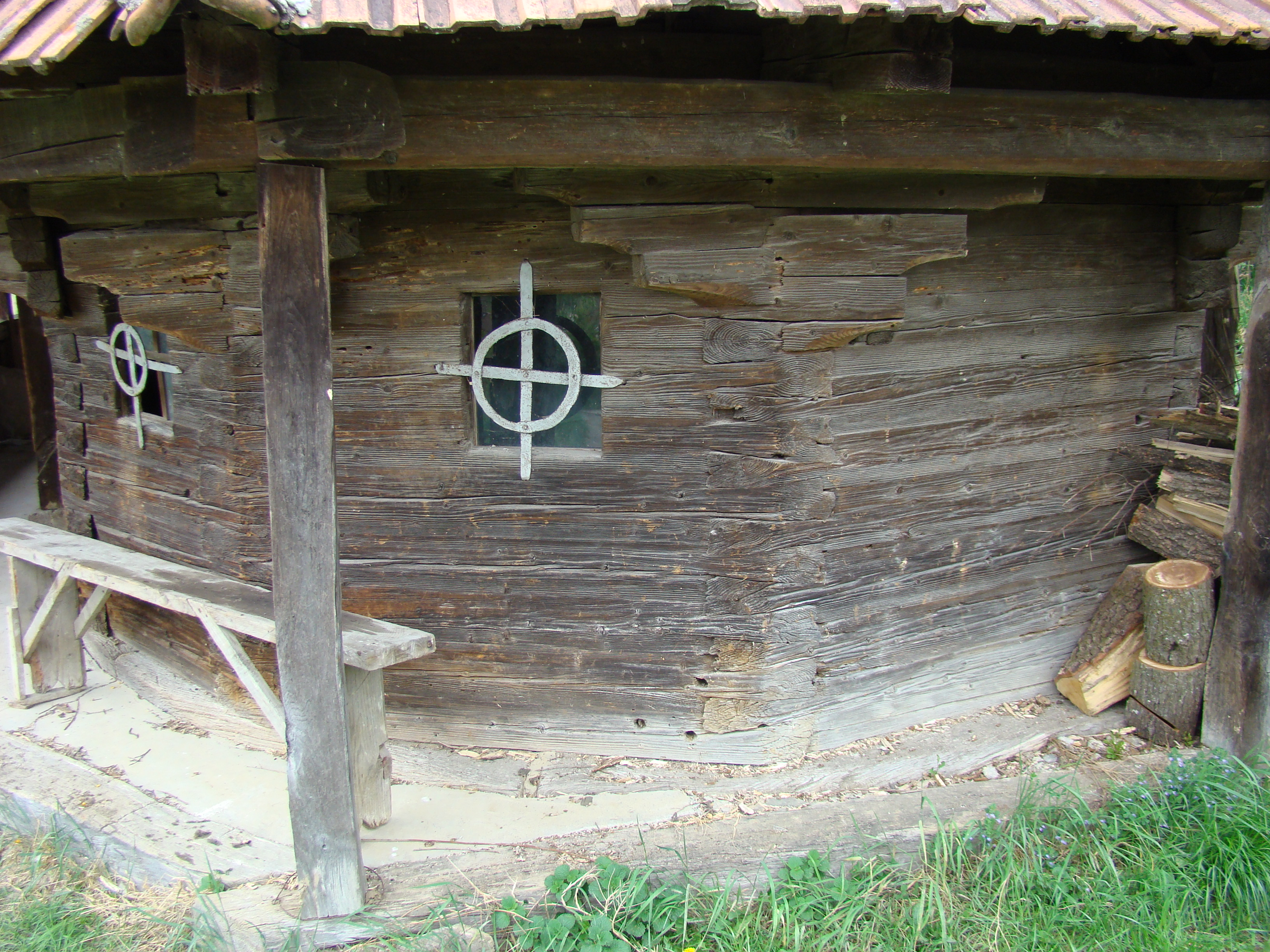
Absida altarului 1
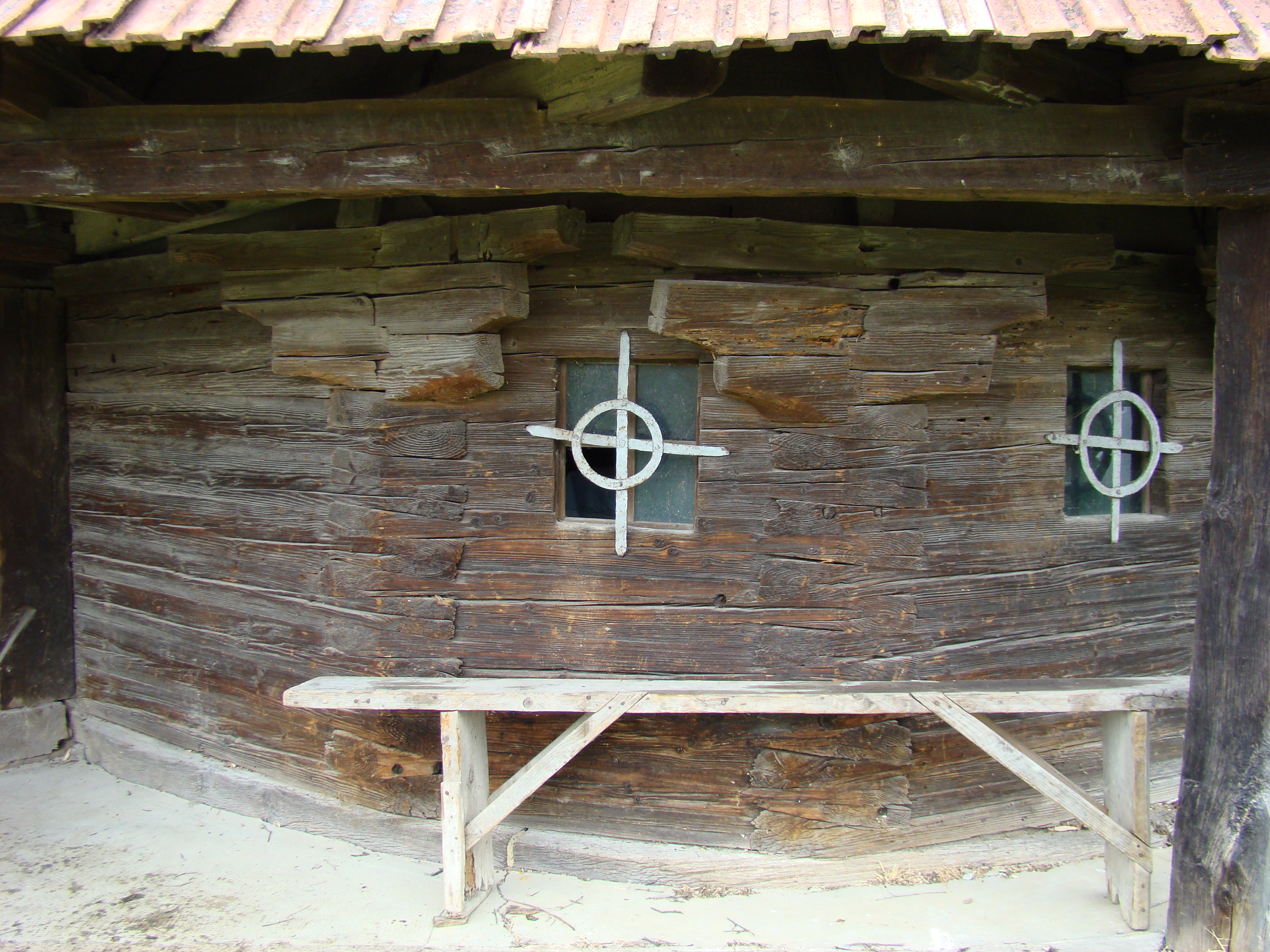
Absida altarului 2
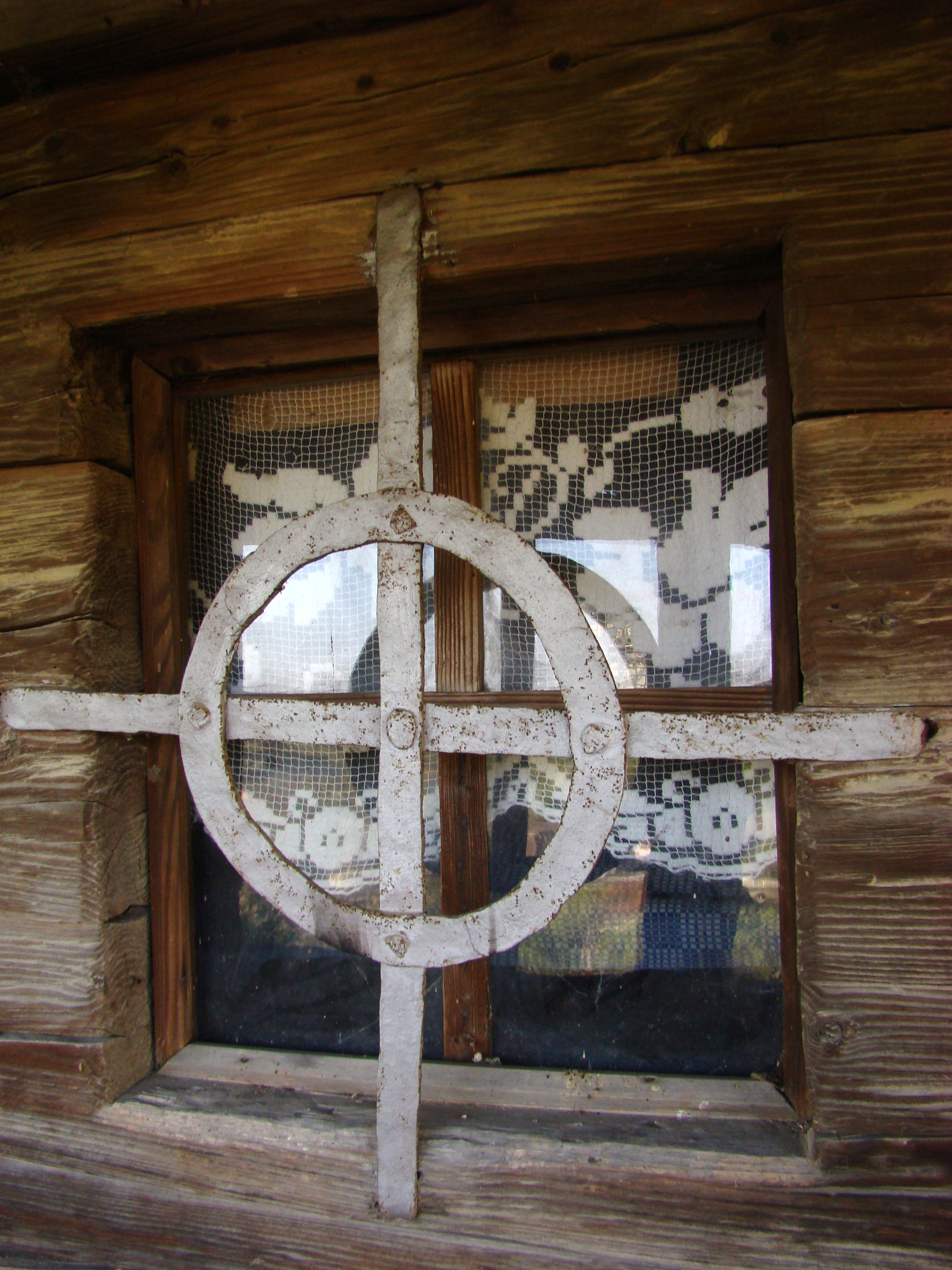
Fereastră
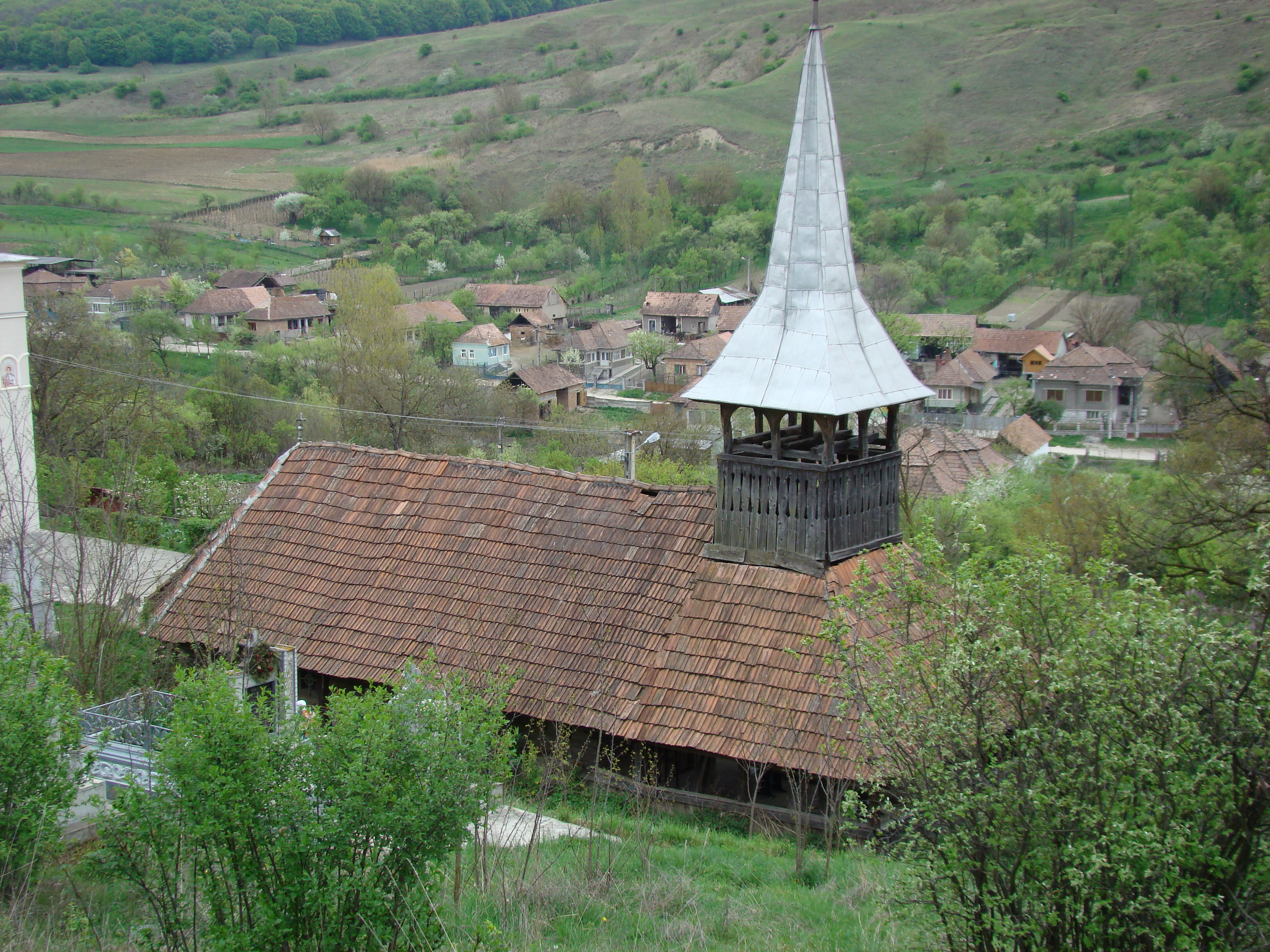
Vedere din nord-vest
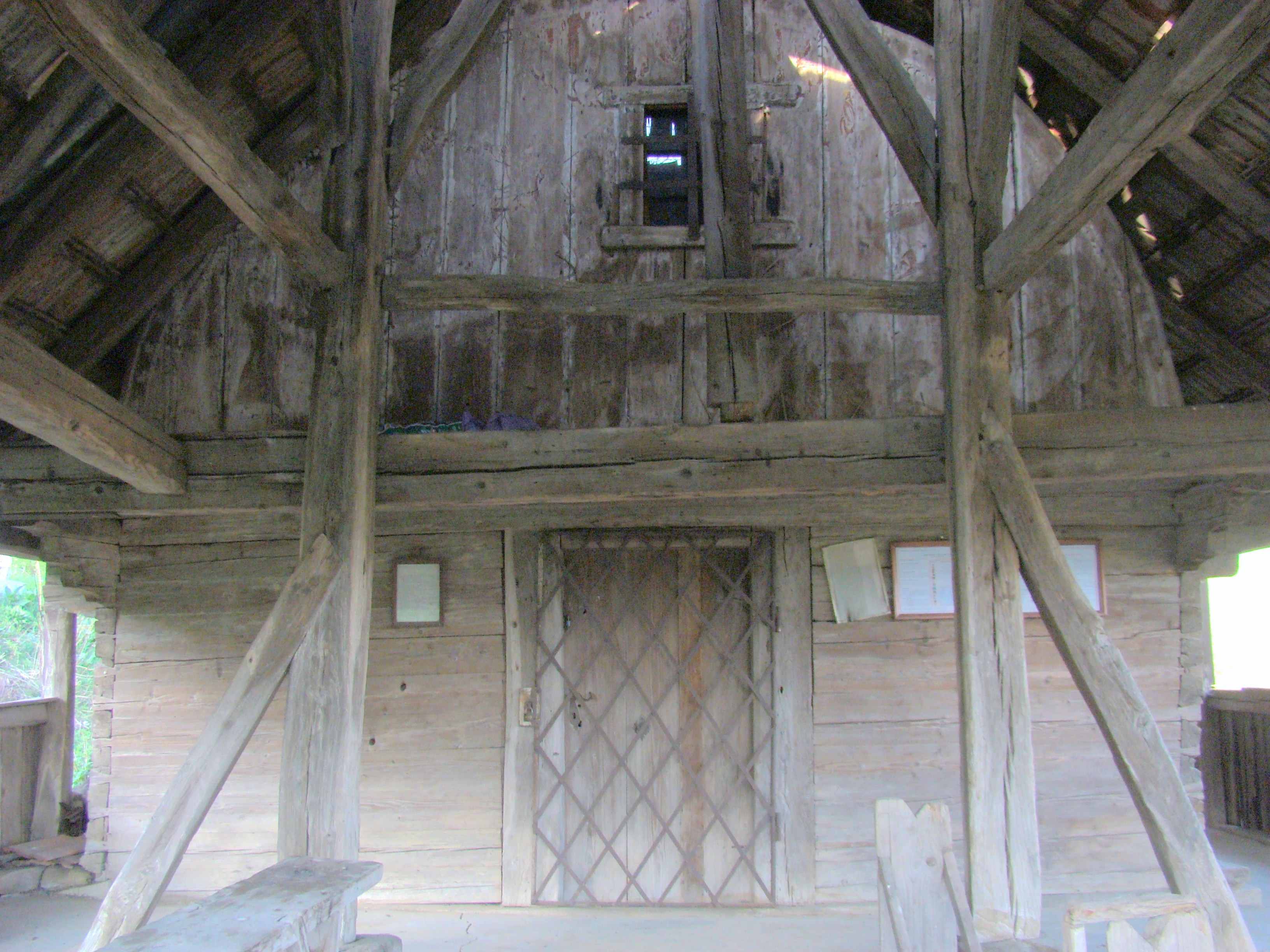
Pridvorul
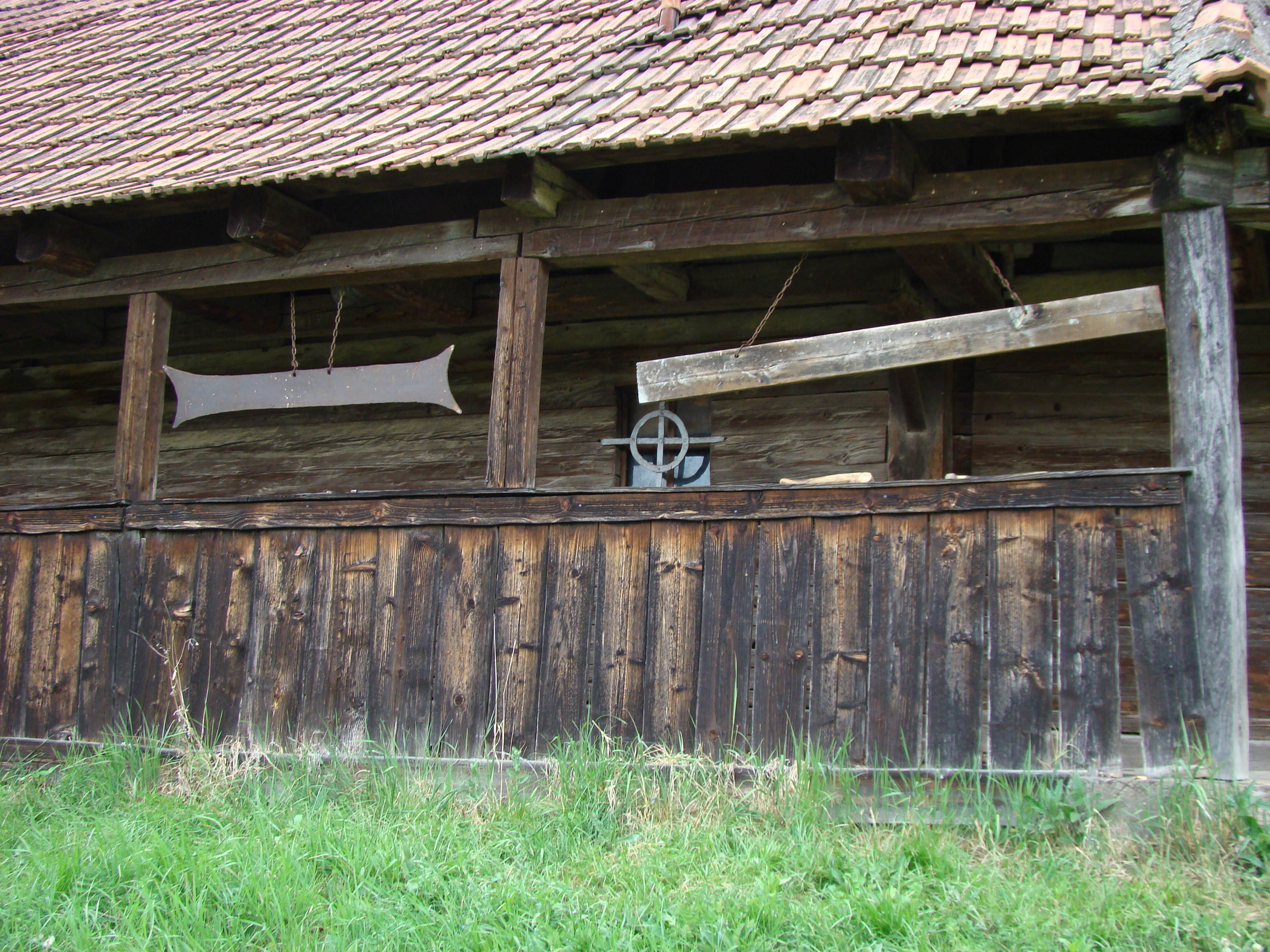
Prispa și cele două toace
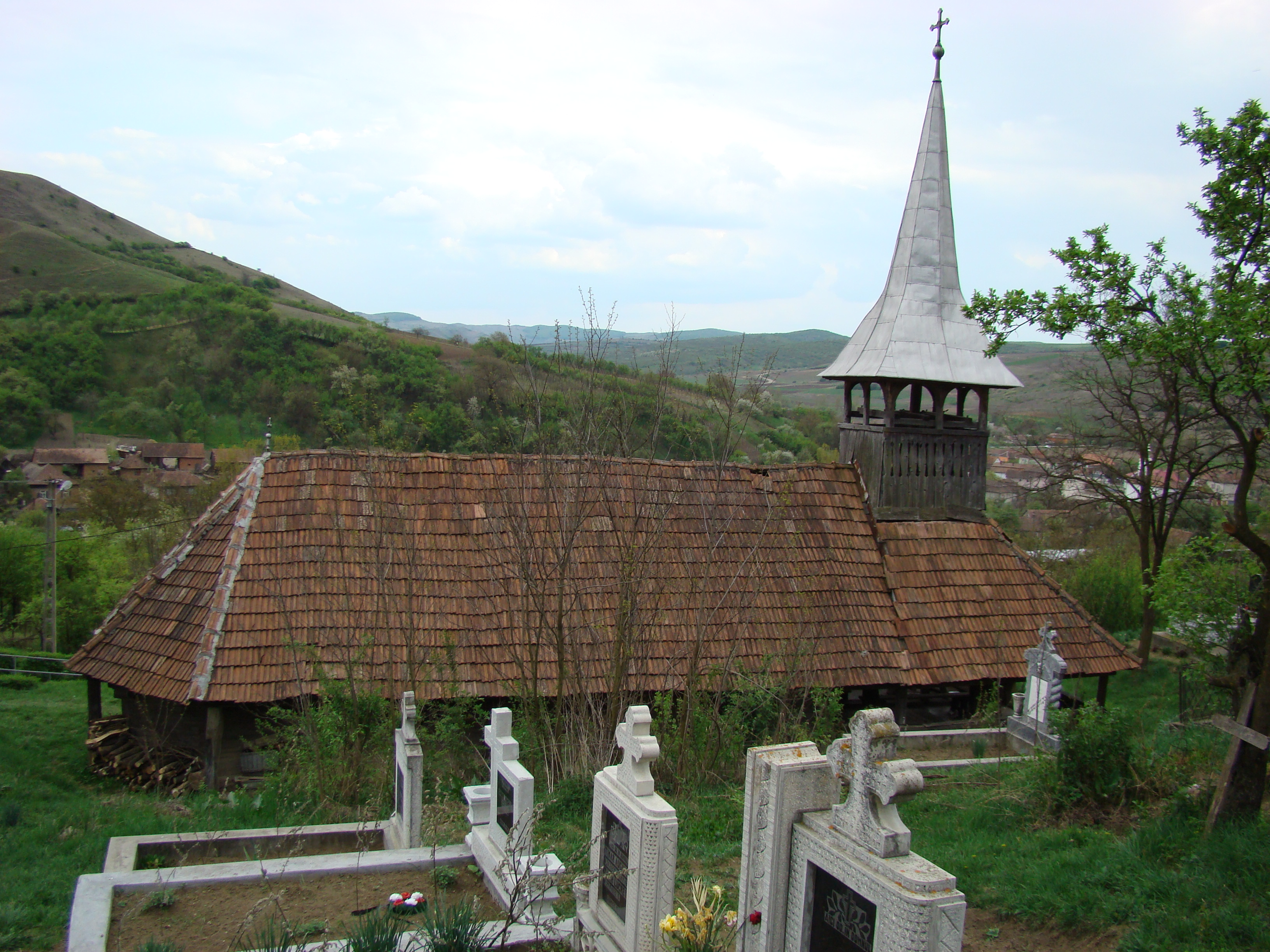
Vedere de ansamblu din nord
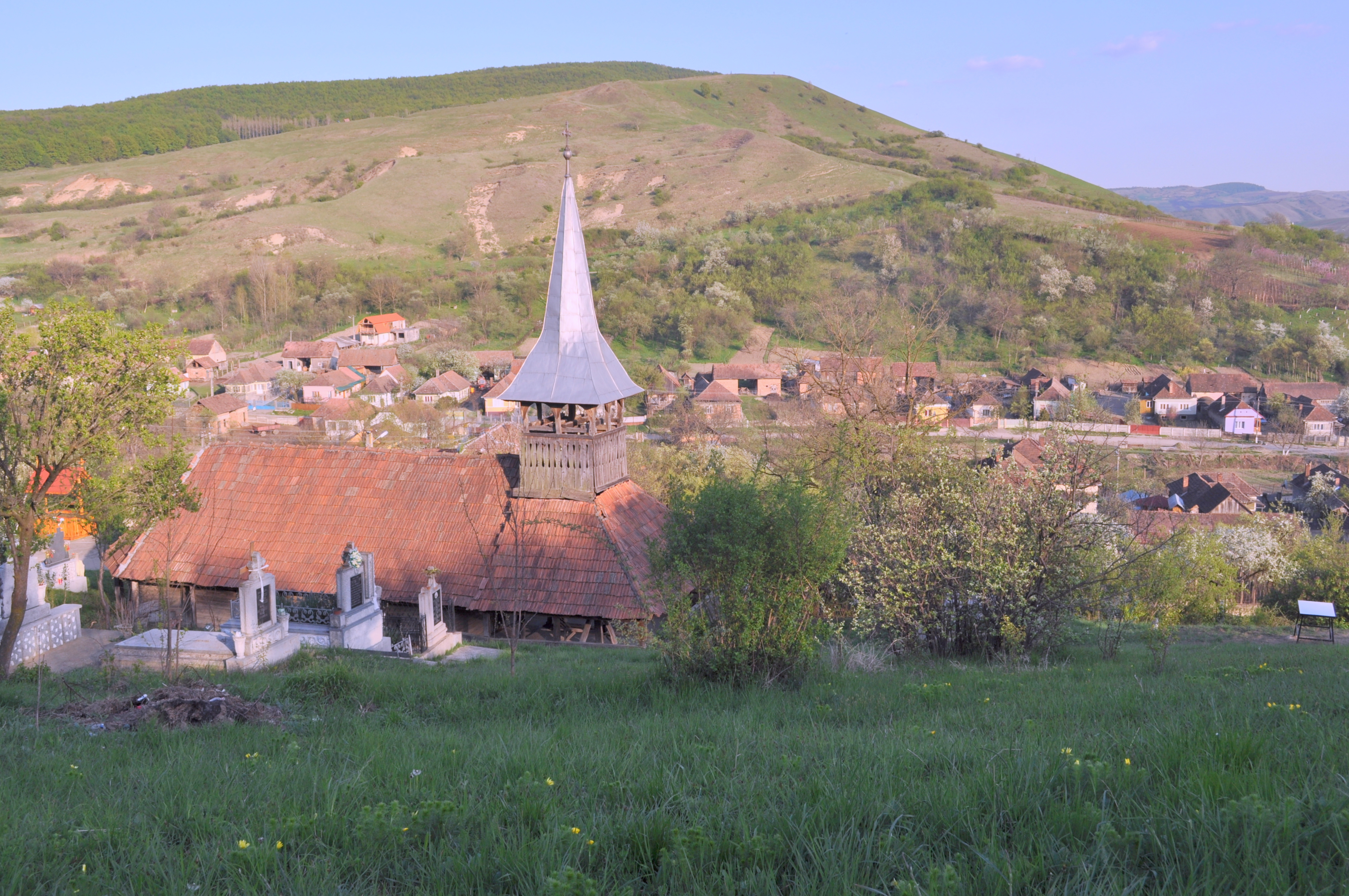
Biserica (nord)
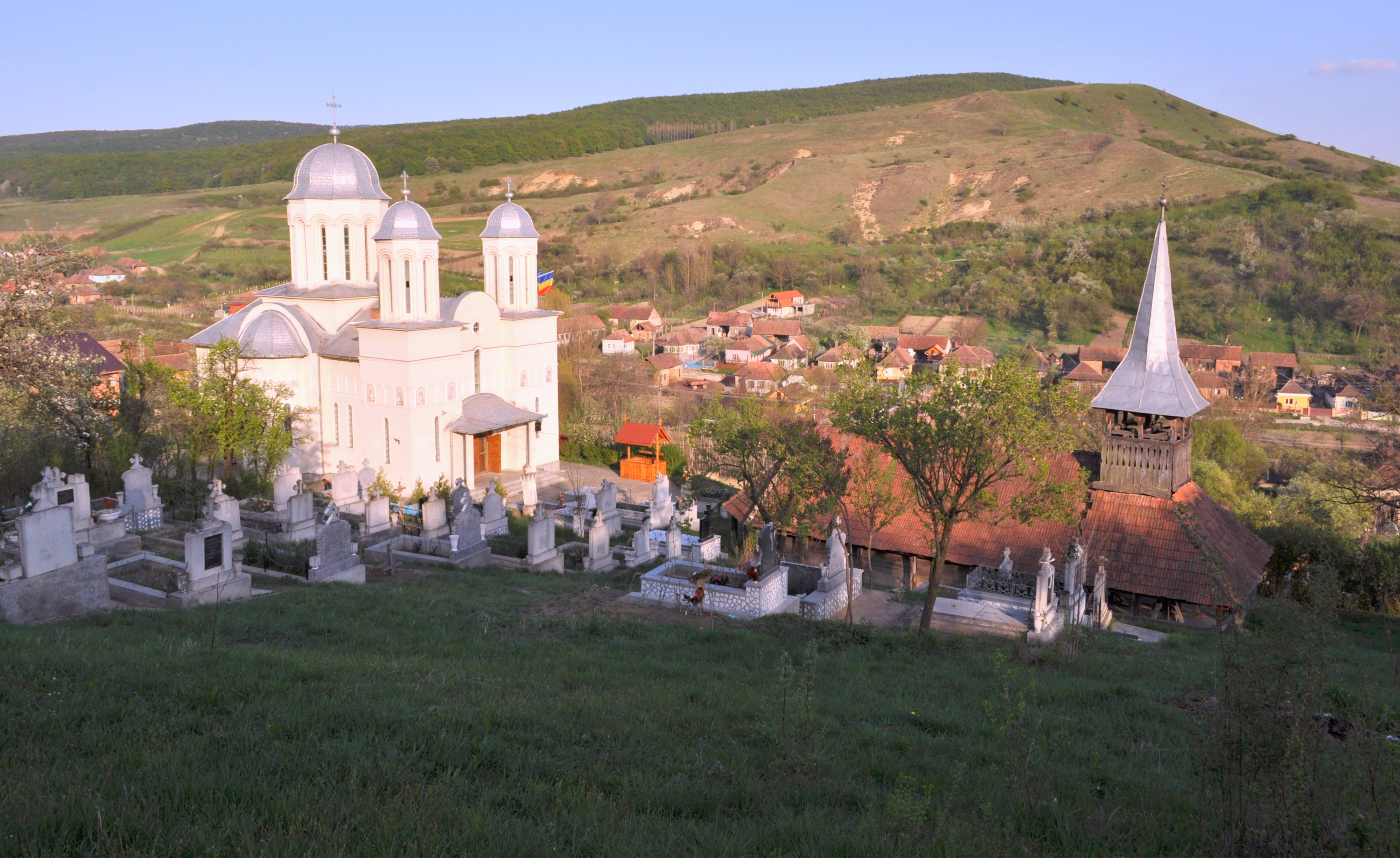
Cele două biserici ortodoxe
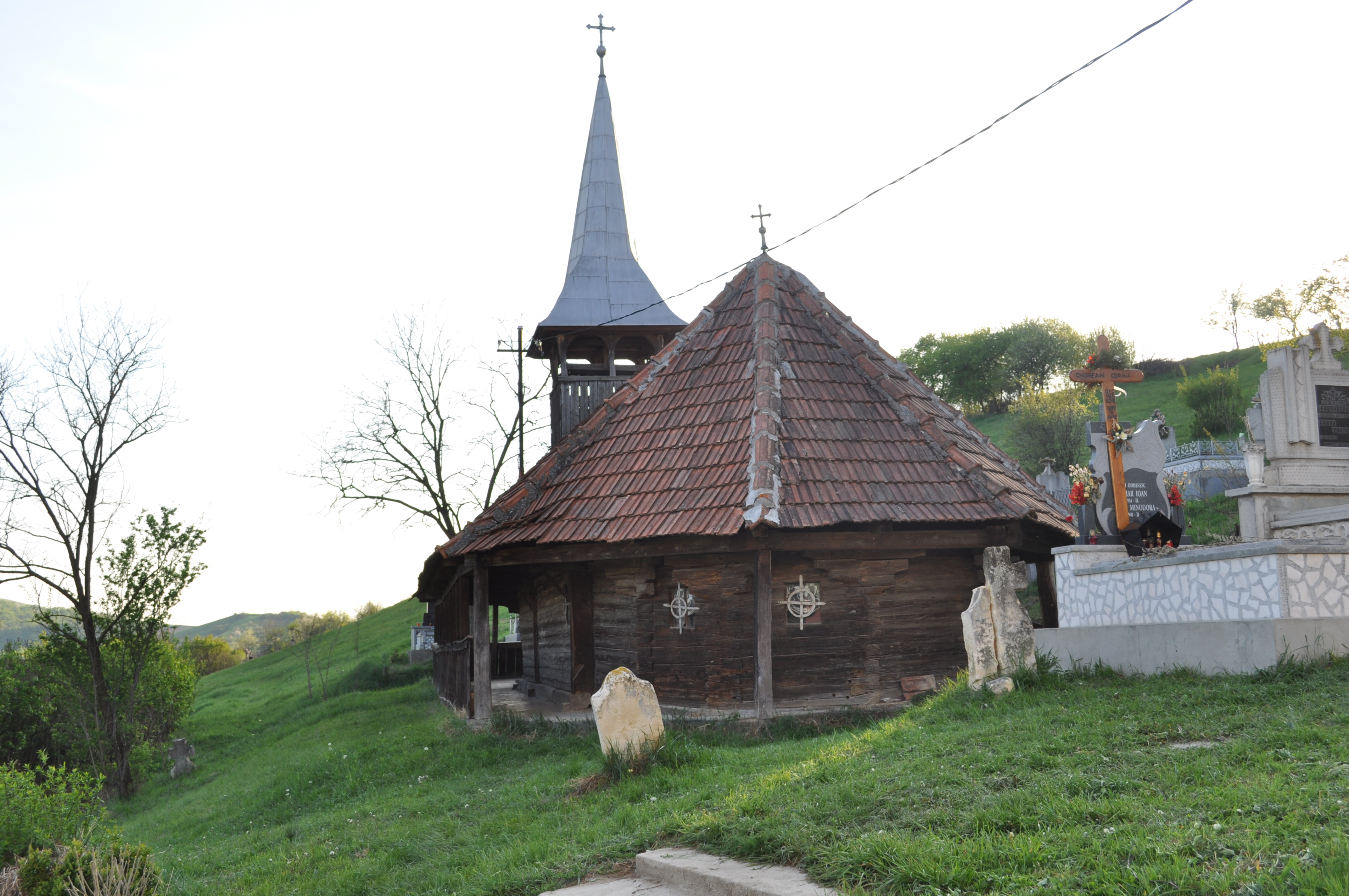
Biserica (sud-est)
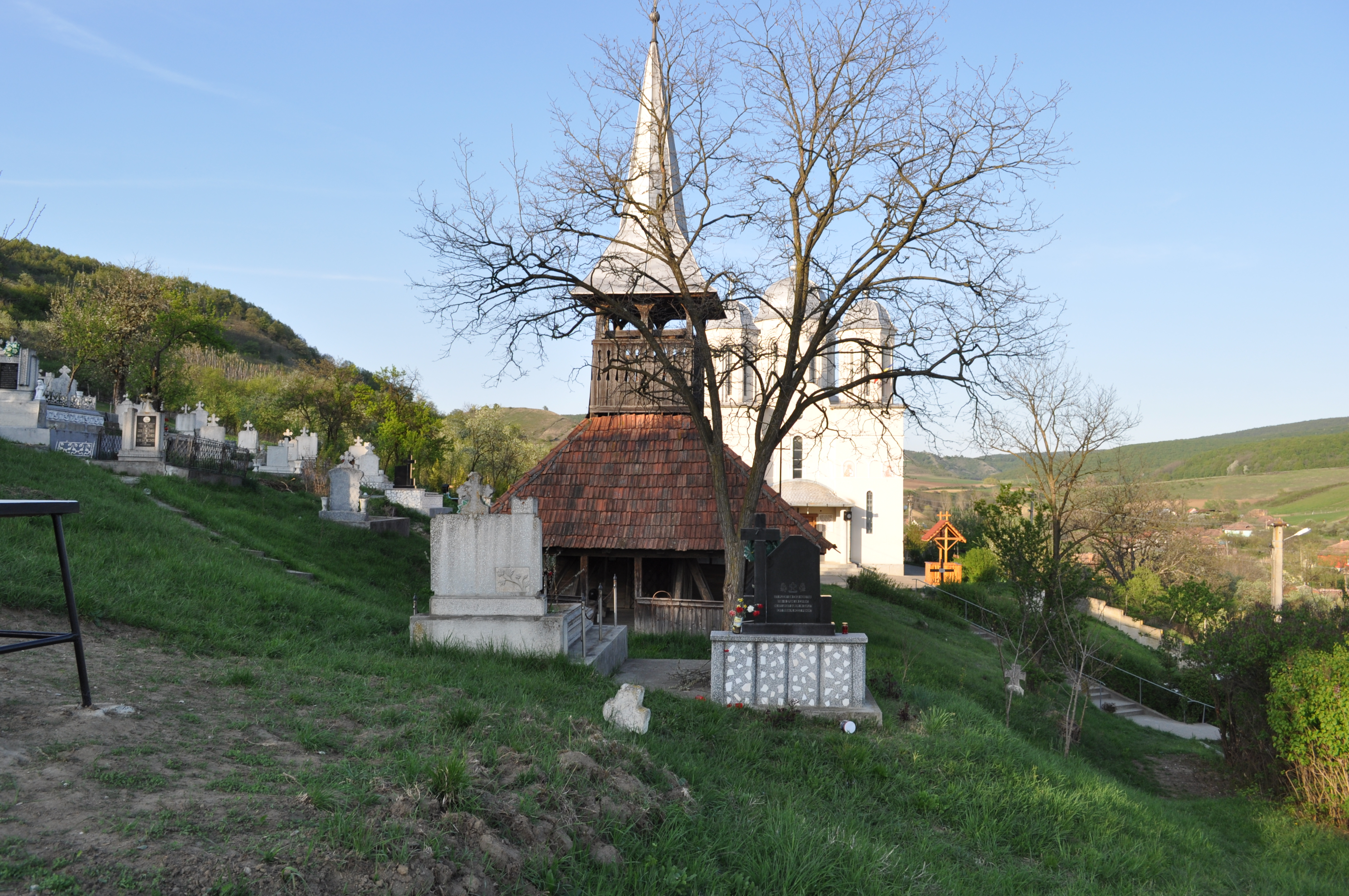
Biserica (vest)
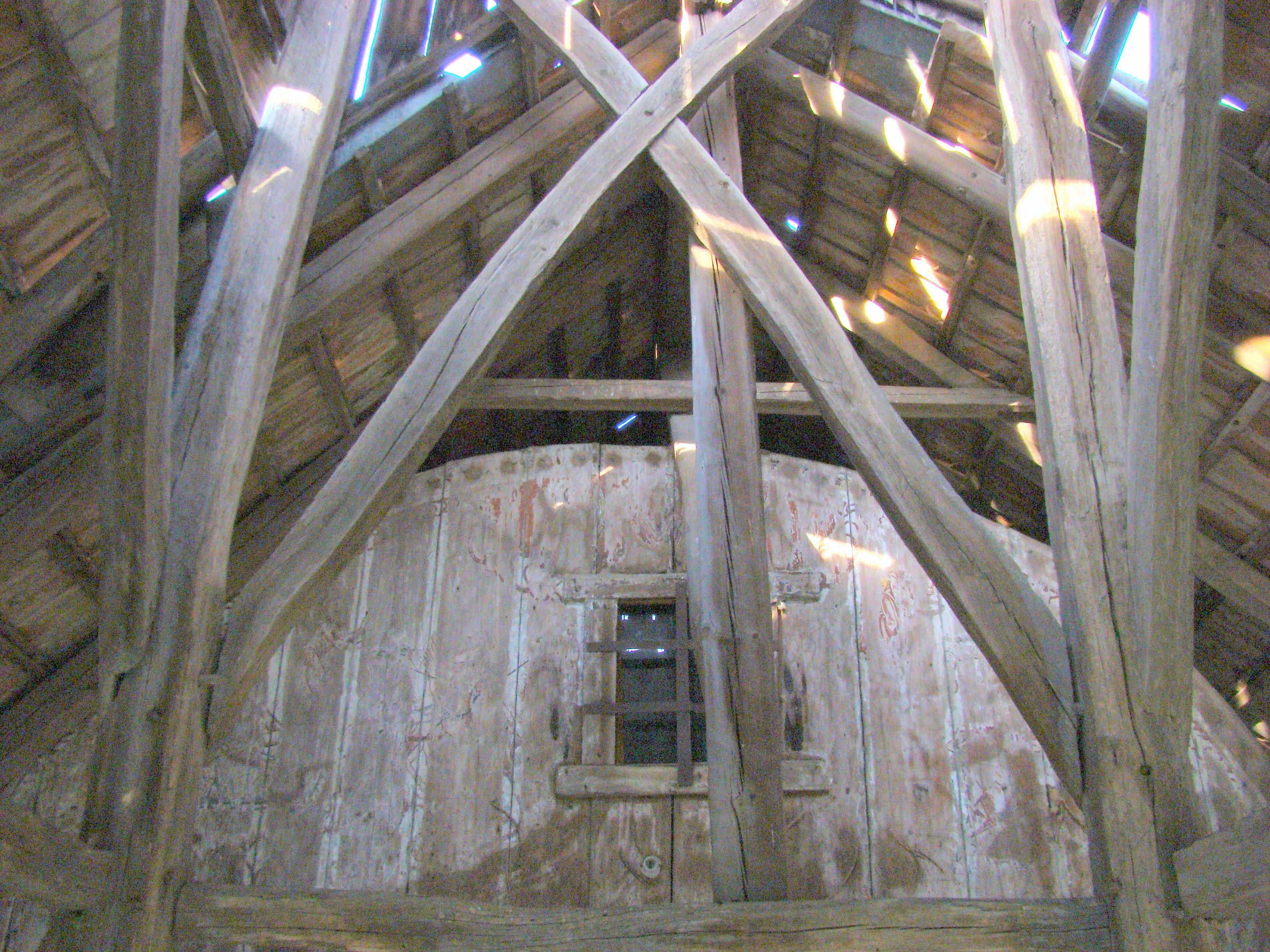
Stâlpii care susțin clopotnița
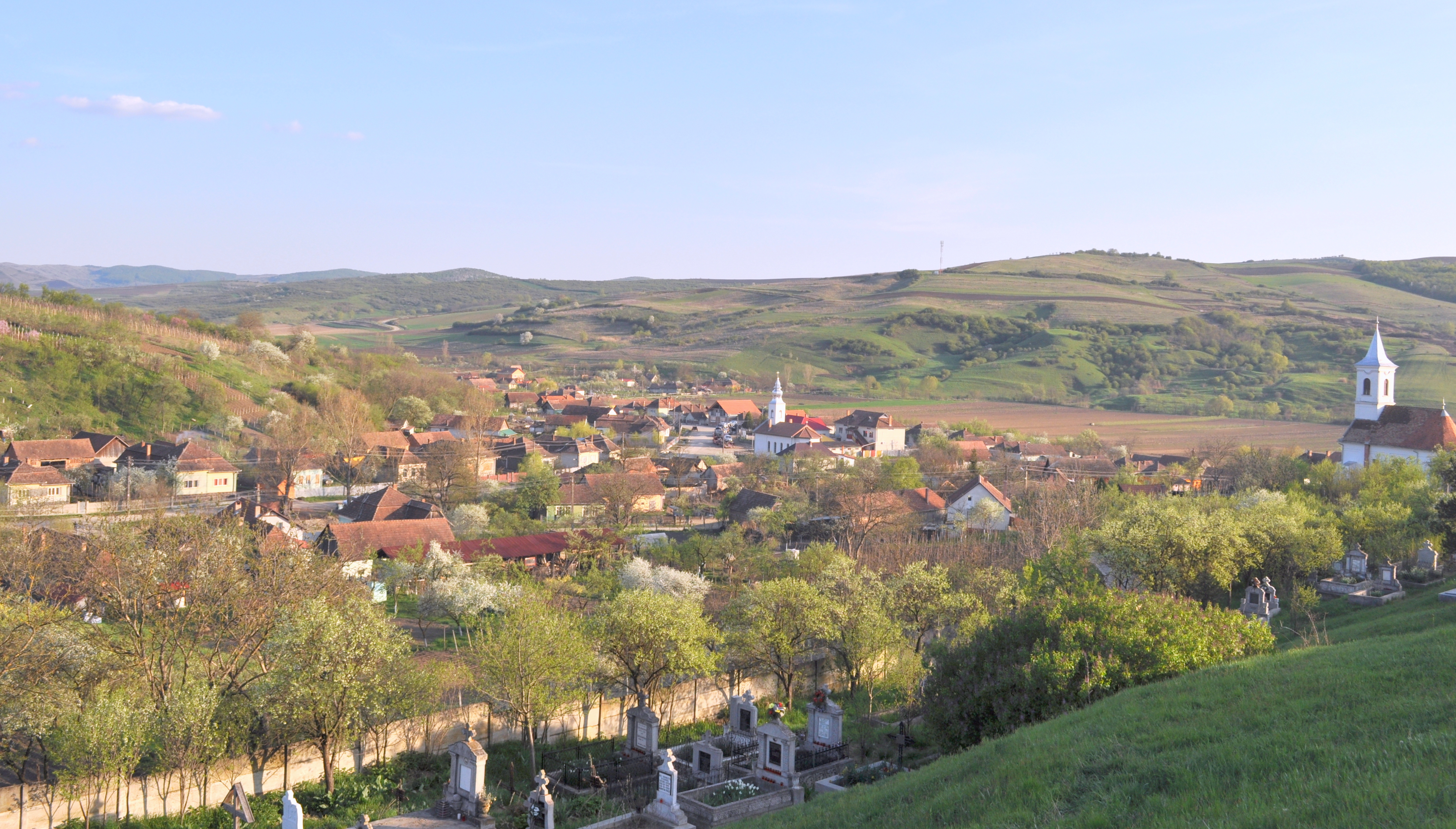
Împrejurimi
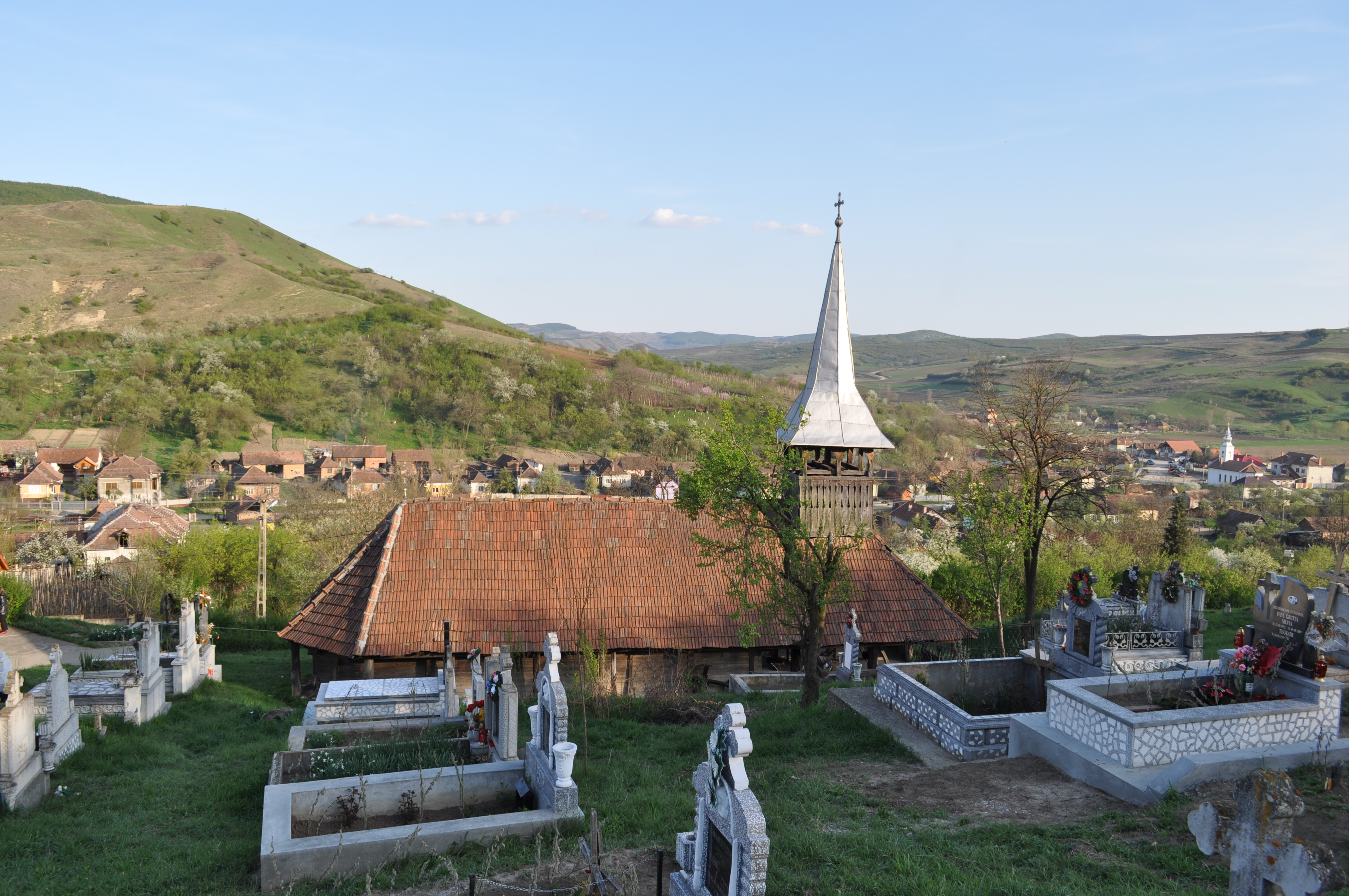
Biserica (nord)
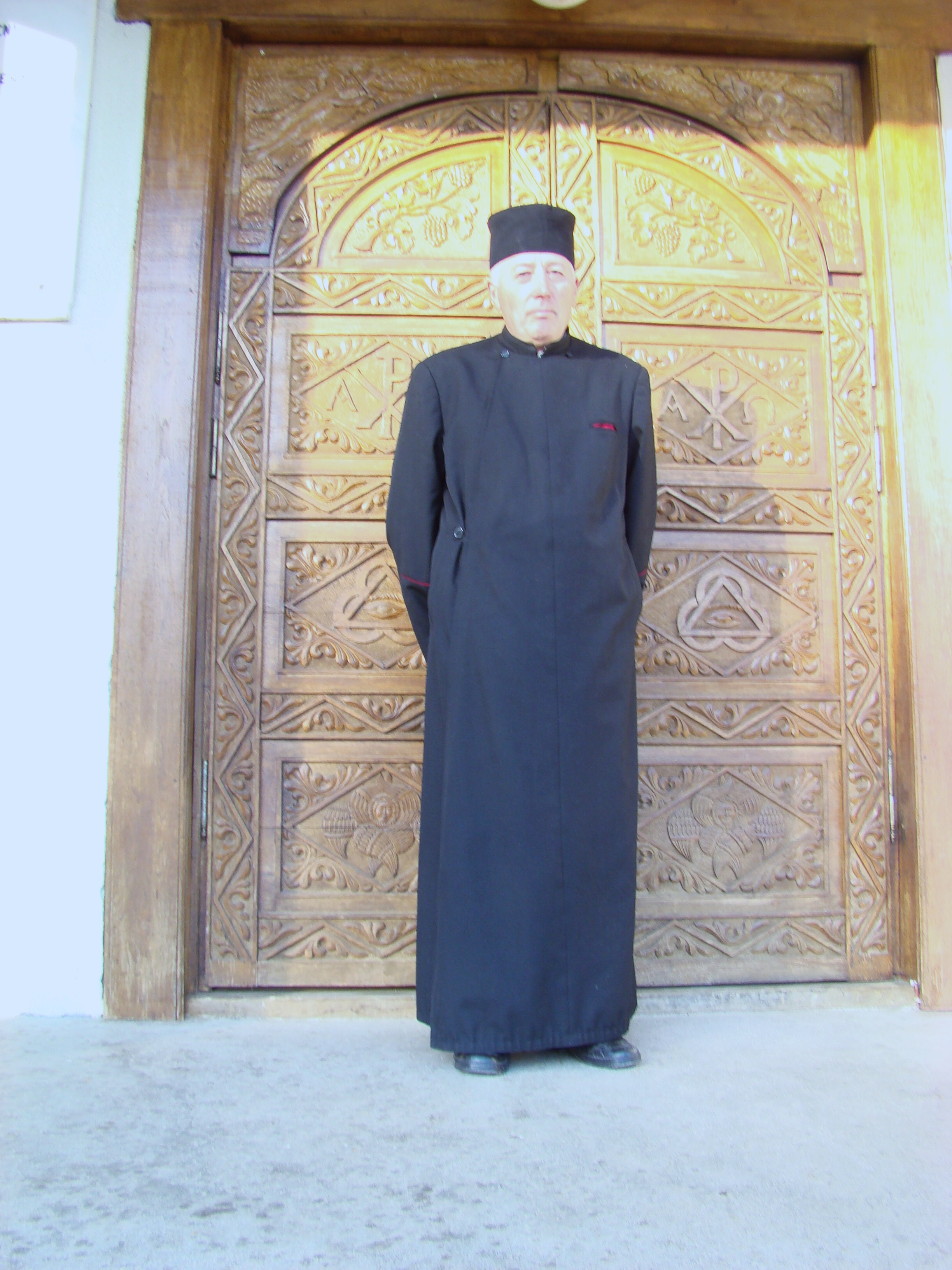
Preotul paroh Stan Ioan

## Imagini din interior

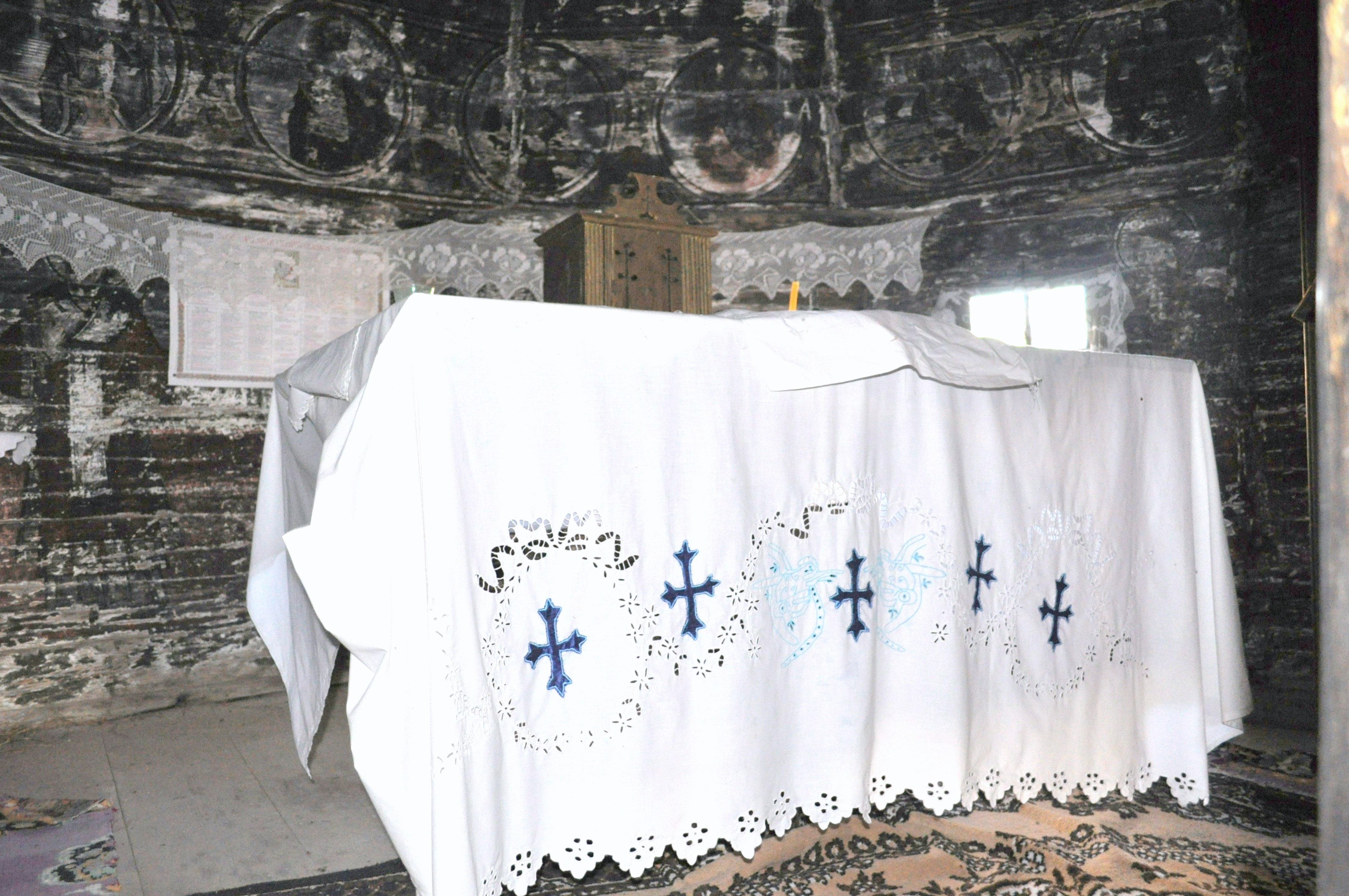
Masa altarului
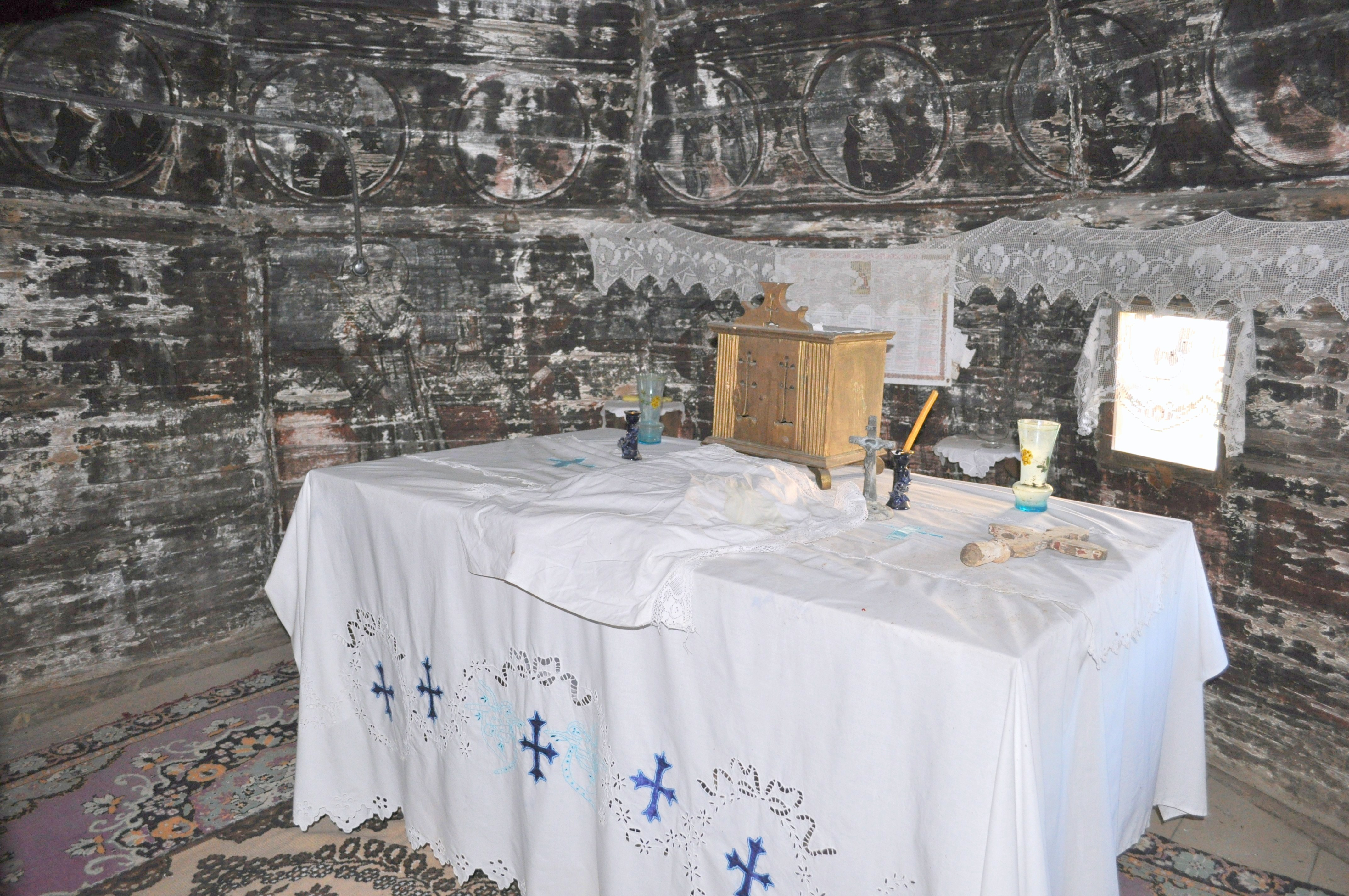
În altar
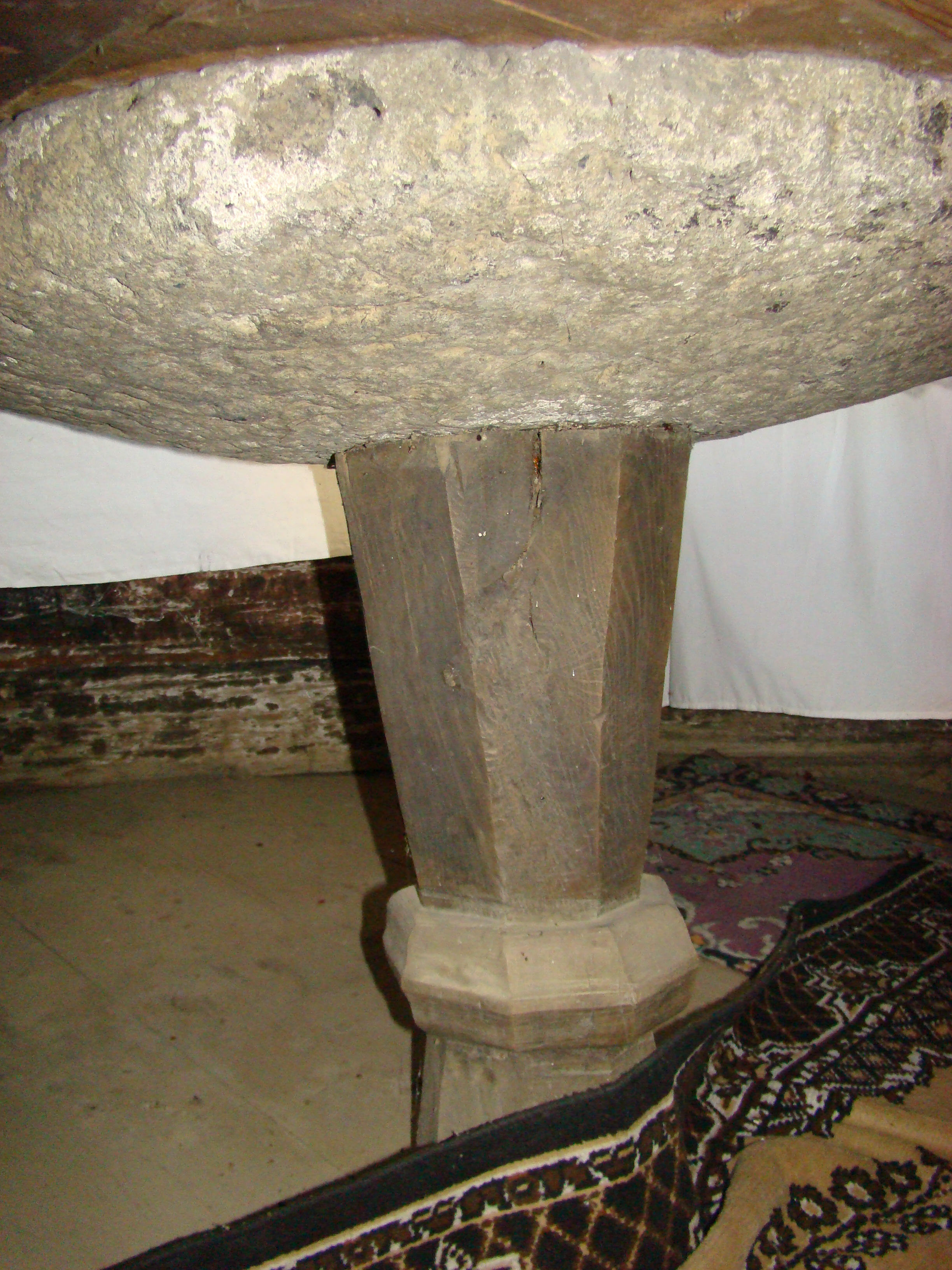
Piciorul mesei altarului
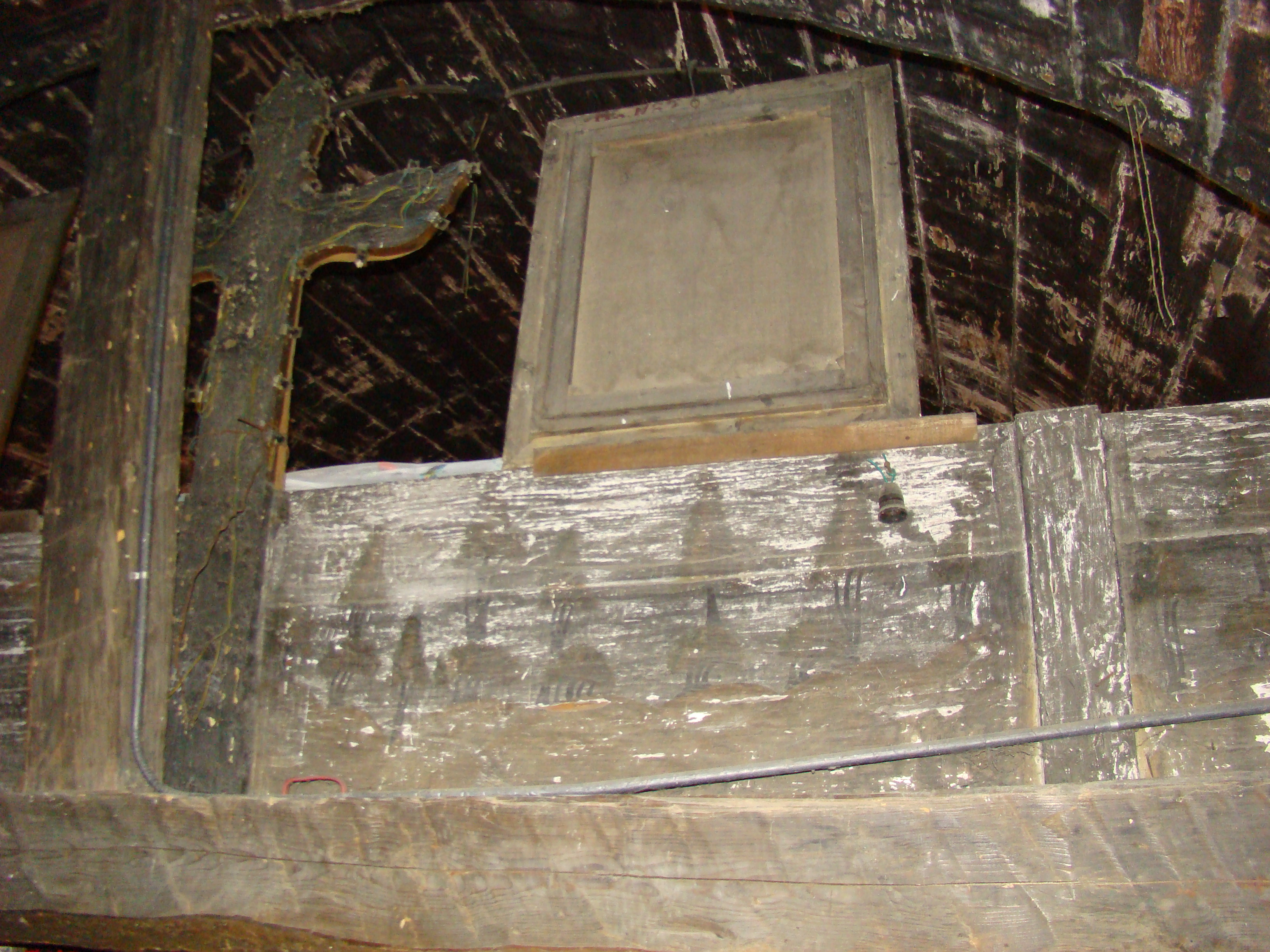
În altar
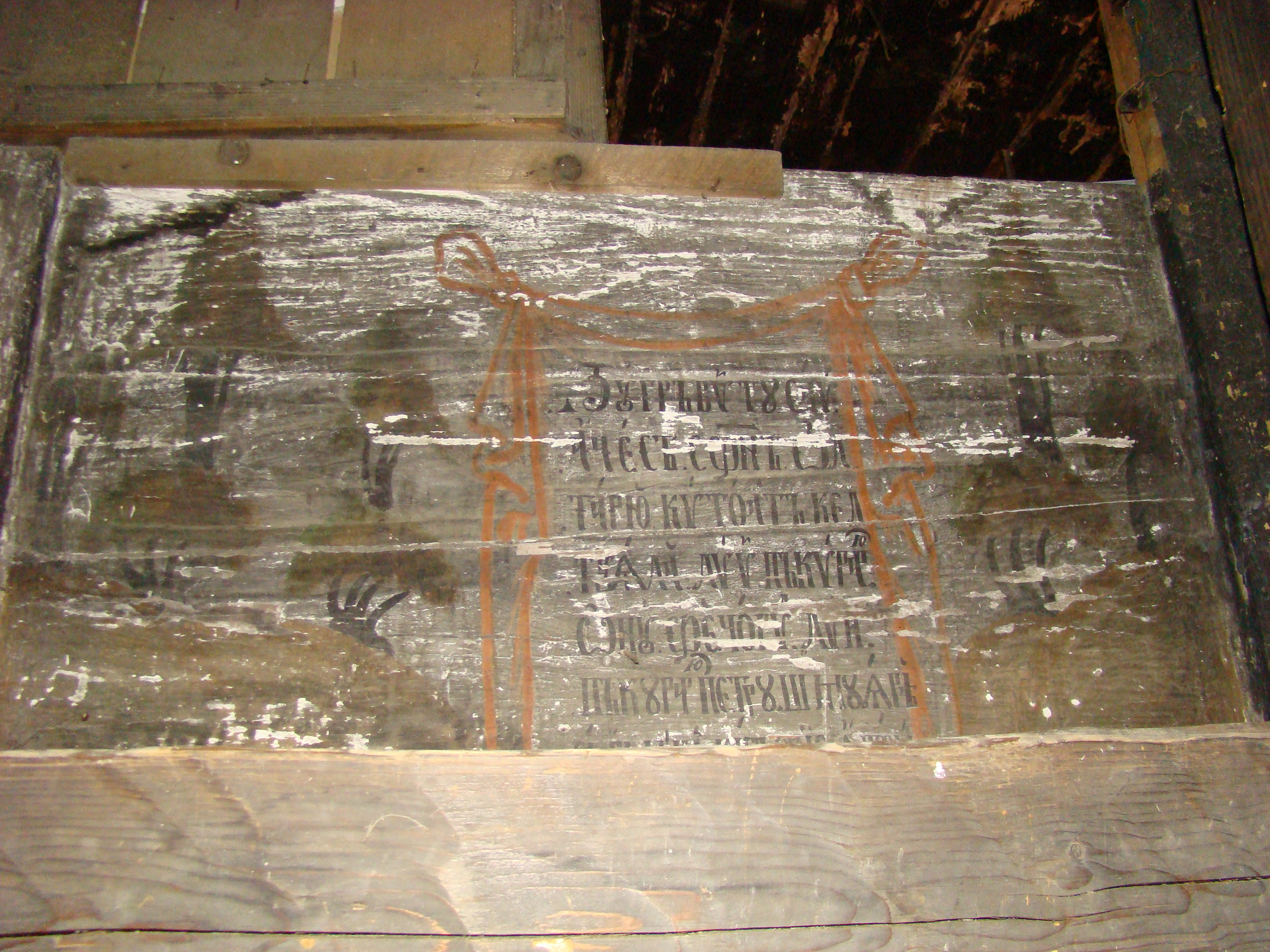
În altar
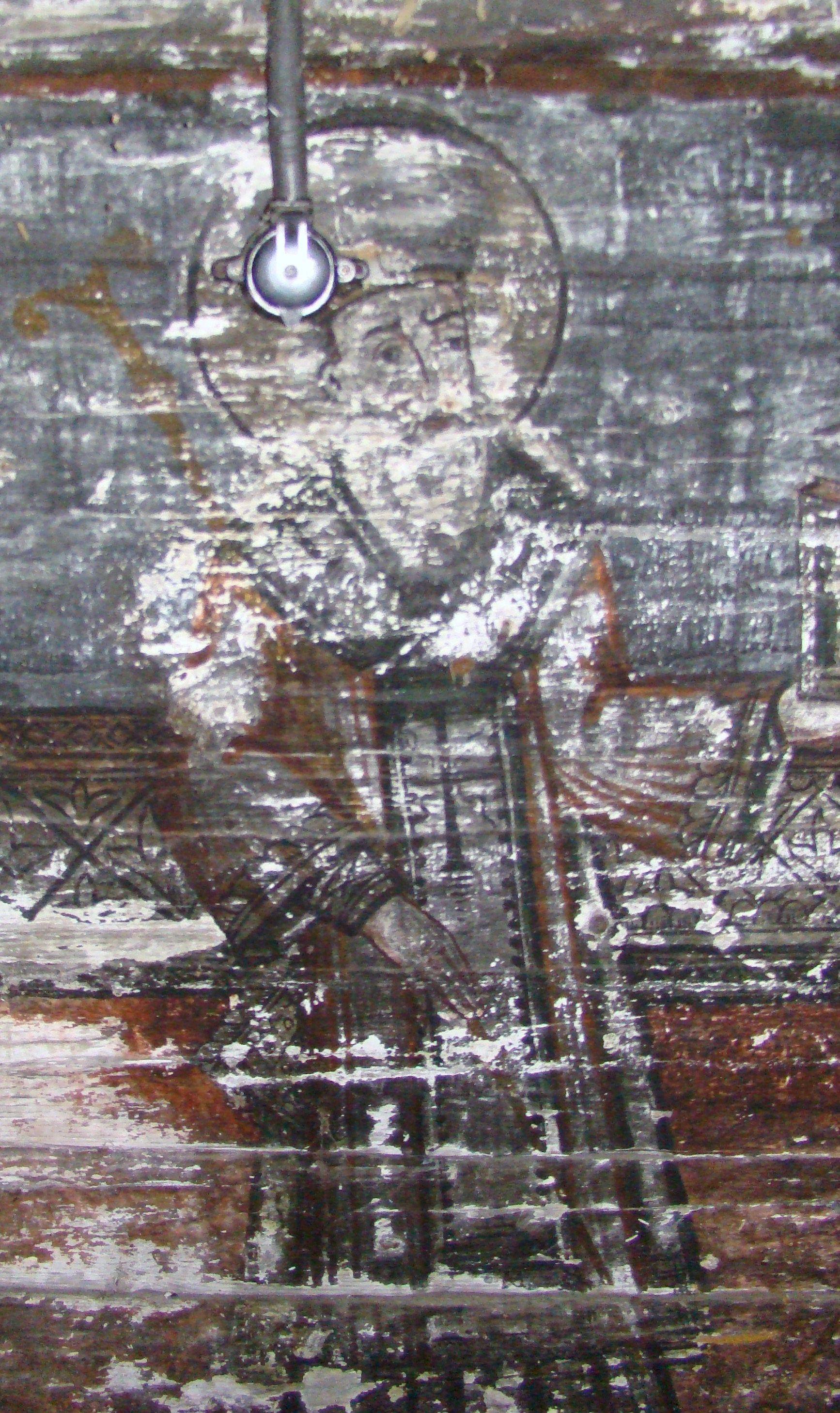
Pictura altarului: Sfinții Ierarhi
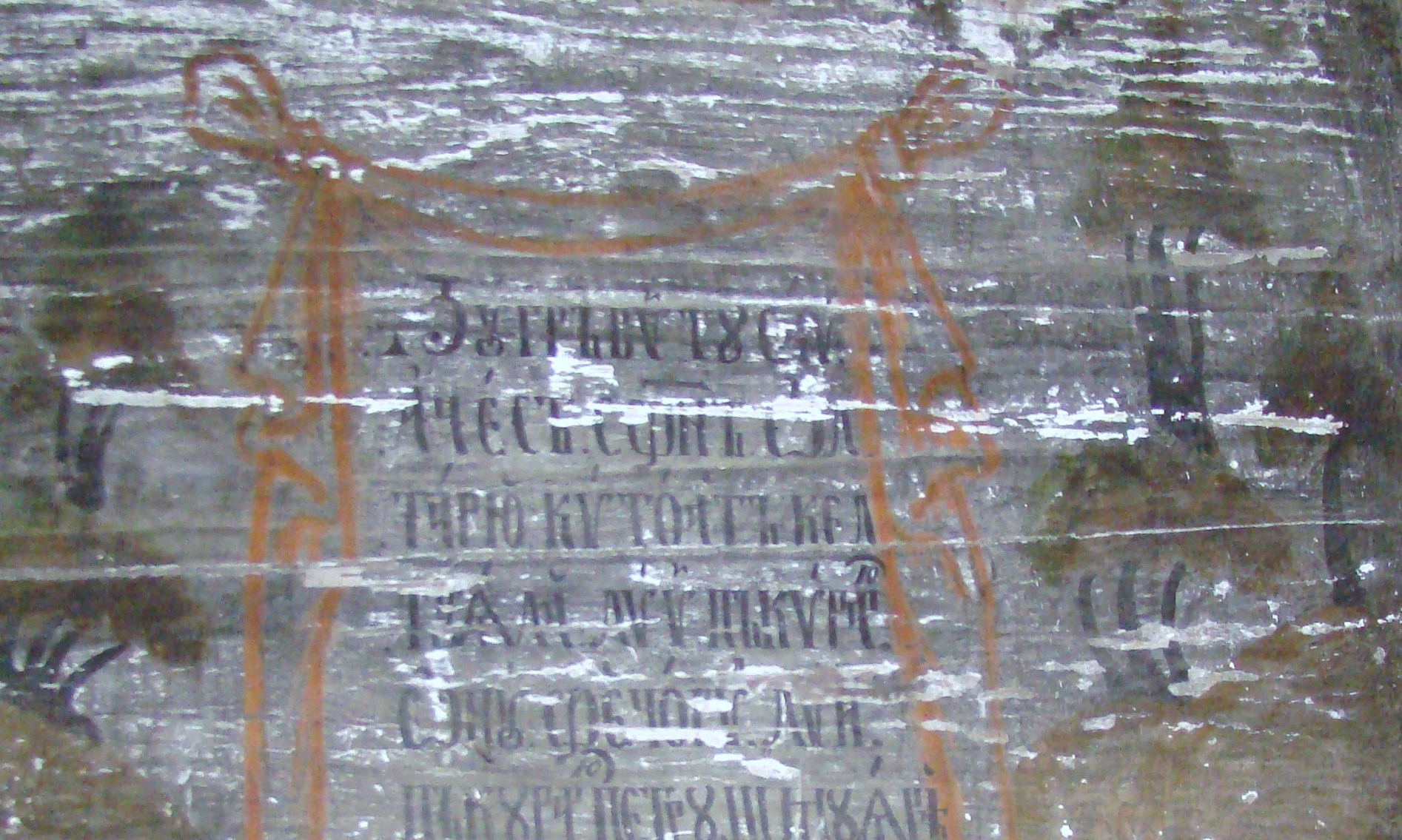
Pisania care datează pictura altarului
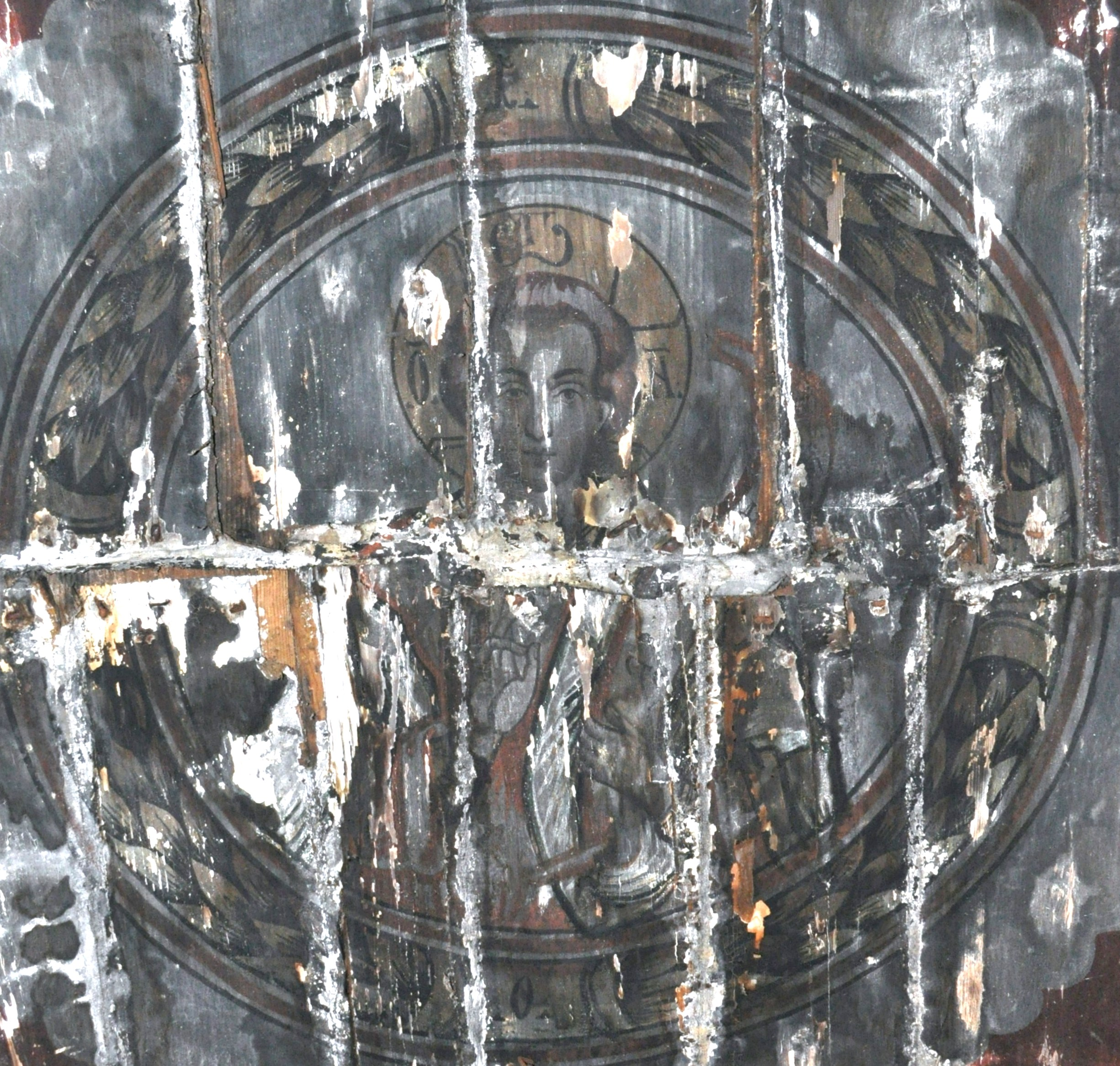
Bolta naosului: Iisus Pantocrator
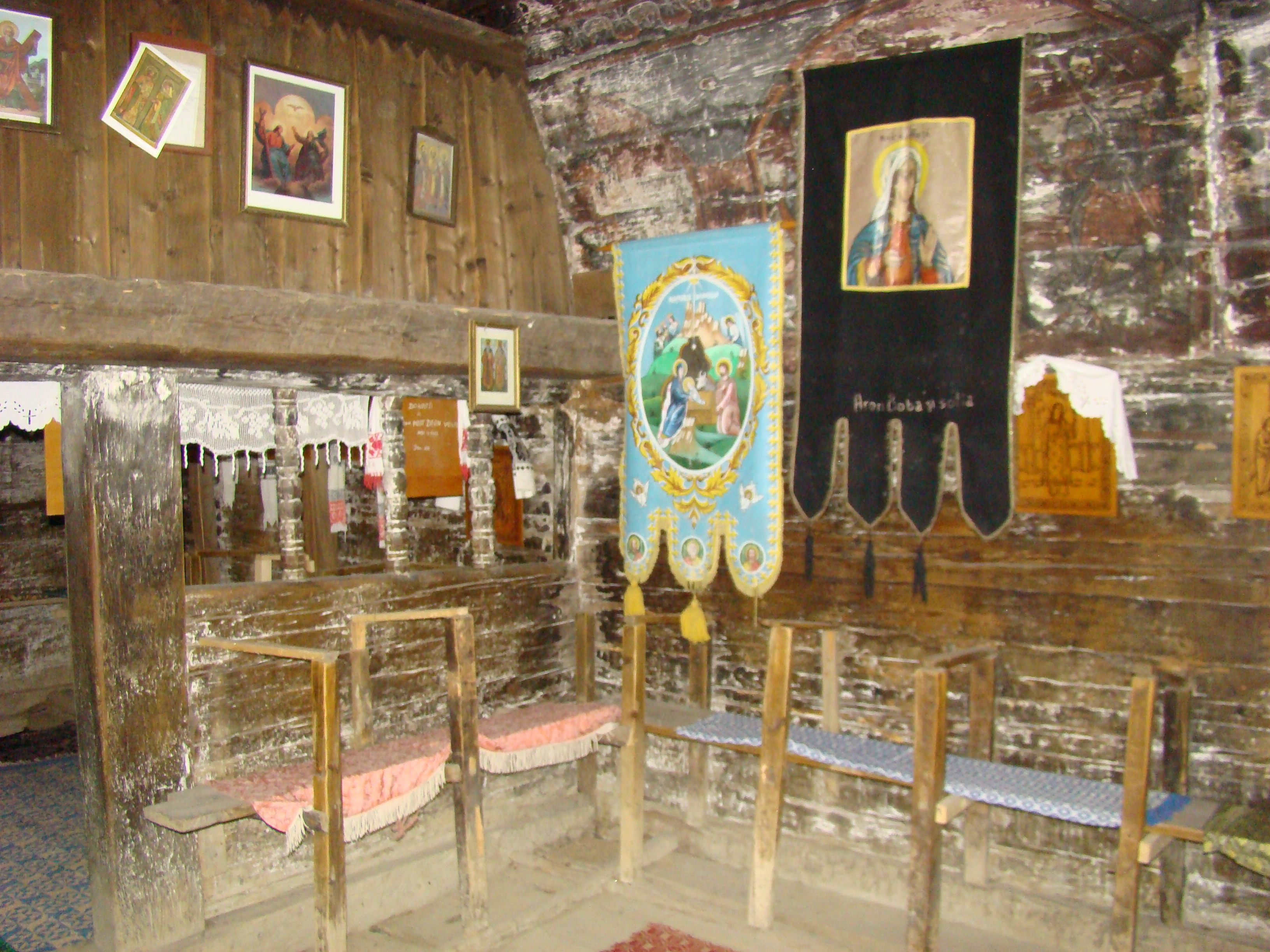
În naos
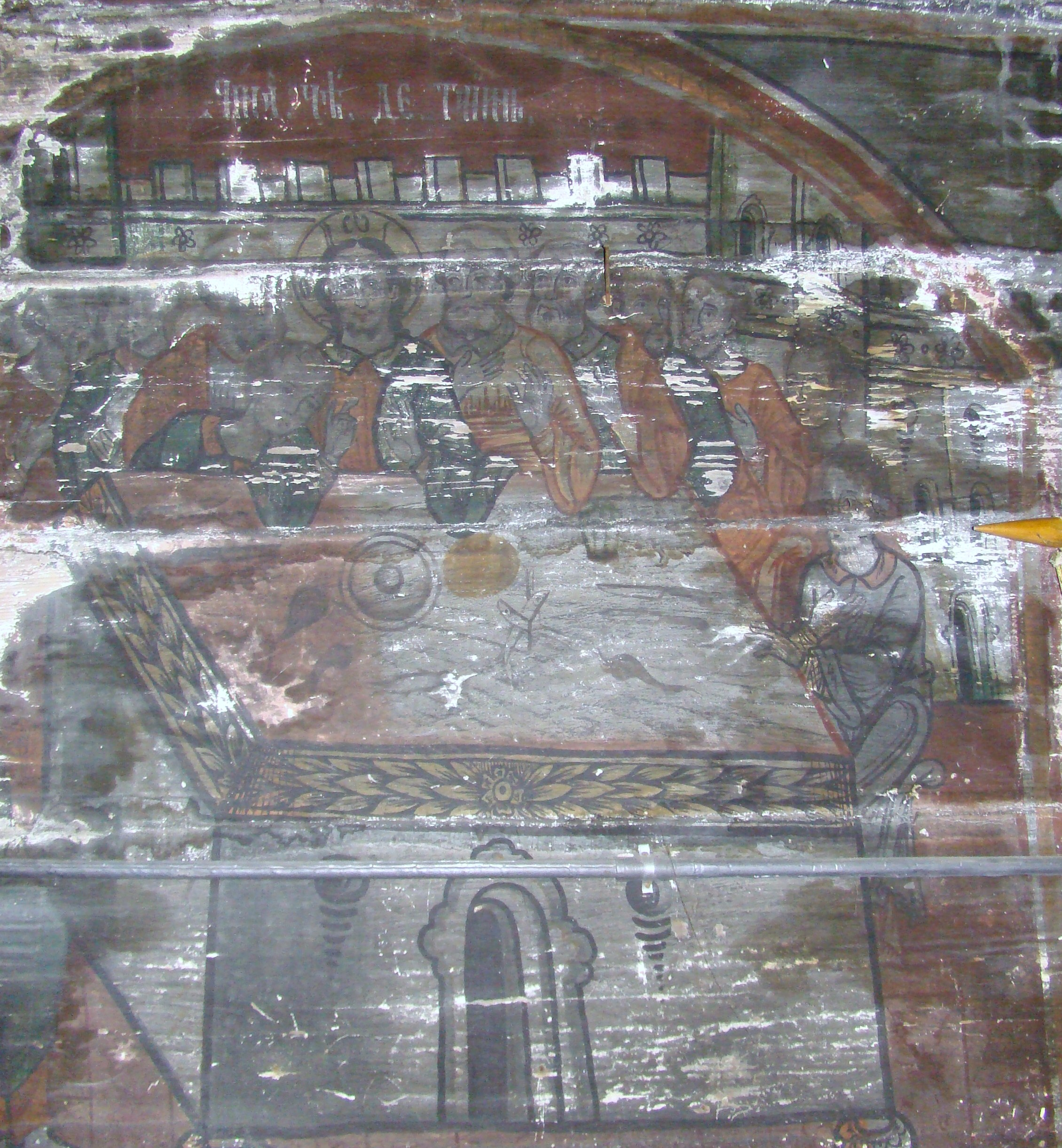
Pictura naosului: Cina cea de taină
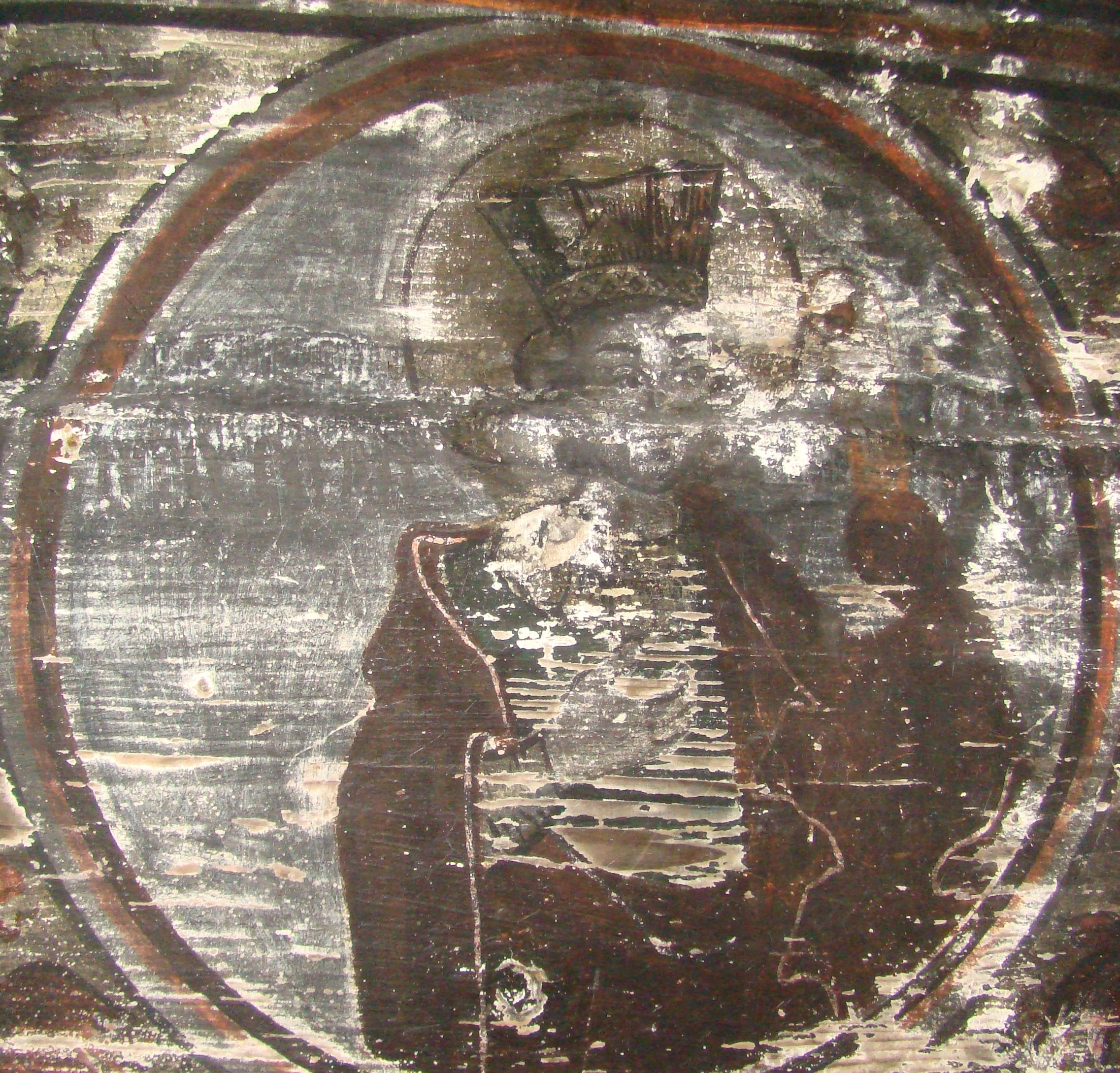
Pictura naosului: Sf.Prooroci (în medalioane)
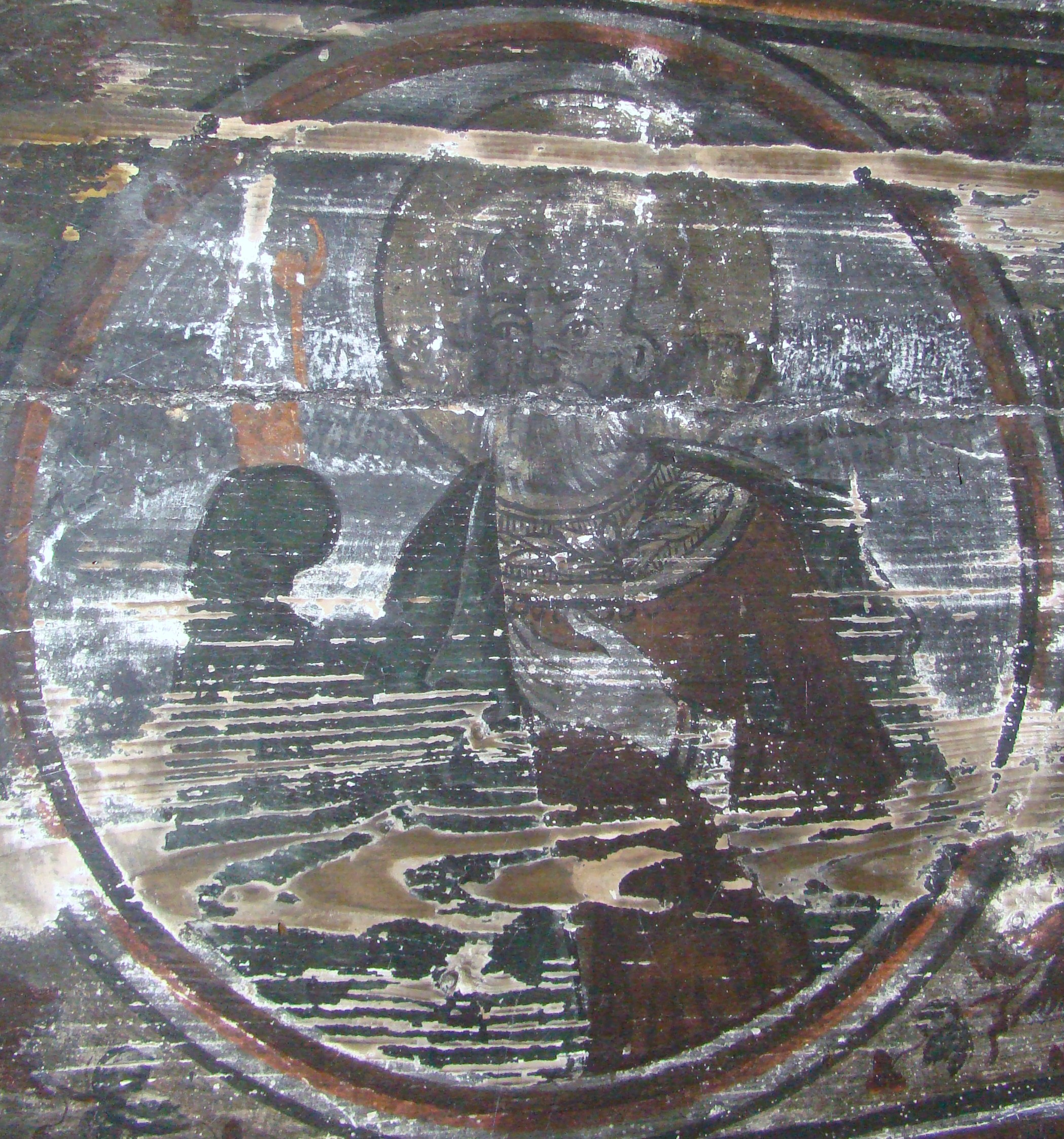
Pictura naosului: Sf.Prooroci (în medalioane)
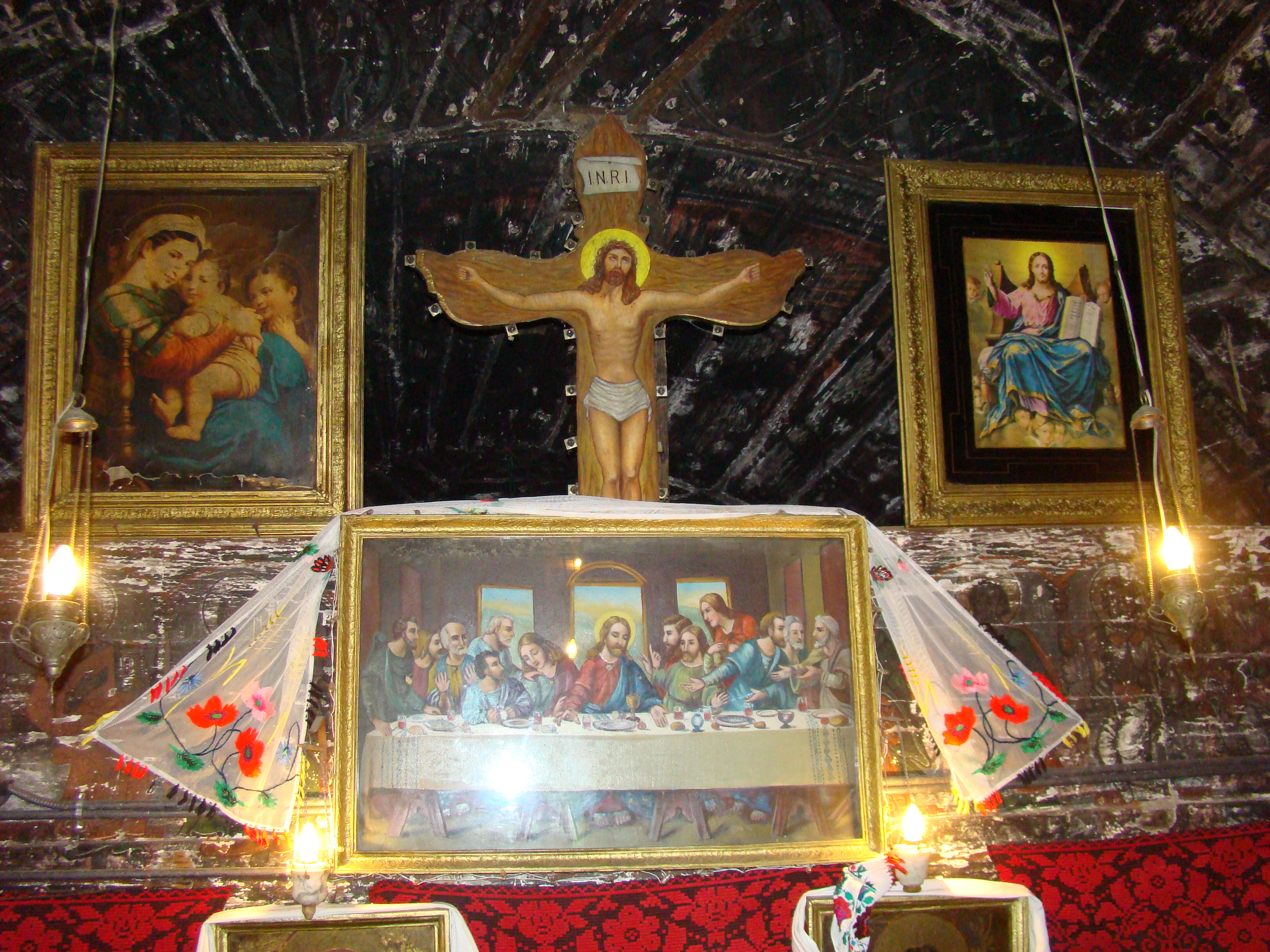
Catapeteasma (detaliu)
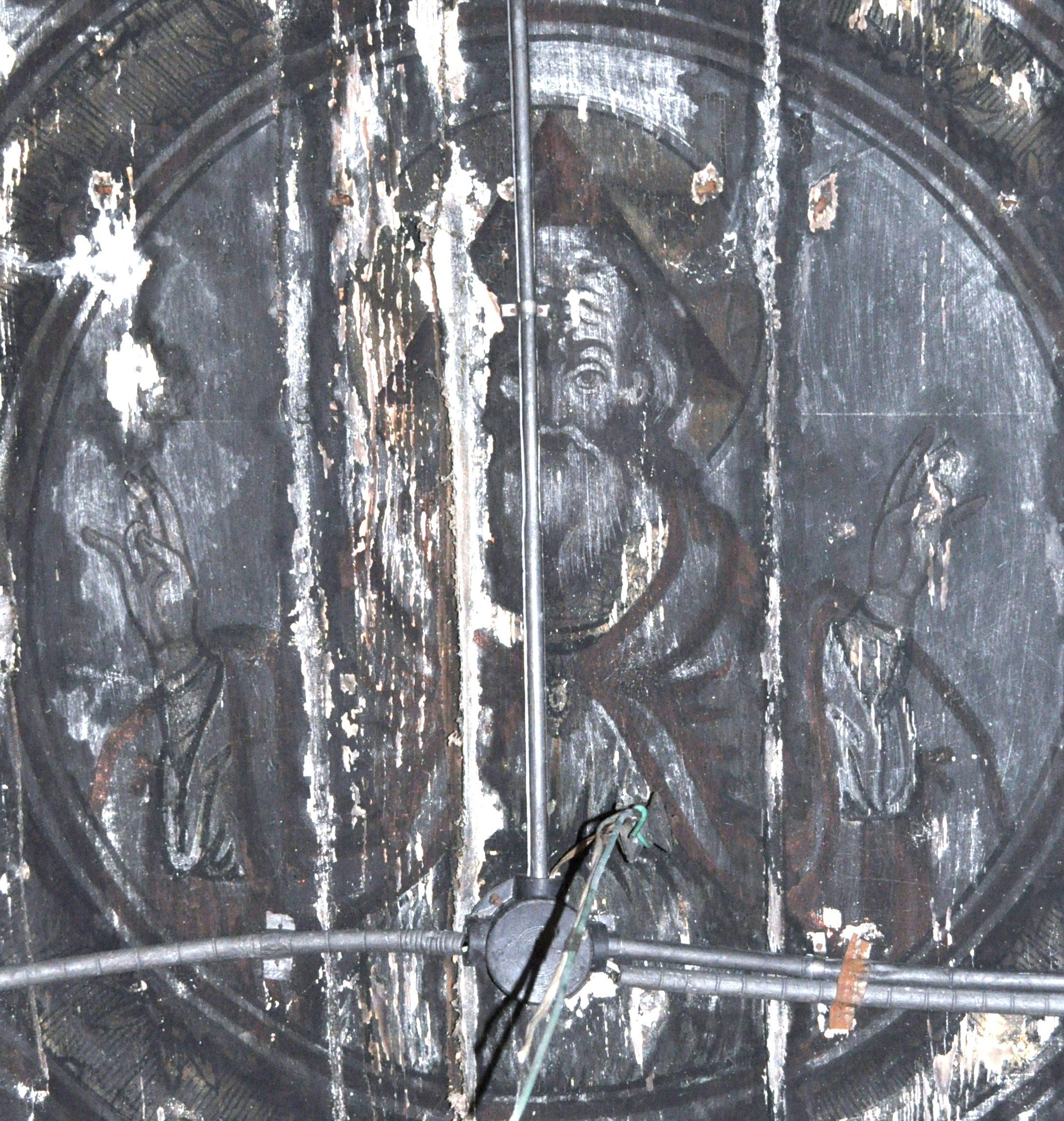
Bolta naosului: Dumnezeu Tatăl
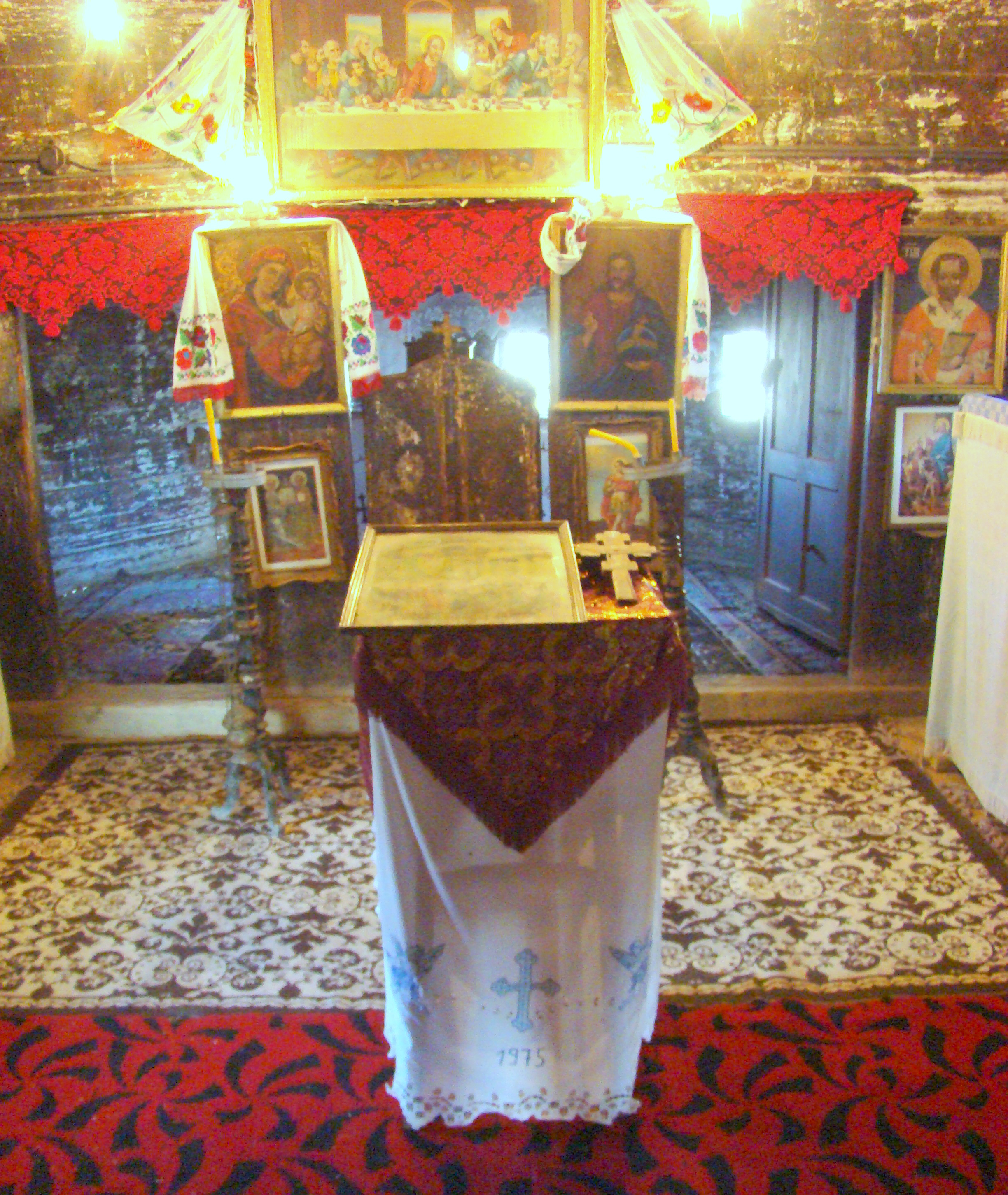
În naos
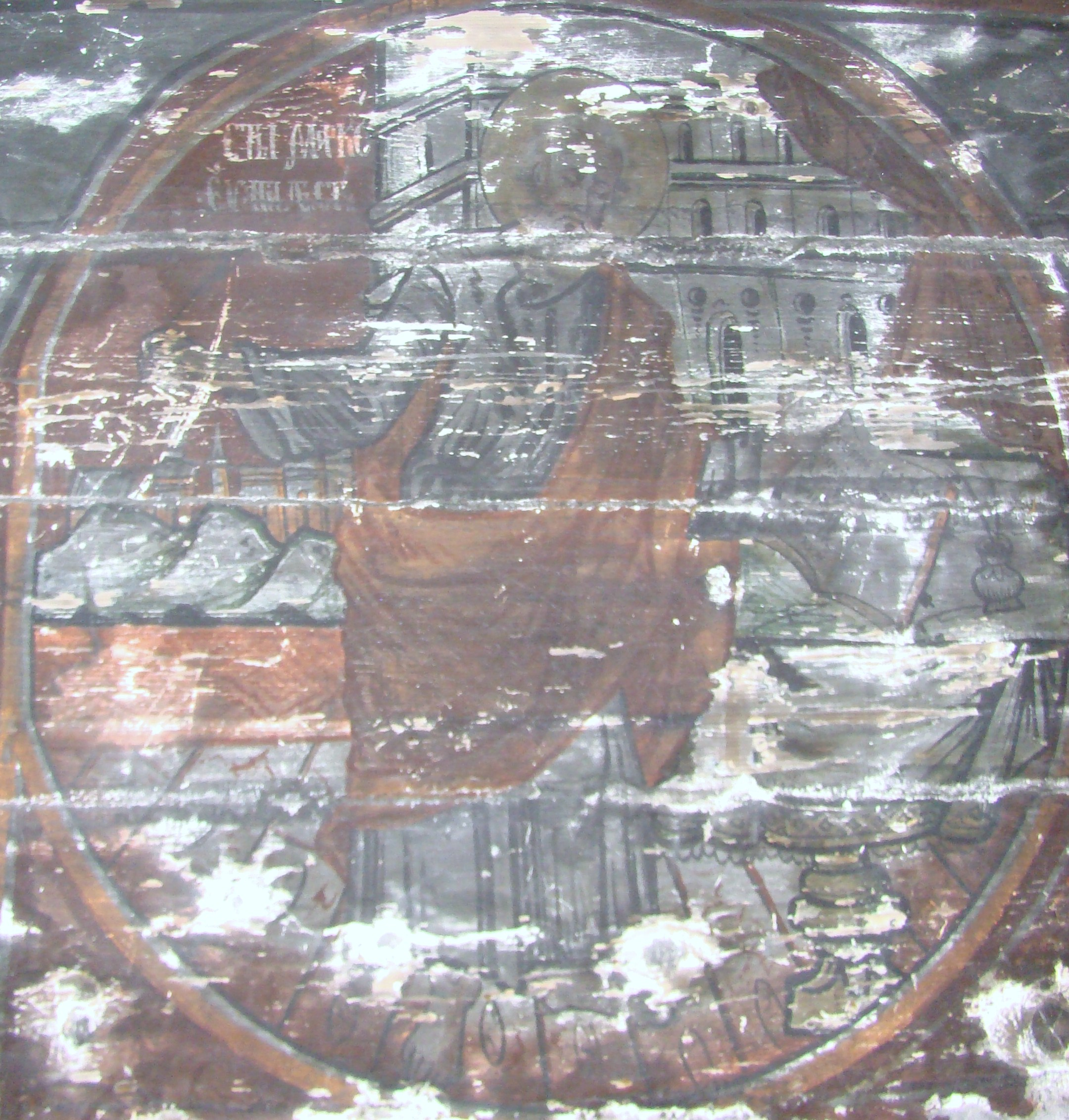
Pictura naosului
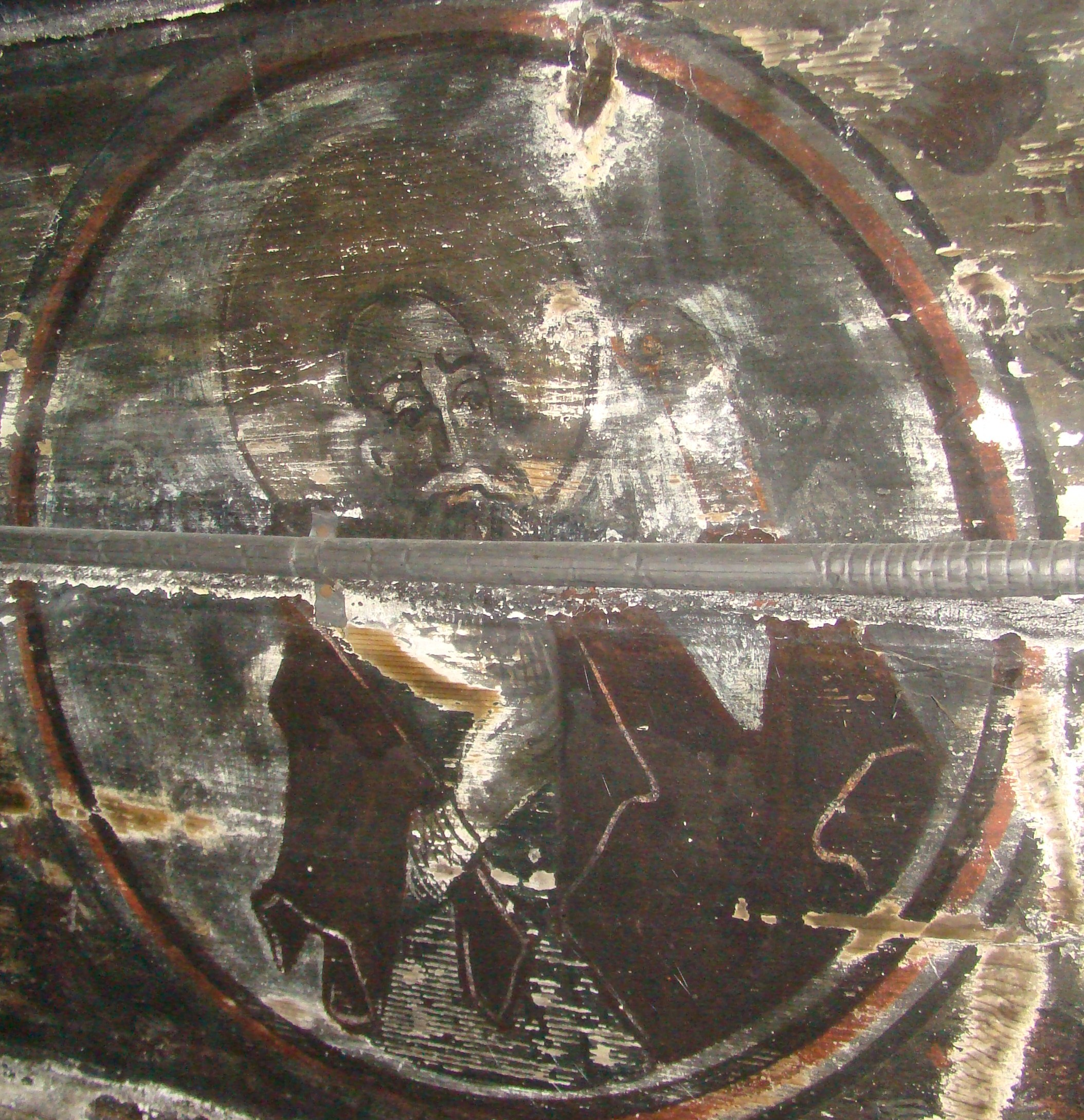
Pictura naosului: Sf.Prooroci (în medalioane)
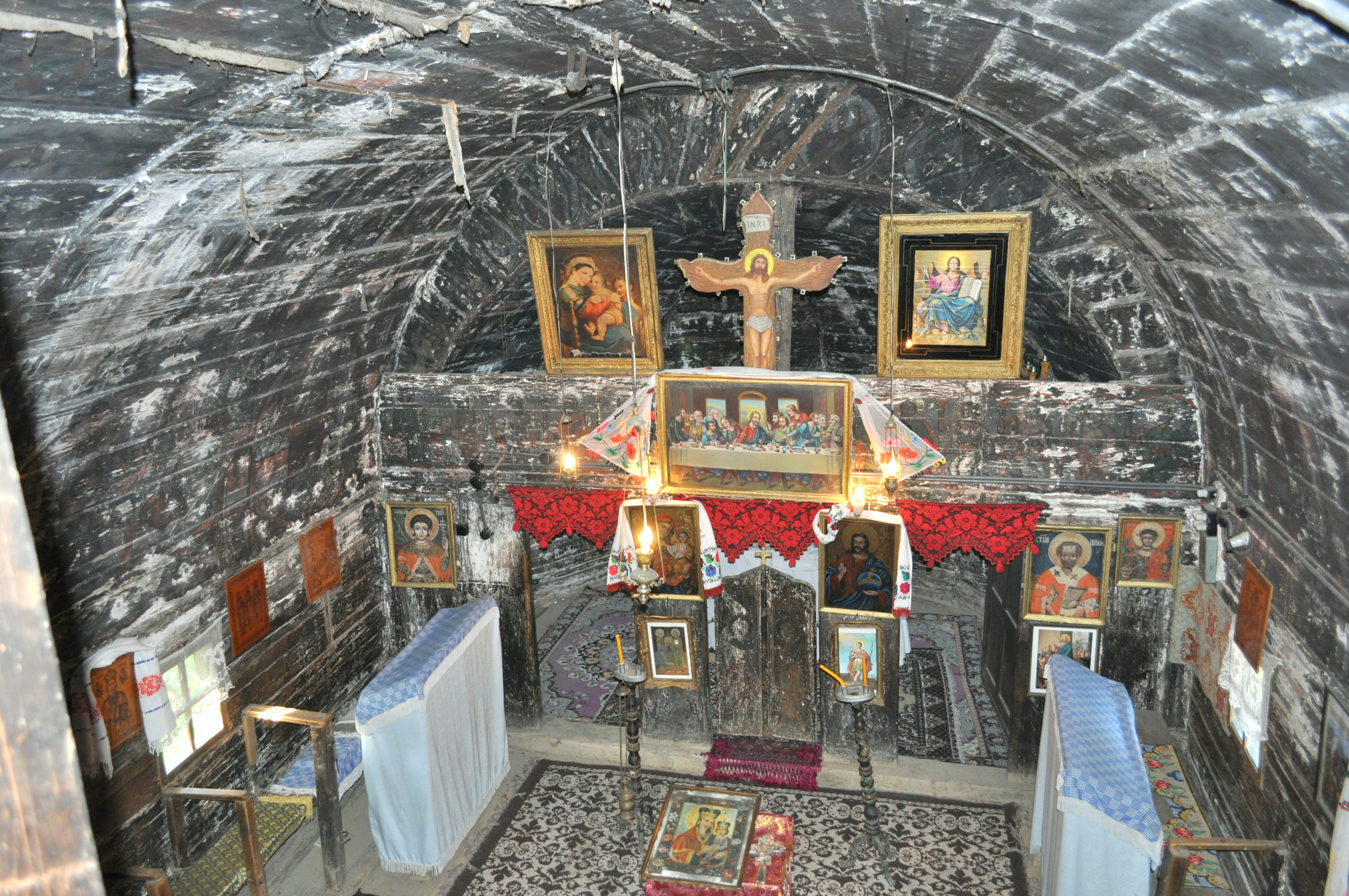
Interiorul navei
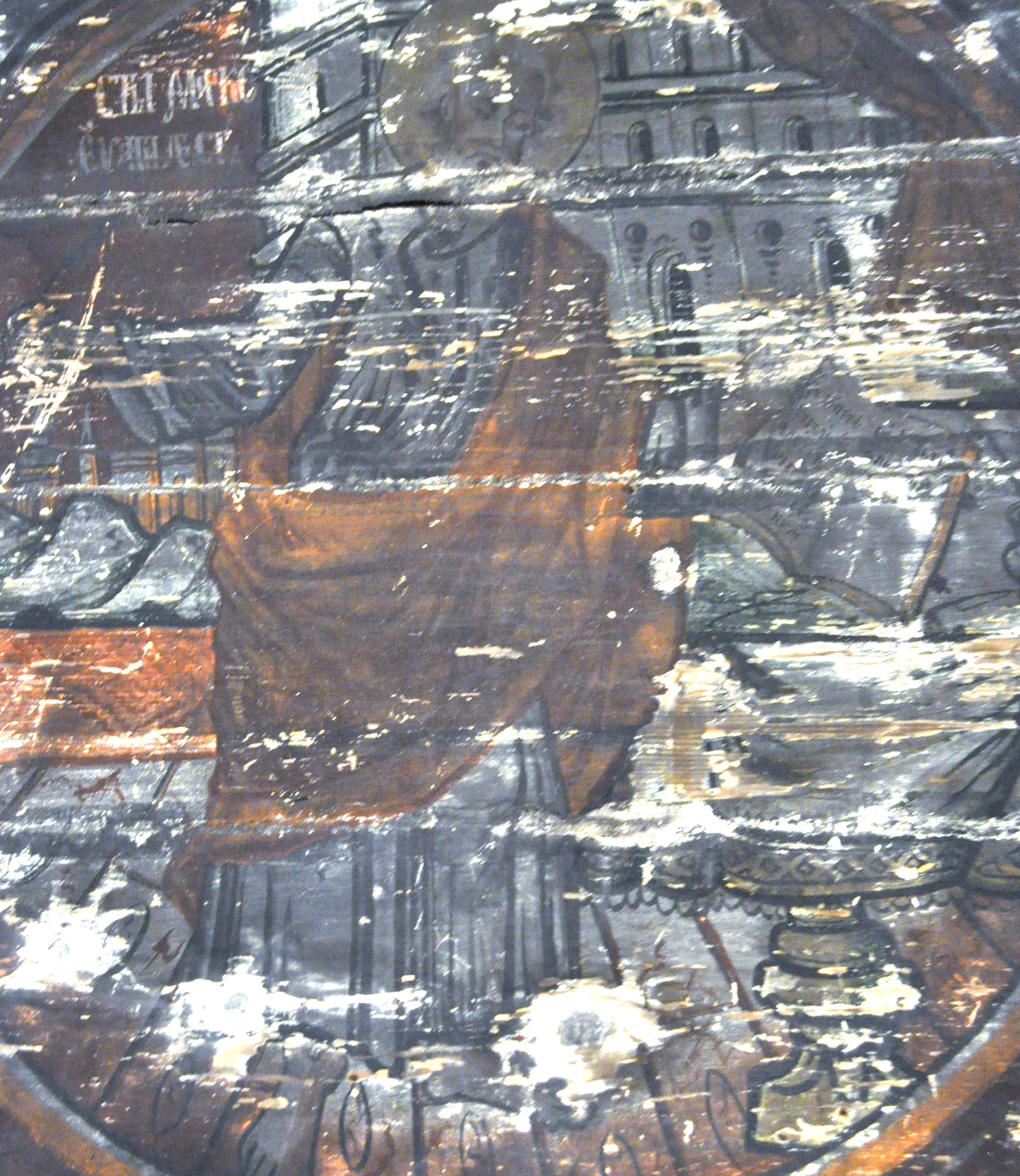
Pictura naosului: Sf.Evangheliști
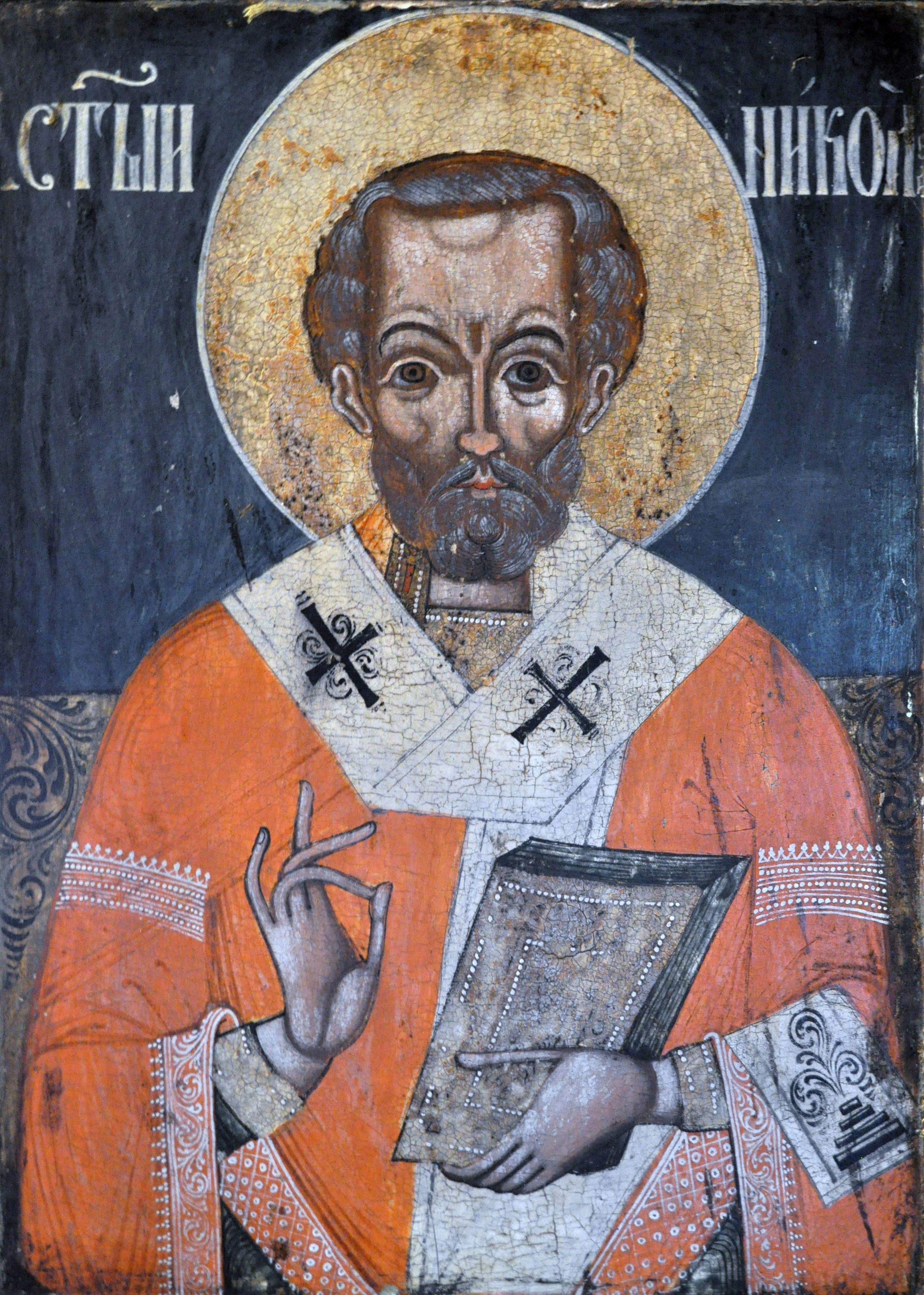
Sf.Nicolae
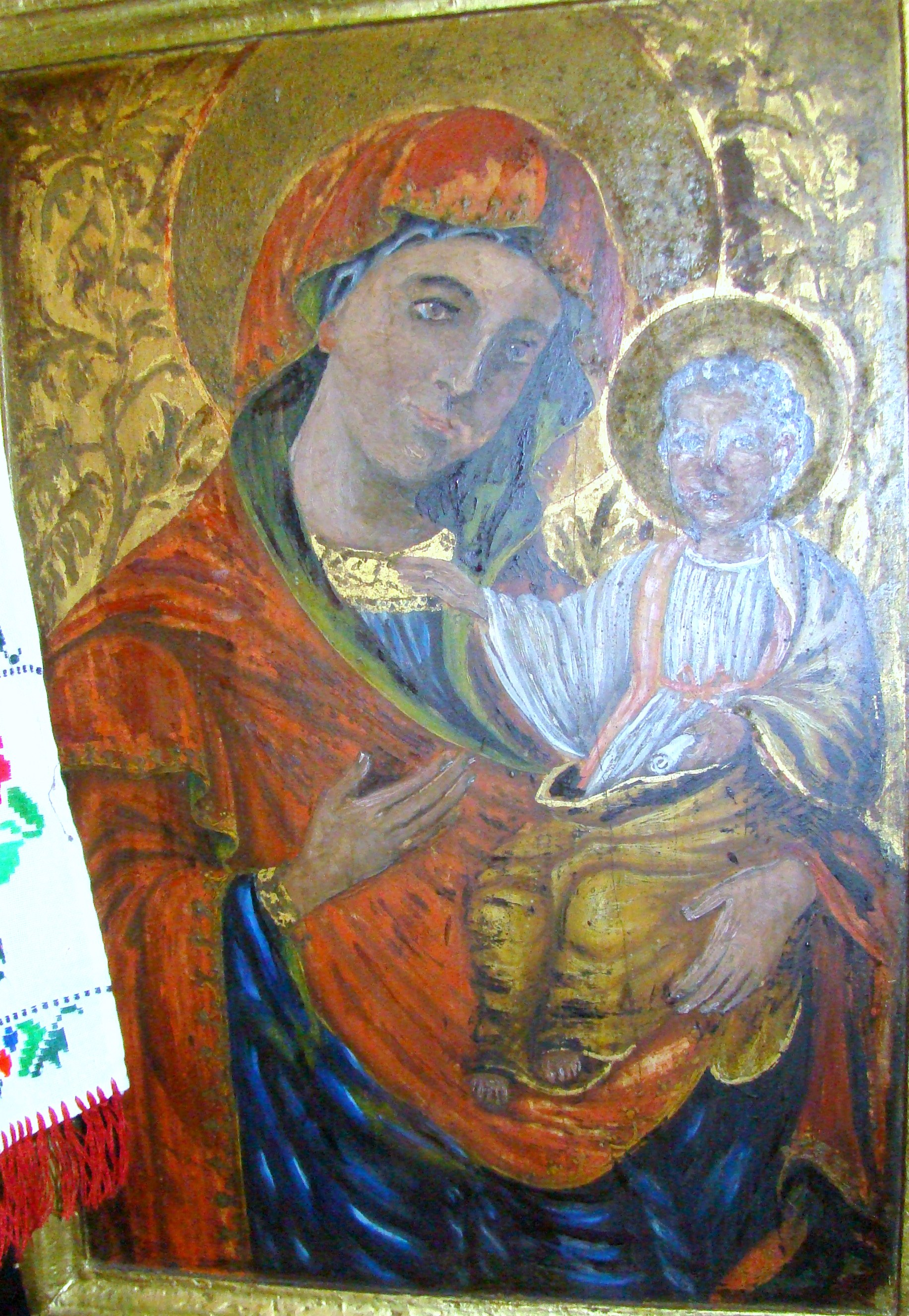
Sf.Fecioară cu pruncul
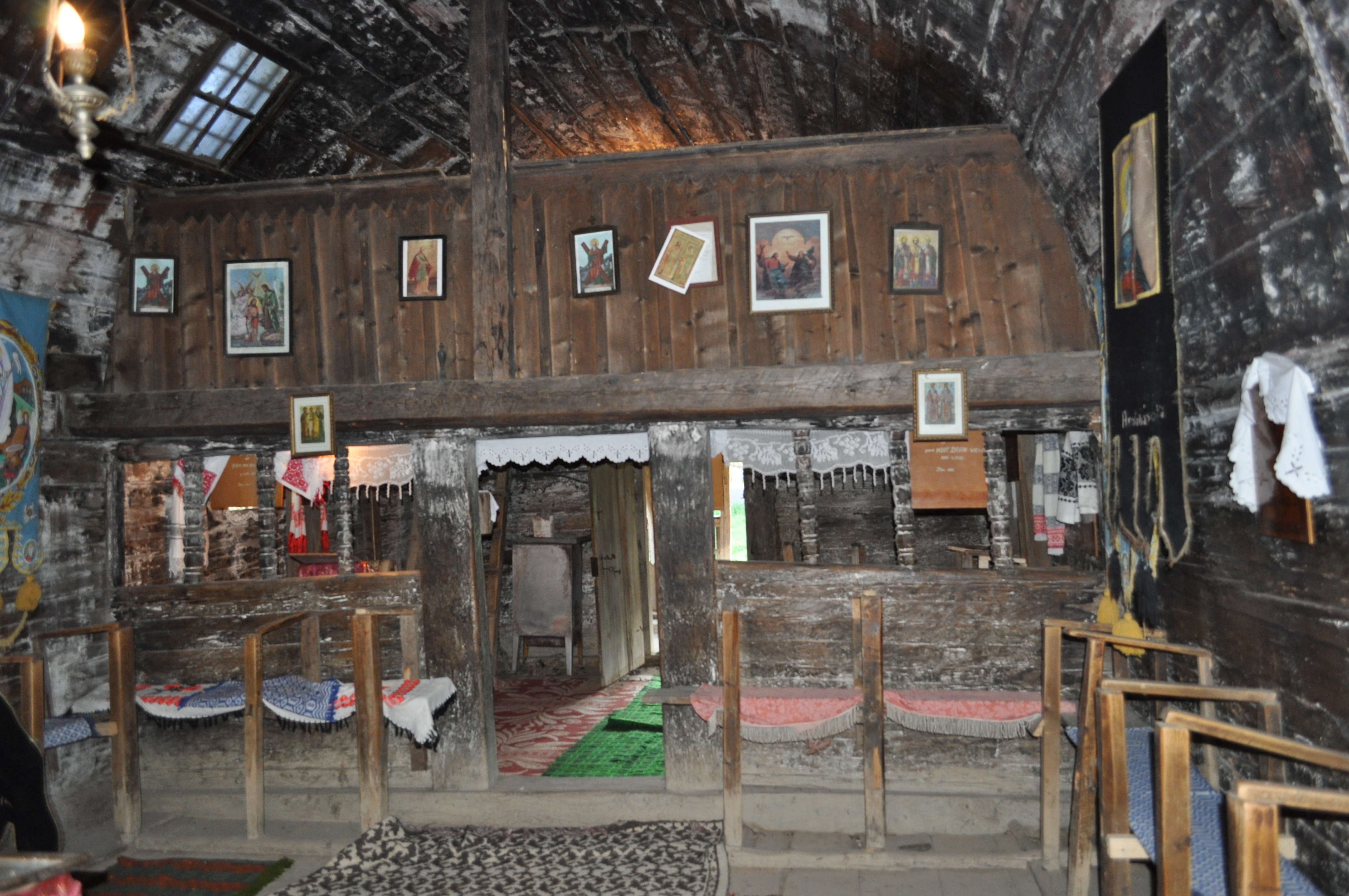
Interiorul navei
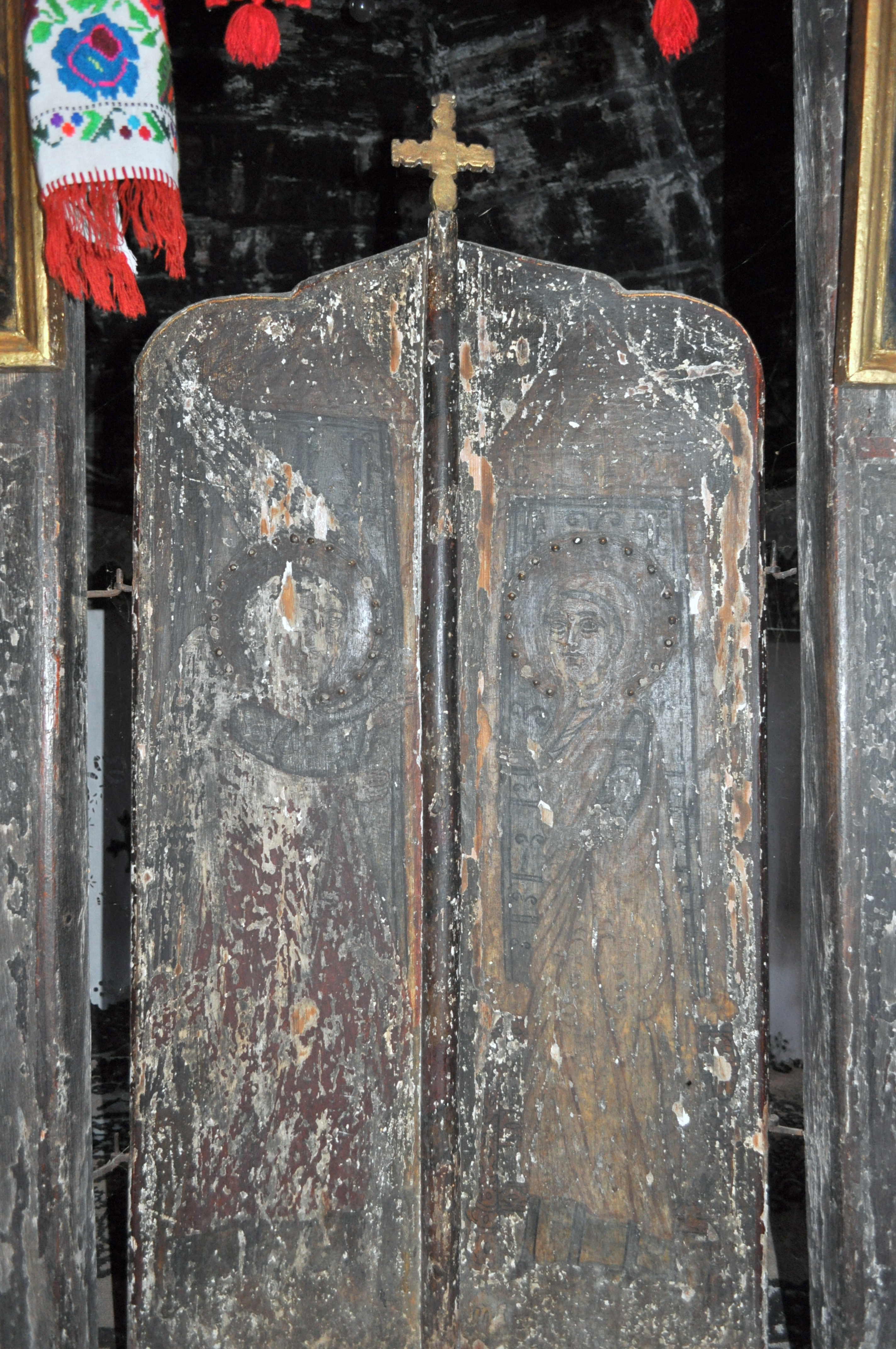
Ușile împărătești
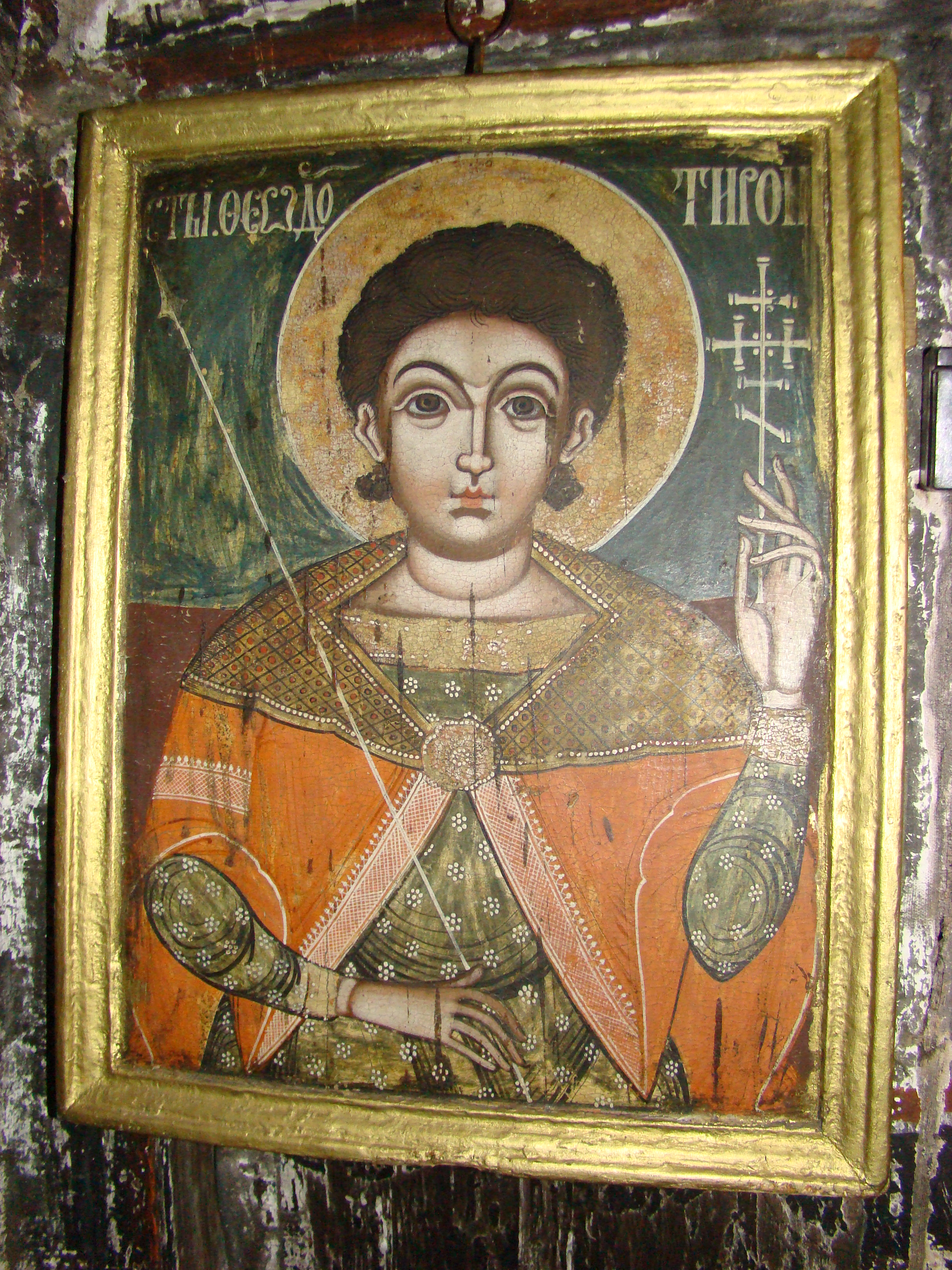
Sf.Teodor Tiron
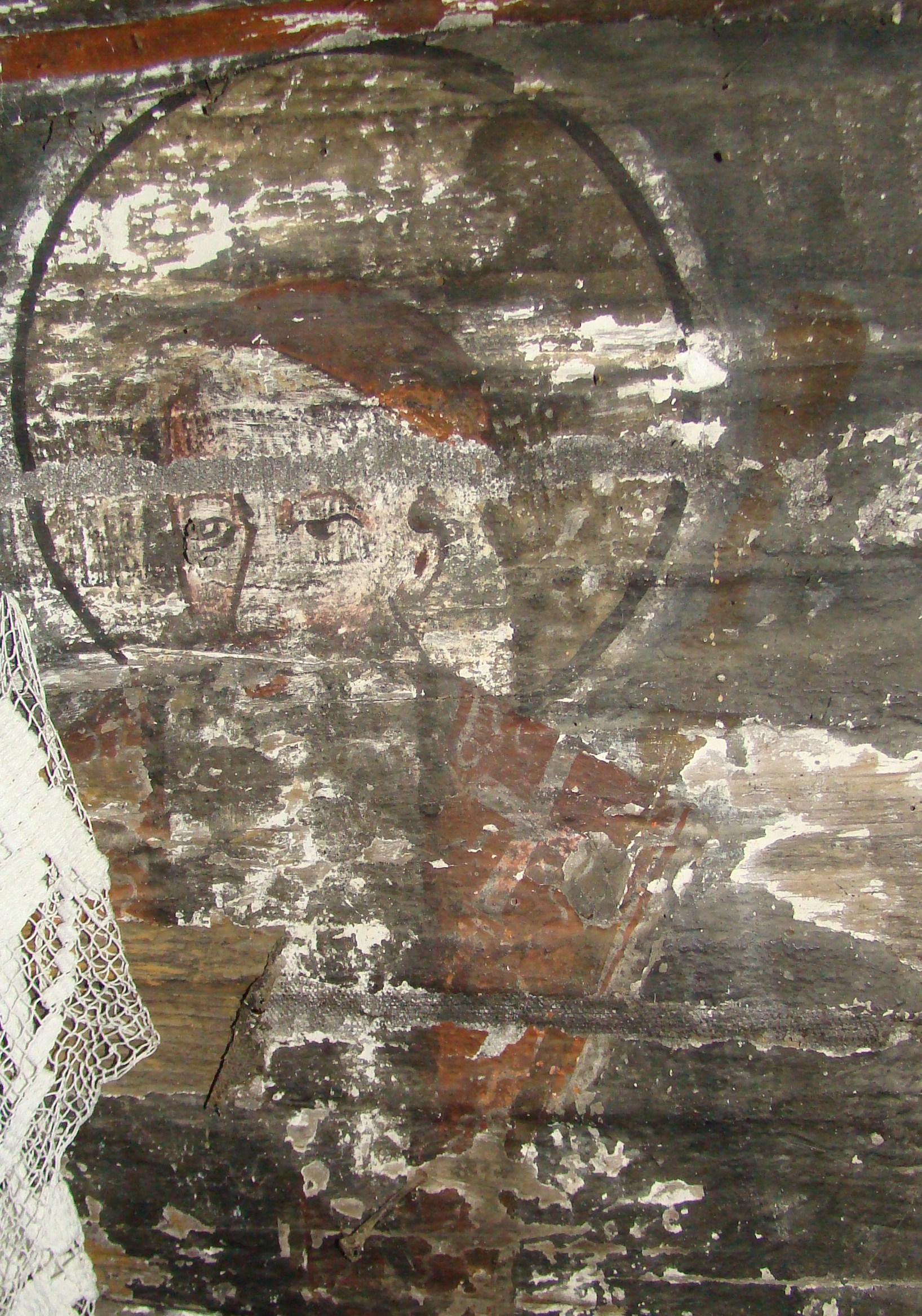
Pictura altarului: Sfinții Ierarhi
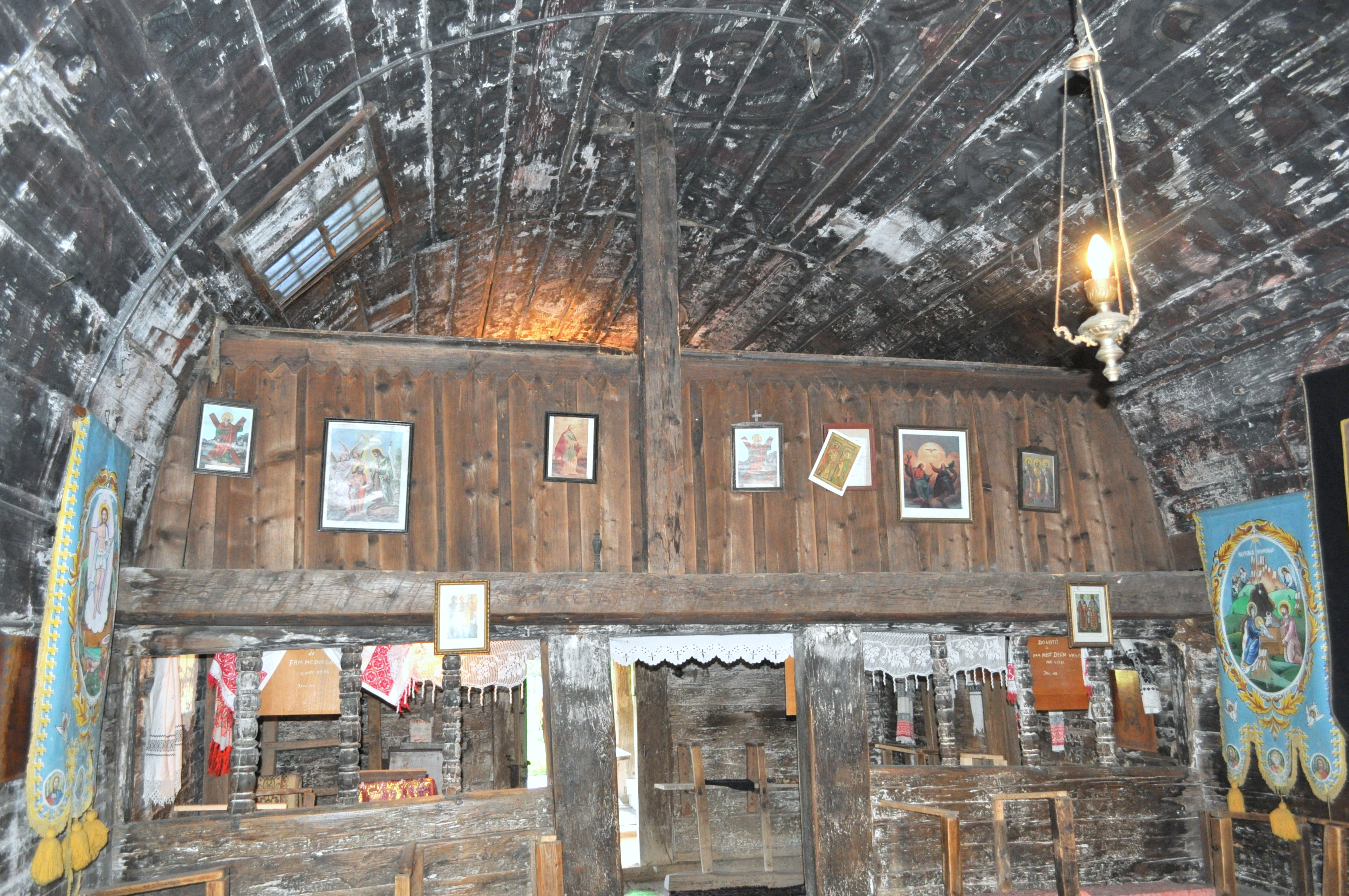
Interiorul navei
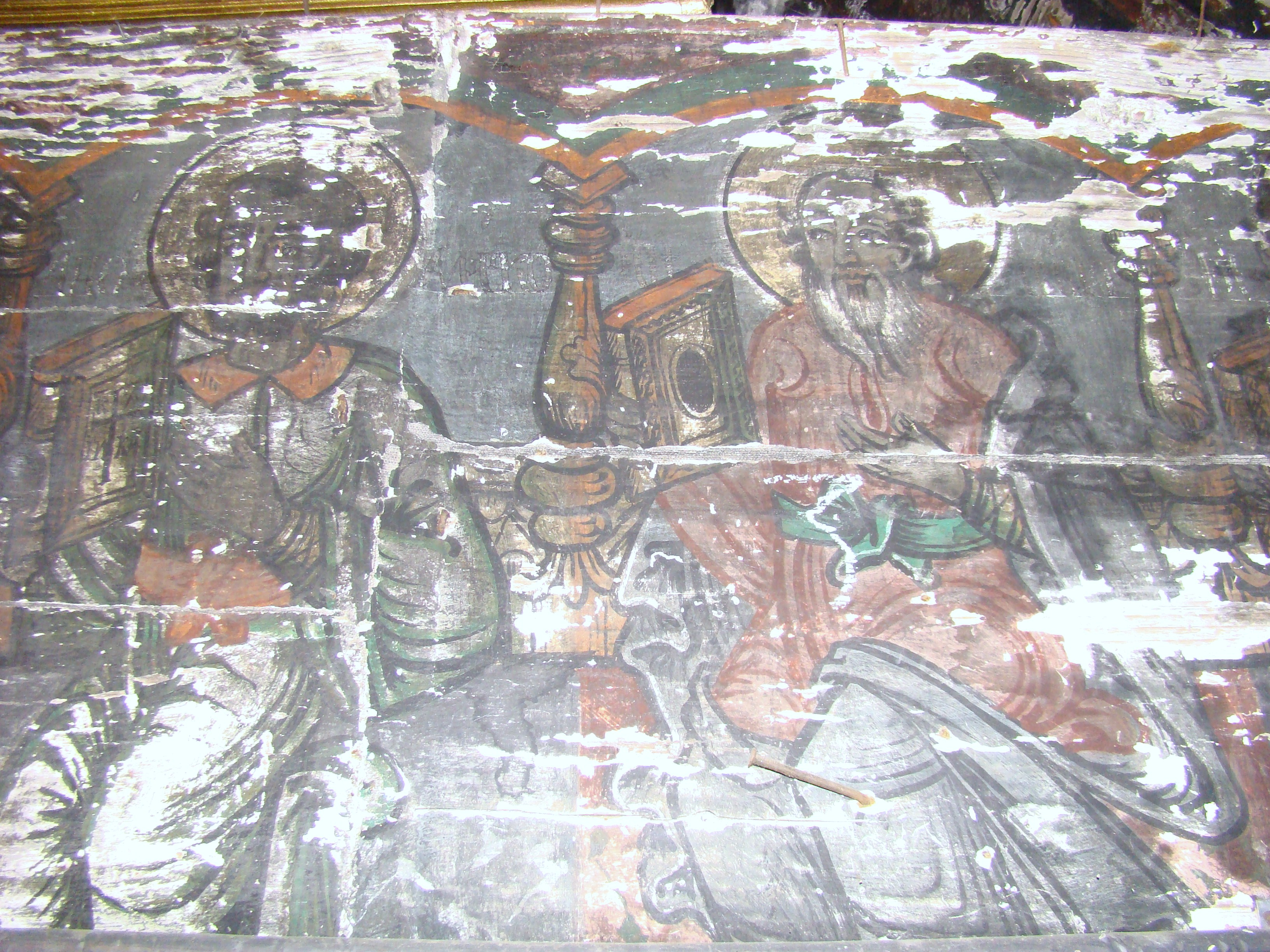
Catapeteasma (detaliu)
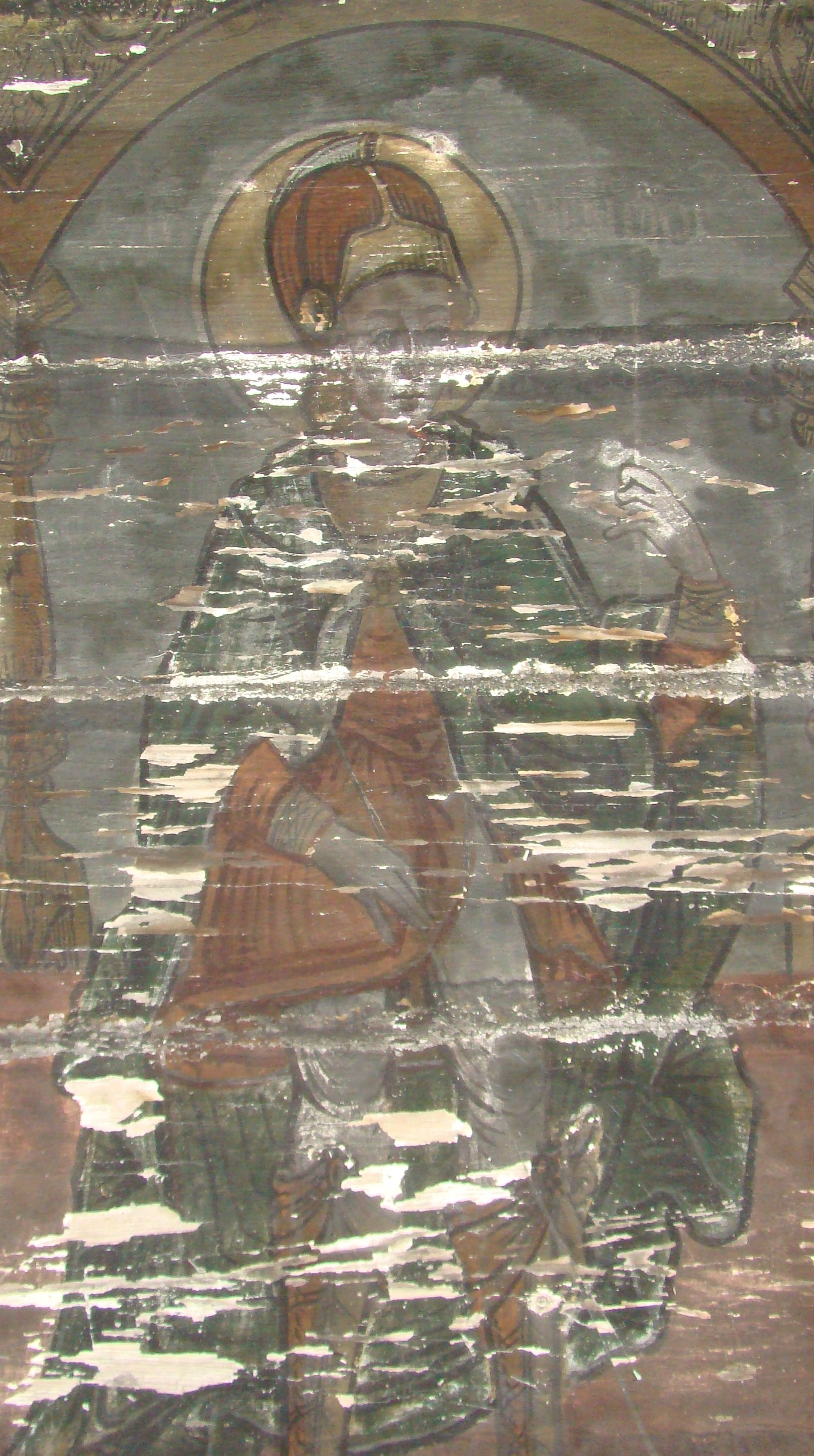
Pictura naosului
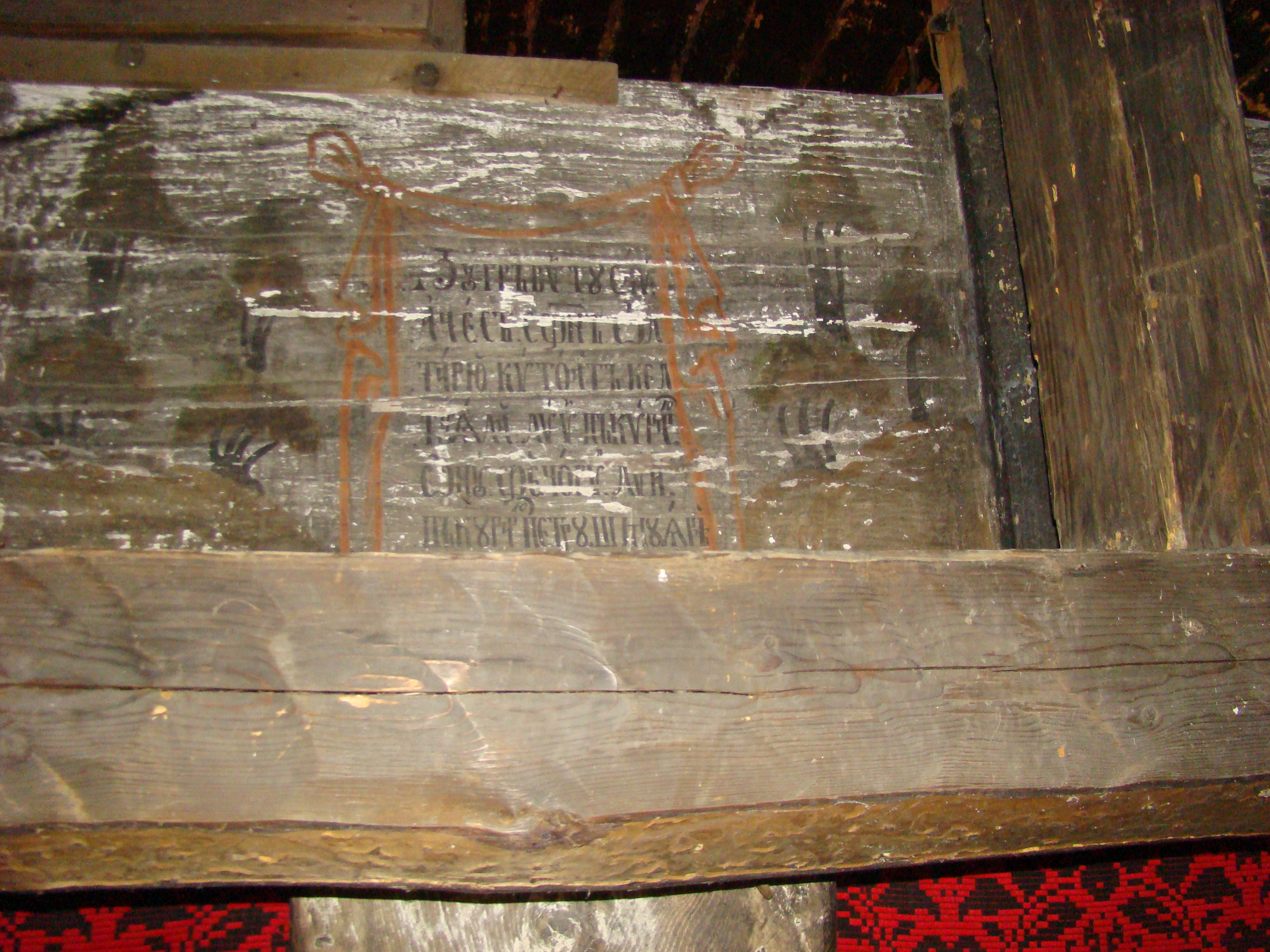
În altar
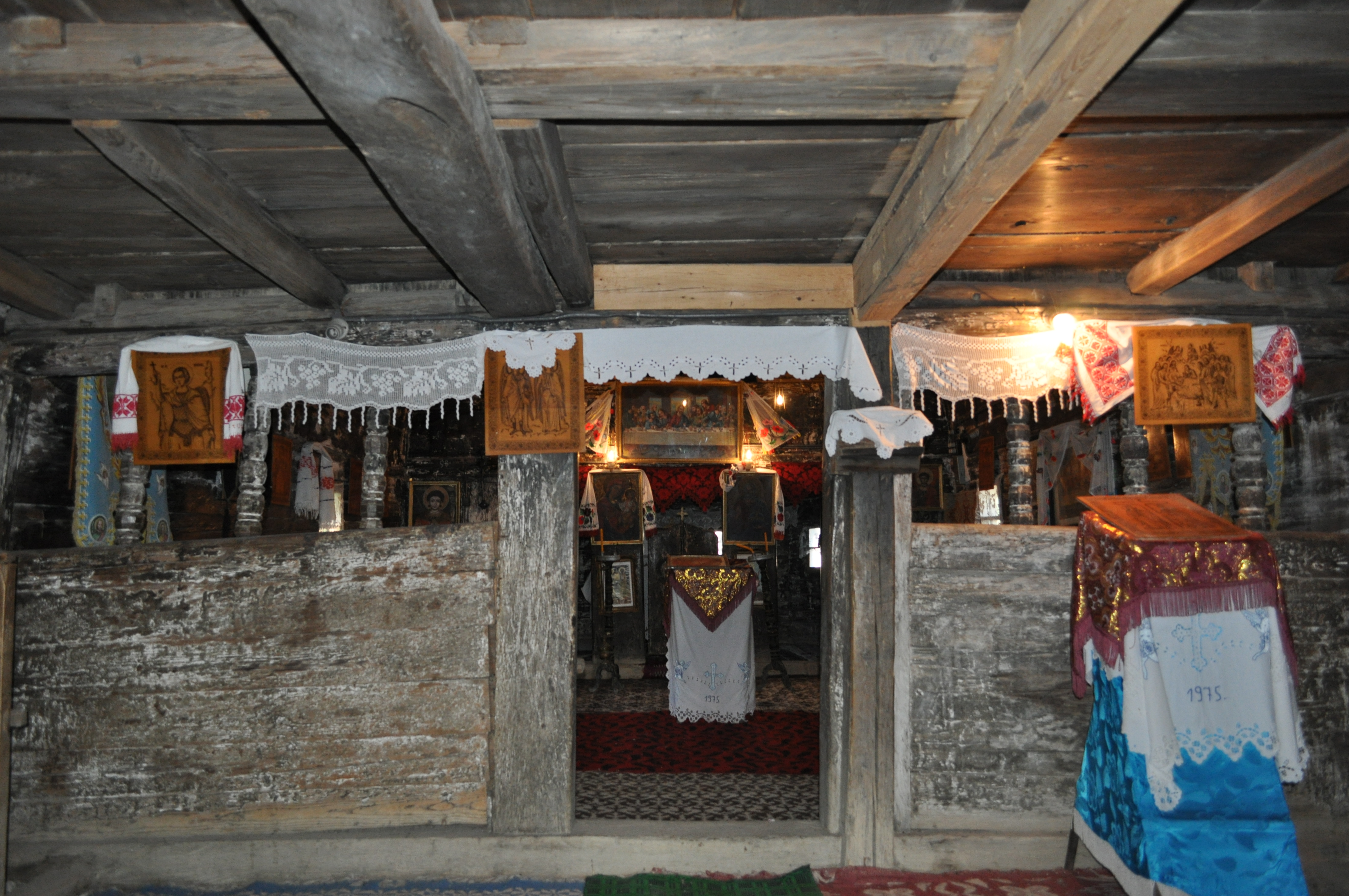
Interiorul navei
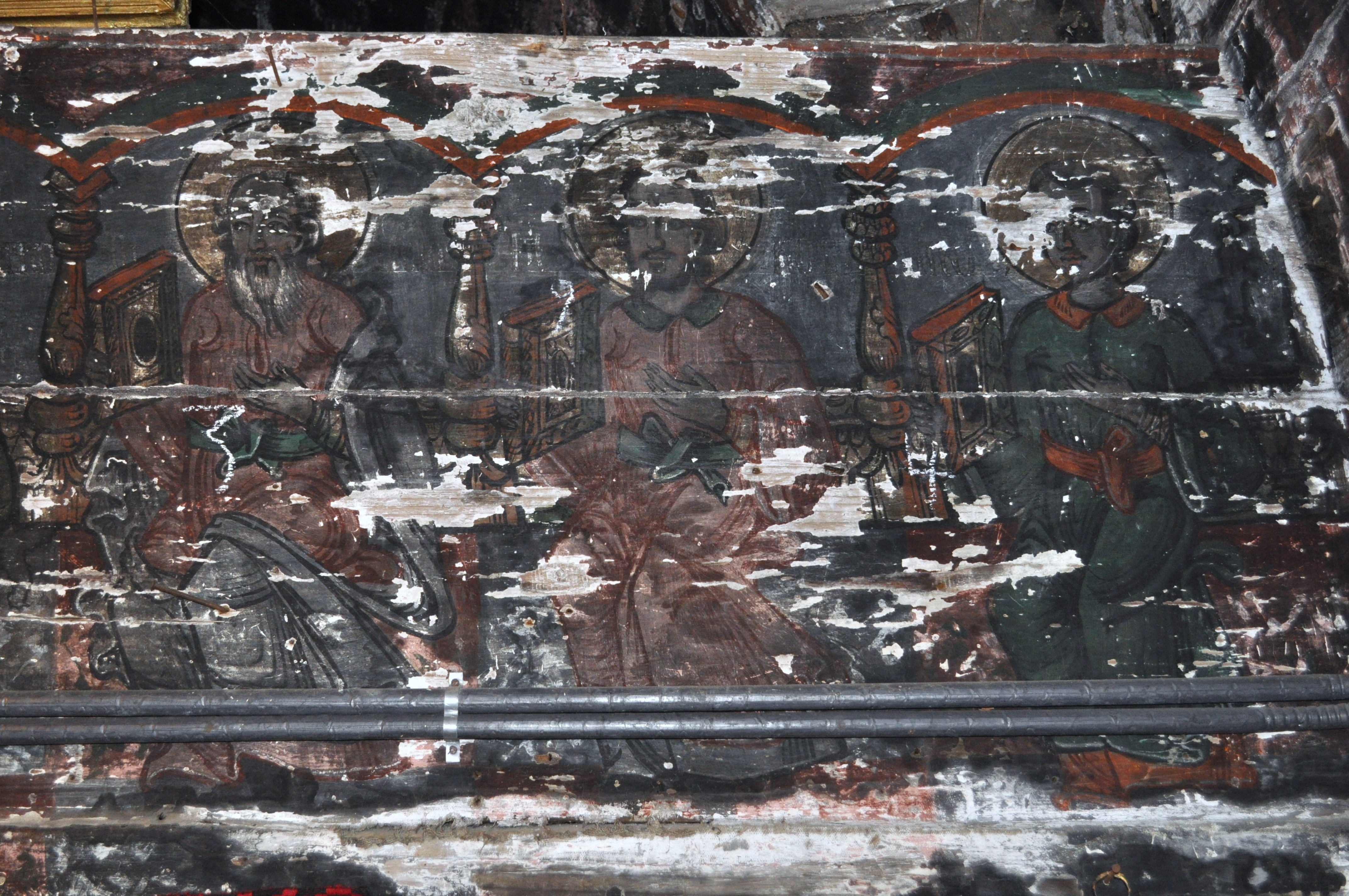
Catapeteasma (detaliu)
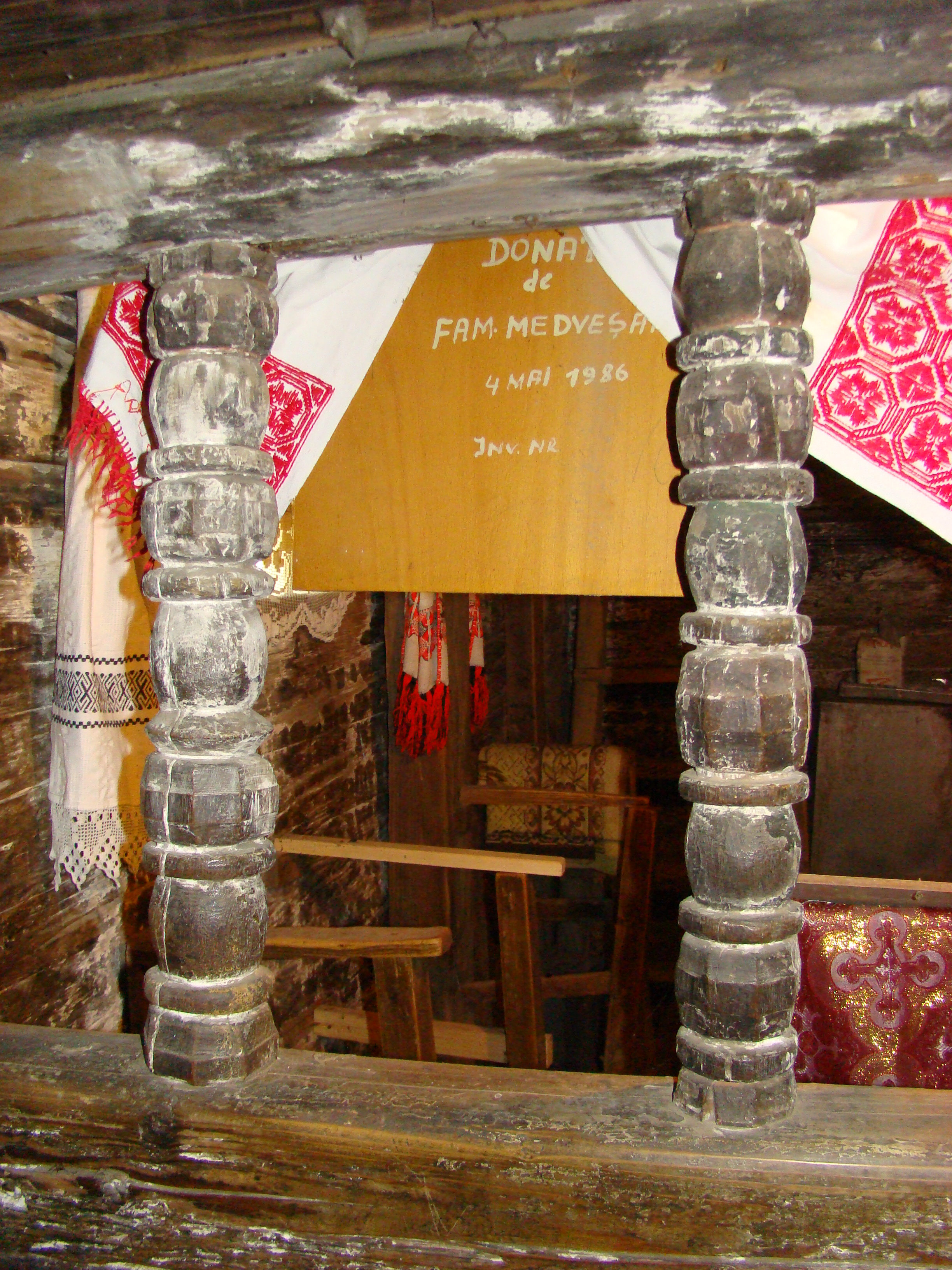
Stâlpi de lemn de sprijin, frumos sculptați, între naos și pronaos
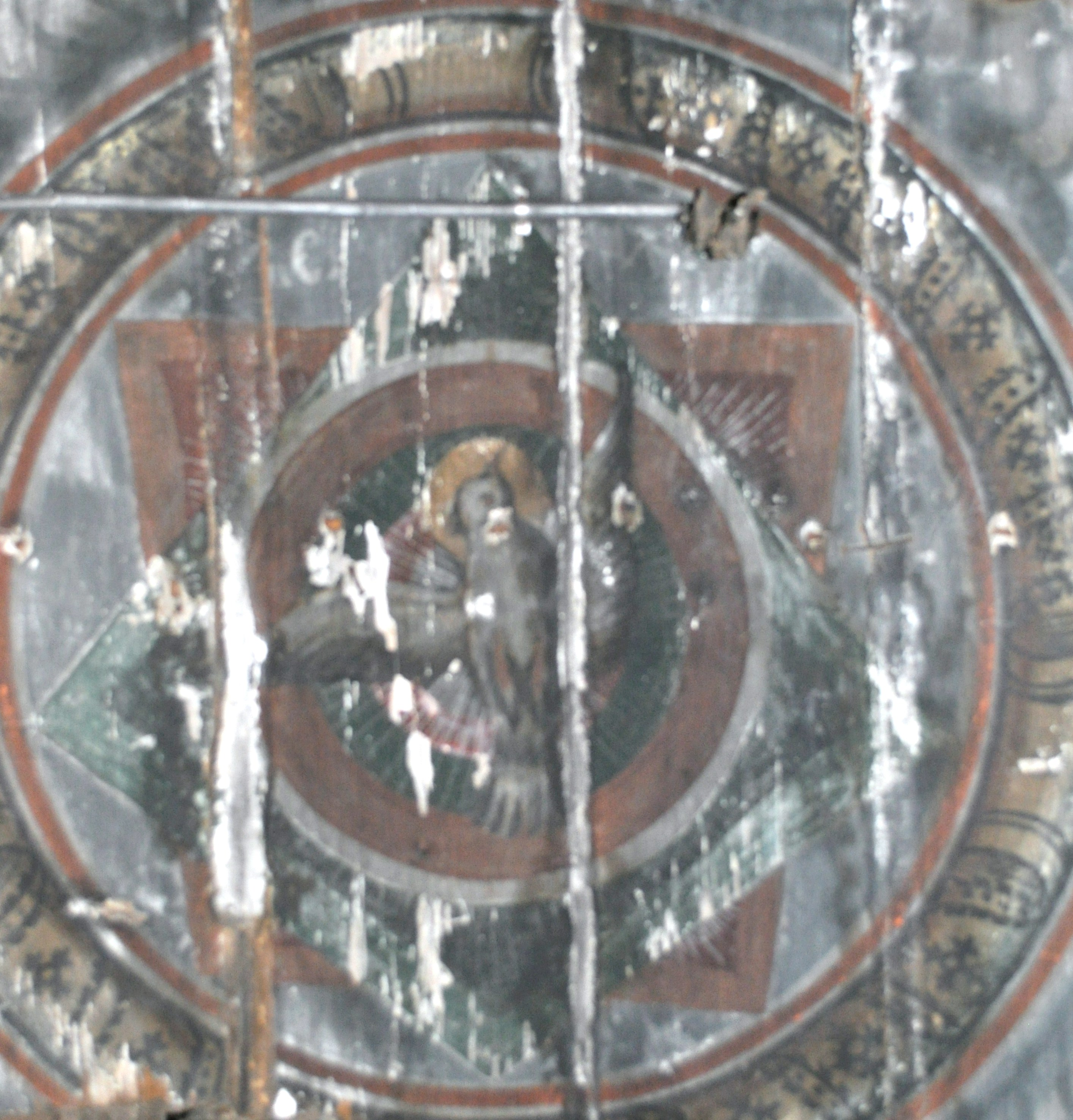
Bolta naosului: Sf.Duh
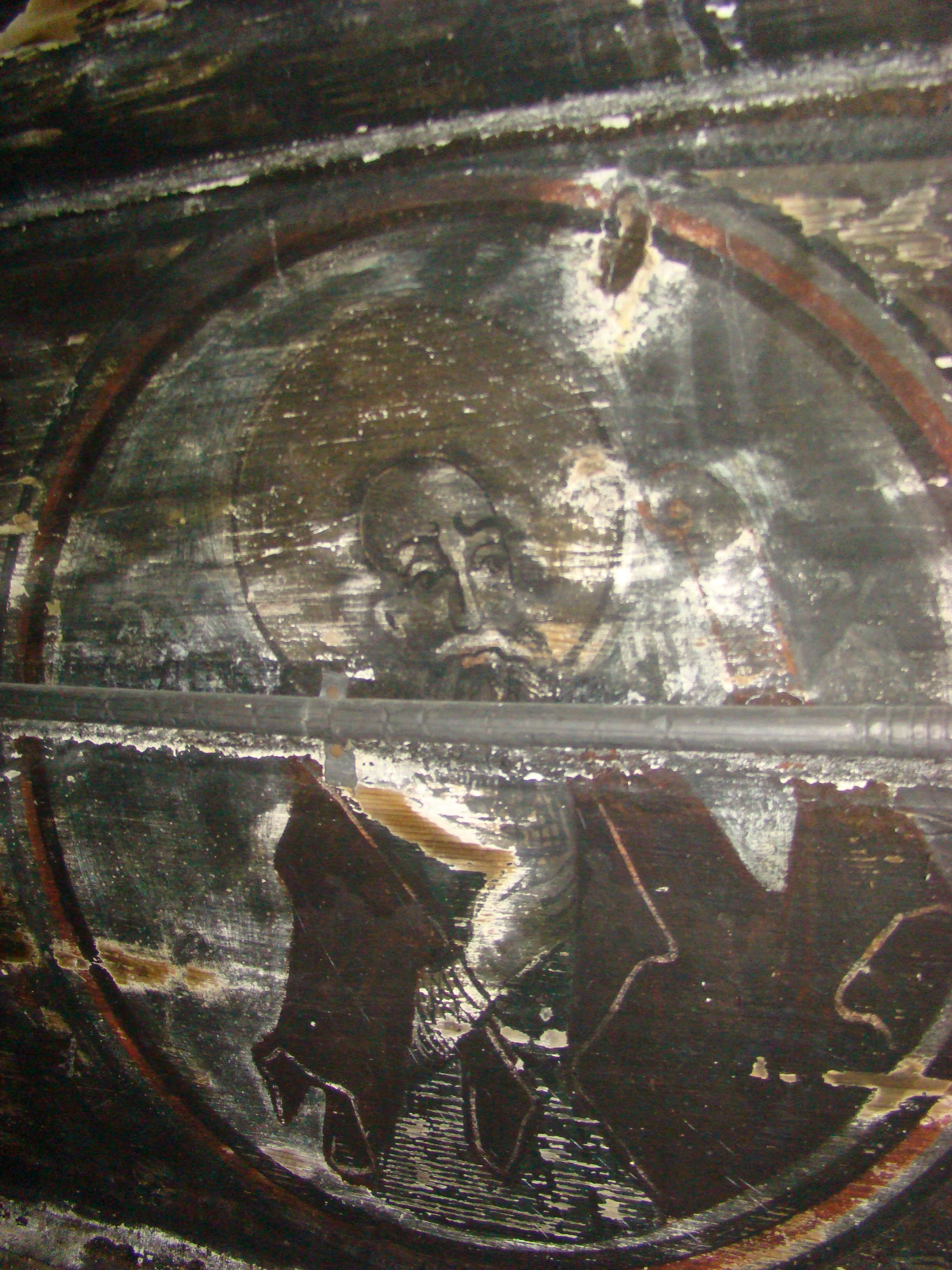
Pictura altarului: Sfinții Ierarhi
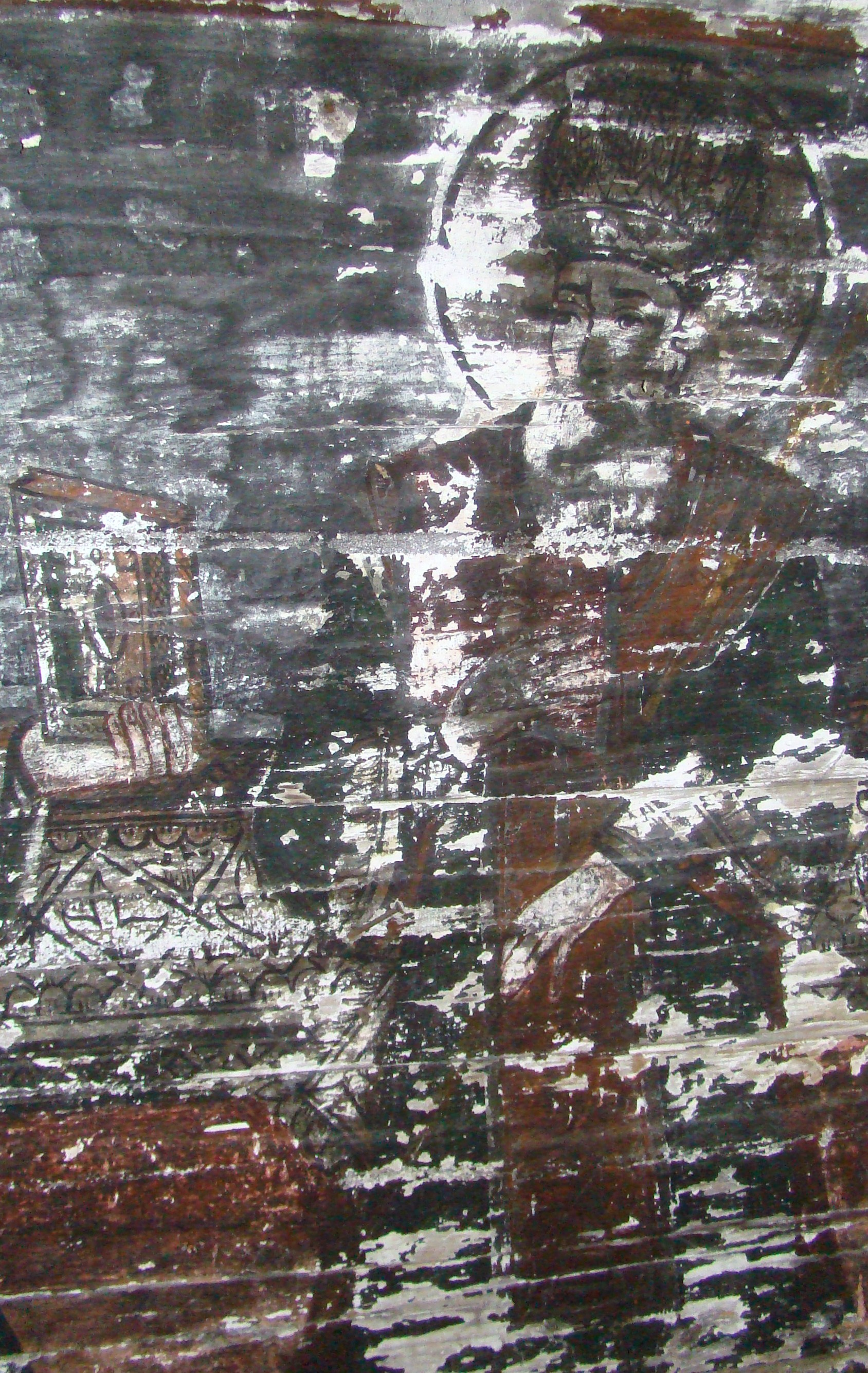
Pictura altarului: Sfinții Ierarhi